# 大阪国際空港

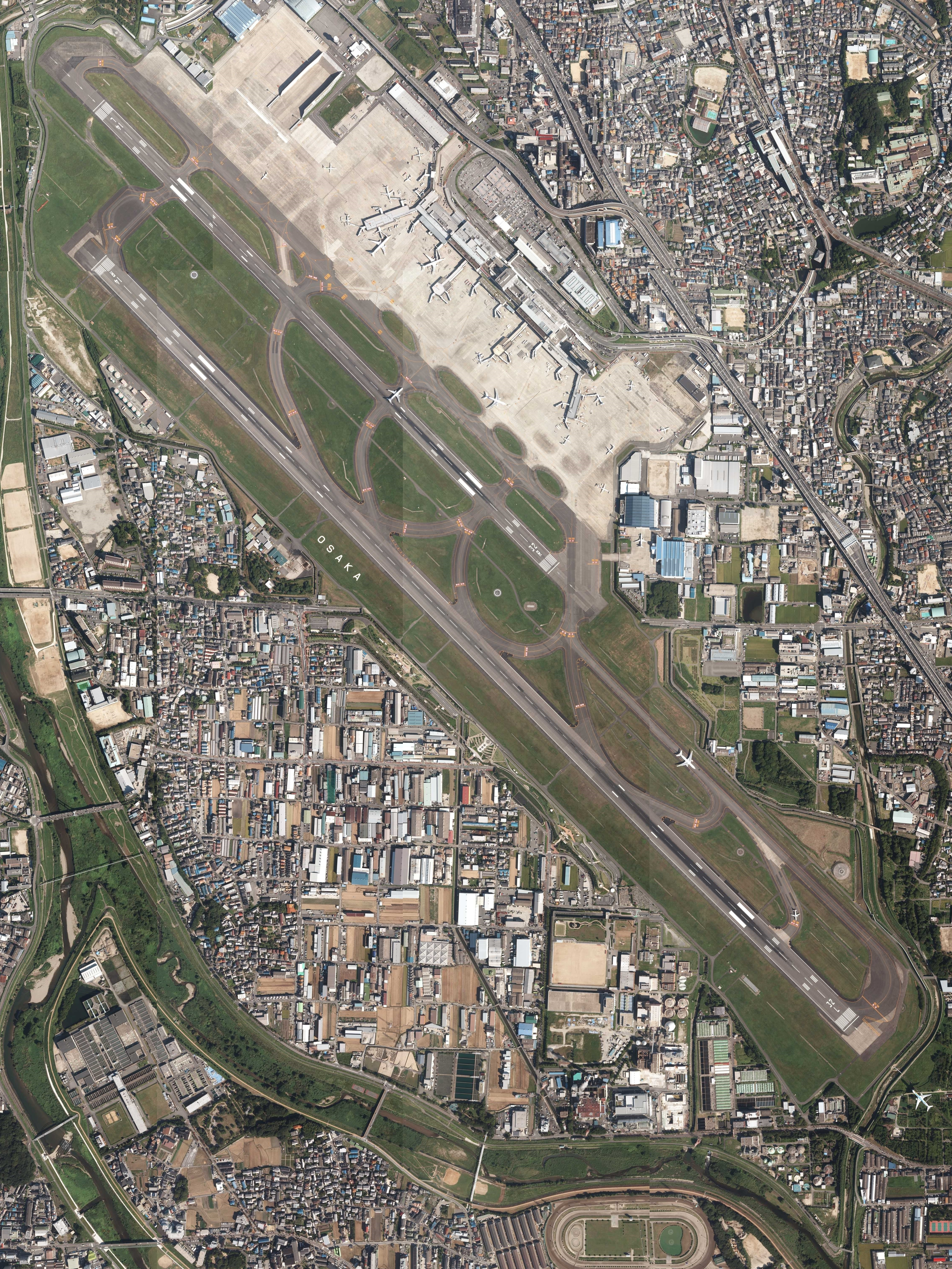
大阪国際空港付近の空中写真（2012年）

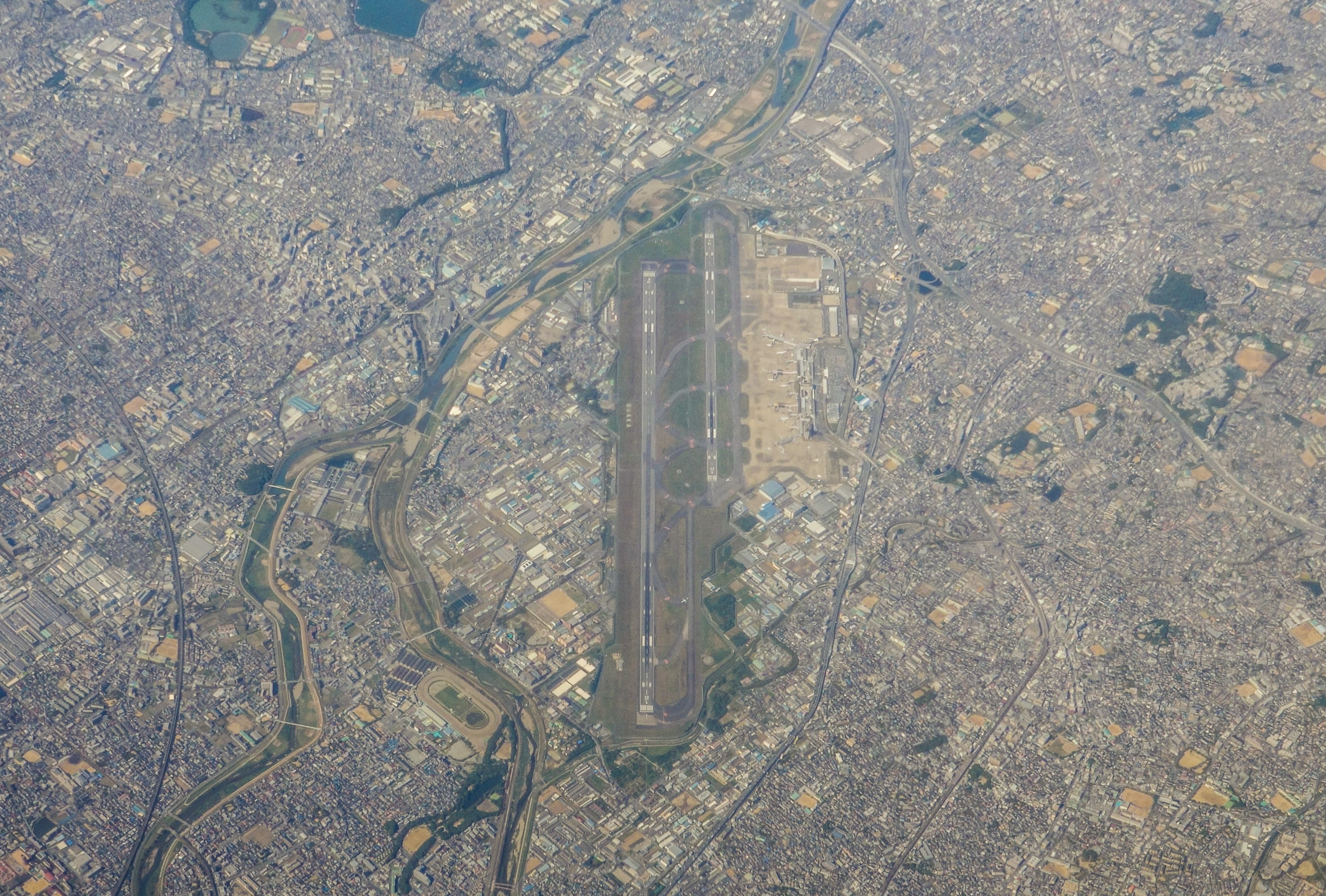
上空から見た大阪国際空港（2014年）

大阪国際空港（おおさかこくさいくうこう、英語: Osaka Itami Airport、IATA: ITM, ICAO: RJOO）は、大阪府豊中市、同府池田市、兵庫県伊丹市にまたがる空港。伊丹空港（いたみくうこう、英語: Itami Airport）あるいは大阪空港（おおさかくうこう、英語: Osaka Airport）の通称でも知られる。名前に「国際」と付いており、1994年の関西国際空港開港の前は国際空港であったが、現在は国内線専用の拠点空港（基幹空港）として運用されている。近隣の関西国際空港、神戸空港とともに関西三空港のひとつである。空港運営は関西エアポートが実施している。

## 概要
大阪市の北北西約12km にあり、京阪神都市圏のほぼ中心に位置する日本の国内線の基幹空港。空港法上の拠点空港であり、航空法上の混雑空港に指定されている。現在は国内線専用の空港として運用され、国際線の旅客・貨物便は就航していない。
1939年に開設された大阪第二飛行場が前身。1959年から空港整備法上の第一種空港となり、1970年代には国際線が多数就航する国際空港として発展したが、騒音などの公害問題で住民訴訟が相次ぎ(大阪空港訴訟)、地元自治体などが空港廃止を求める事態になった。国は、周辺環境対策の一環として航空機の機材や発着枠、運用時間などの制限を設けるとともに、空港廃止も視野に新たな空港の整備を進めた。
1990年には、地元自治体などが空港存続に方針を転換し、1994年には全ての国際線が新たに整備された関西国際空港に移転したが、国内線用の空港として存続することとなった。2008年の空港法改正で、国際航空輸送網又は国内航空輸送網の拠点となる「拠点空港」に位置づけられた。
滑走路はクロース・パラレルで、A滑走路 (1,828 m) とB滑走路 (3,000 m) の長短2本が整備されている。周辺市街地の環境対策として、運用時間は7時から21時まで、1日の発着回数は370回（ジェット機200回、低騒音機170回）までに制限されている。また、空港周辺には緩衝緑地などが設けられる。
他空港と比較して運用時間の制約が厳しいこともあり、定時運航の面で優れた実績をあげている。2008年1月にフォーブス電子版が発表した世界の空港の効率性に関する番付で、「定刻通りに出発できる効率的な空港」第1位に選ばれた。加えて、1日200回以上の発着回数規模の空港を対象としたFlightsStats社の定刻運航賞も受賞している。その一部門であるアジアの主要空港における出発実績賞を2010年に、同じくアジアの地域空港における出発実績賞を2011年に、それぞれ連続受賞した。2010年・2011年ともに、定刻運航賞のすべての部門の受賞空港のなかで、最も優秀な定刻出発率となっている。2015年度には、英国の調査会社OAGによる空港の定時運航率ランキングで、定時運航率93.85%で小規模空港の世界一となった。
空港法上の正式名称は「大阪国際空港」で、これは国際線移転後も、「国際空港」の名称を据え置くよう地元自治体などが希望したためとされる。このほか、大阪空港（おおさかくうこう、英語: Osaka Airport） の名称が広く用いられているほか、旧称の伊丹飛行場と伊丹ベースに由来して伊丹空港（いたみくうこう、英語: Itami Airport） とも呼ばれている。単に「伊丹」でも多くの人に通用する。券面には大阪/伊丹と書かれる事もある。
空港の設置・運営・管理は、2008年まで第一種空港として国が行い、費用を全額負担していたが、2008年6月の空港法改正により旧・第二種空港相当となり、地元自治体が一部負担をするようになった。2012年7月1日、関西国際空港との経営統合に伴い、空港の設置・運営・管理は特殊会社の新関西国際空港株式会社に移管され、2016年4月1日からは、運営権を取得した民間会社の関西エアポート株式会社が、関西国際空港と一体的に運営・管理している。
敷地は大阪府の豊中市と池田市および兵庫県伊丹市の2府県3市にまたがり、ターミナルビルと事務所等は主に豊中市に、滑走路等は池田市と伊丹市に配されている。空港ターミナルビル、大阪空港駅（大阪モノレール）、エプロン付近では、これらの府県・市の境界が複雑に入り組み、飛地が無数に点在している（#空港内の飛地を参照）。日本の空港で府県境をまたぐのは当空港が唯一である。
マスコットは、飛行機をモチーフにした「そらやん」で、開港75周年を記念して2014年に製作された。2018年3月31日からは関西エアポートグループ全体の公式キャラクターとなっている。
2025年1月30日、関西3空港を運営する関西エアポートは、訪日外国人客による関西国際空港との混同を防ぐ狙いで、当空港の英語表記を"Osaka International Airport"から"Osaka Itami Airport"に変更すると発表した。なお、正式名称やIATAコードは変更しない。

## 統計

### 利用者数
年間利用客数は14,793,946人（2023年度）、発着回数は137,871回(同) で、旅客数は日本の空港で第7位、関西三空港では関西国際空港に次ぐ第2位となっている。国内線だけで見ると、旅客数・着陸回数ともに関西三空港で最も多い。大阪市のオフィス街へのアクセスの良さから、特にビジネスマンの需要が高い。

#### 就航路線別旅客数
| 行き先       | 旅客数    | 国内線順位 |
| ------------ | --------- | ---------- |
| 東京国際空港 | 約489万人 | 上位04位   |
| 新千歳空港   | 約133万人 | 上位16位   |
| 那覇空港     | 約113万人 | 上位22位   |
| 仙台空港     | 約088万人 | 上位32位   |
| 鹿児島空港   | 約066万人 | 上位42位   |
| 宮崎空港     | 約061万人 | 上位45位   |
| 福岡空港     | 約059万人 | 上位46位   |

## 歴史

### 開港

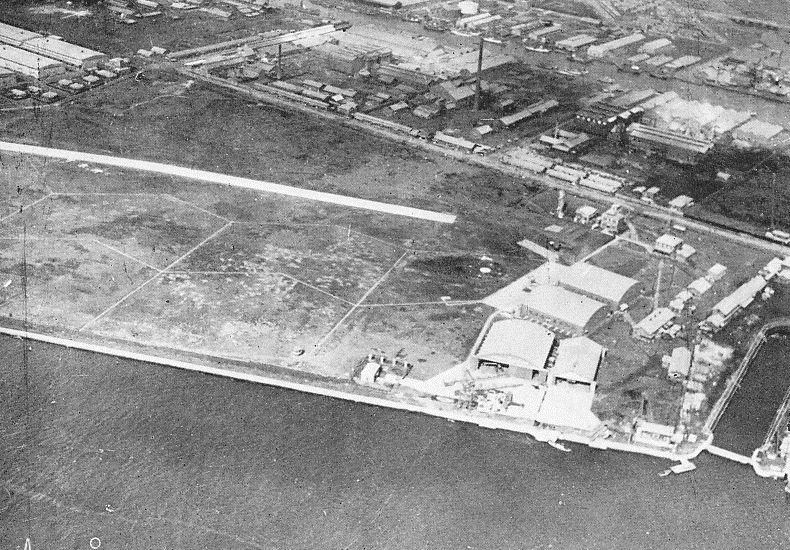
木津川飛行場（1930年代）

大阪国際空港は、1939年（昭和14年）1月17日に、大阪第二飛行場として、兵庫県川辺郡神津村（現・伊丹市の一部）に開港した。大阪飛行場（木津川飛行場）の移転先として建設されたが、日中戦争が勃発した直後であったため、実質的には軍民共用飛行場となり、大日本航空の乗り入れの他軍用機の発着も行われた。

### 軍用飛行場へ
1941年12月の太平洋戦争（第二次世界大戦）開戦後は帝国陸軍航空部隊が徴用し、軍用飛行場の伊丹陸軍飛行場（伊丹飛行場。通称は摂津飛行場とも）となり、大阪府中河内郡大正村の大正飛行場（現在の八尾空港）や兵庫県加古郡尾上村の加古川飛行場とともに、近畿圏における主要陸軍飛行場として運用された。
大戦末期の本土空襲時には、三式戦闘機「飛燕」を装備する飛行第56戦隊などが伊丹飛行場に駐屯し、大正駐屯の飛行第246戦隊（二式戦闘機「鍾馗」・四式戦闘機「疾風」装備）などの飛行戦隊とともに京阪神大都市圏の防空に活躍した。

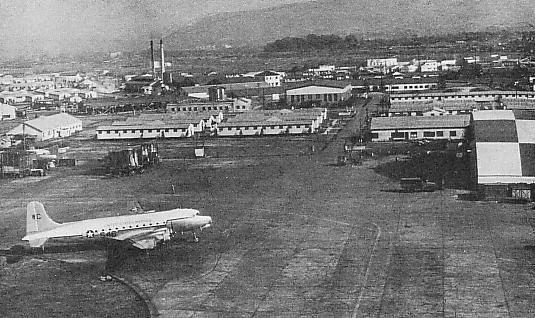
1950年代初めの伊丹エアベース

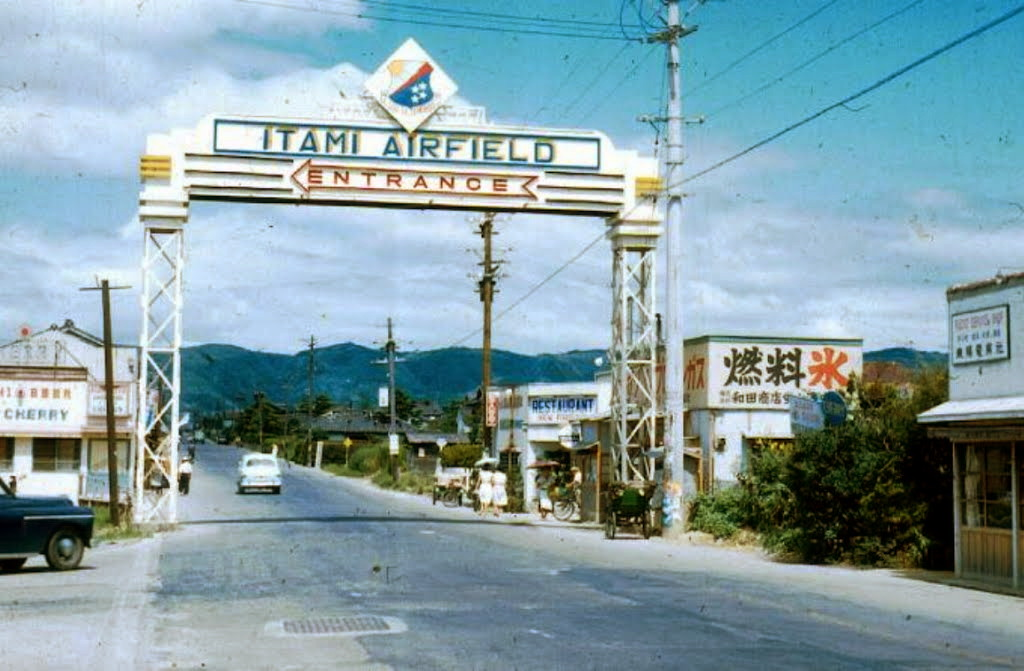
1950年代後半、国道176号線に掲示された伊丹エアベース入口ゲートサイン

1945年8月の敗戦後は連合軍を構成する1国のアメリカ軍に接収され、伊丹の名称を継承して、伊丹エアベース と名付けられた。現在広く用いられている大阪国際空港の通称である伊丹空港は、この時に定着したと言われている。接収中の1951年に日本航空が東京と福岡間に初の乗り入れを開始した。

### 再開港
1958年3月18日に接収解除後、大阪空港として再開港した。1959年7月3日には、第1種空港としてに大阪国際空港に改称した。
翌1960年4月に再開港初の国際線が日本航空とキャセイパシフィック航空により開設し、台湾の民航空運公司や大韓民国の大韓航空、タイ航空やノースウェスト航空、パンアメリカン航空や英国海外航空も後に続いた。
1960年代の高度経済成長期には、大阪市近郊の市街地が拡大し、大阪国際空港の周辺もベッドタウン化の波が押し寄せた。同じころ、離着陸回数の増加や航空機の大型化・ジェット化が進み、1964年6月1日より日本航空がジェット機の乗り入れが開始した。ボーイング707やボーイング727、ダグラス DC-8やコンベア880などの大型ジェット機が相次いで就航し、騒音問題が巻き起こった。
またこの時期に、1962年のワイズマン報告書の関西新空港建設の提唱 や、増え続ける航空需要に対してこれ以上の拡張が困難な大阪国際空港の現状を考慮して、新空港建設が検討されはじめ、現在の関西国際空港の計画へとつながっていく。
これに対応して、1969年2月1日には現・旅客ターミナルビルが、1970年2月5日には3,000 mのB滑走路(14R/32L)が、それぞれ供用開始され、現在の大阪国際空港がほぼ完成した。なお、当時完成したばかりの空港ターミナルビルは、第11回BCS賞を受賞した。

### 国際空港時代

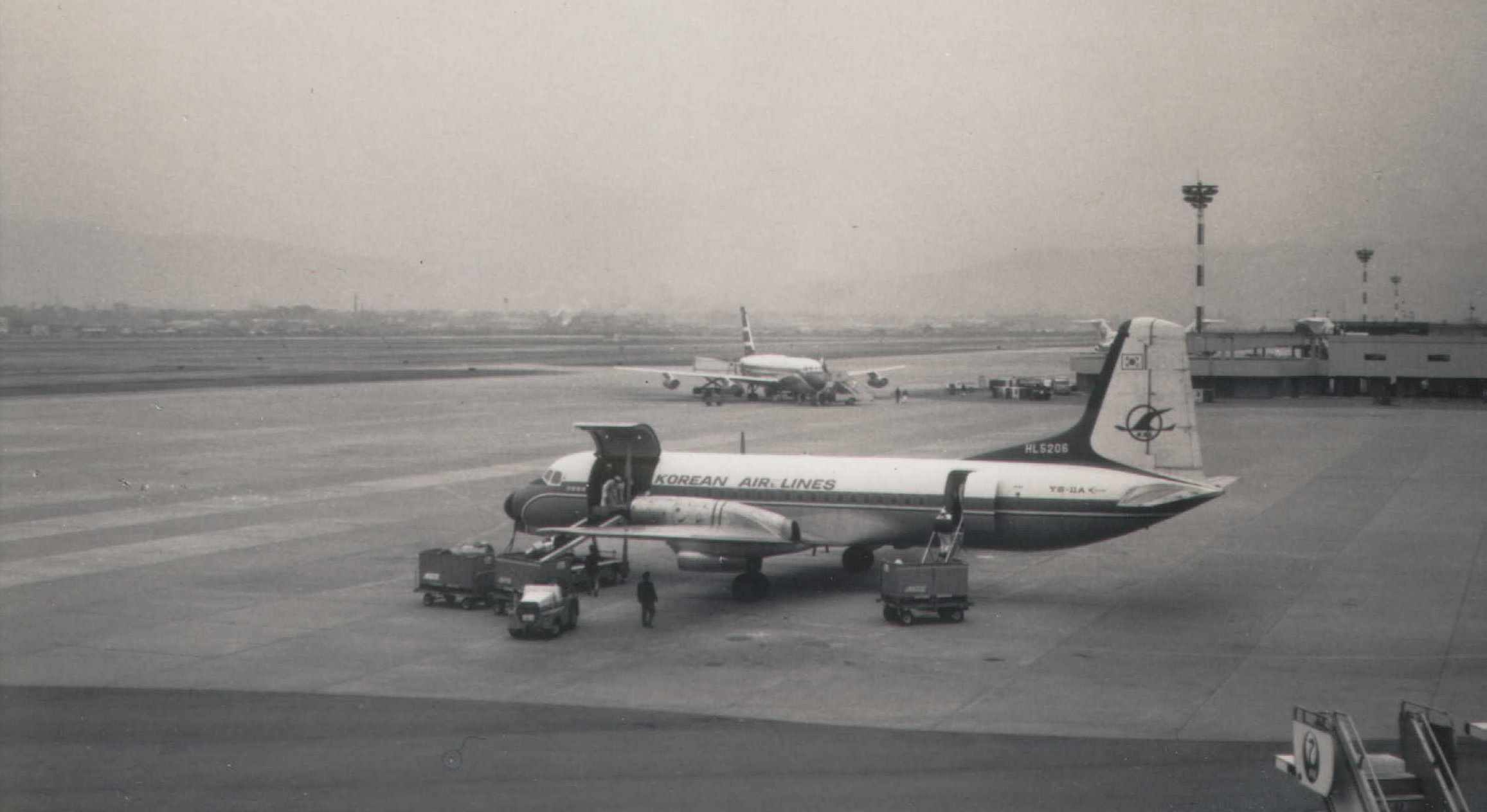
大韓航空のYS-11(1971年)

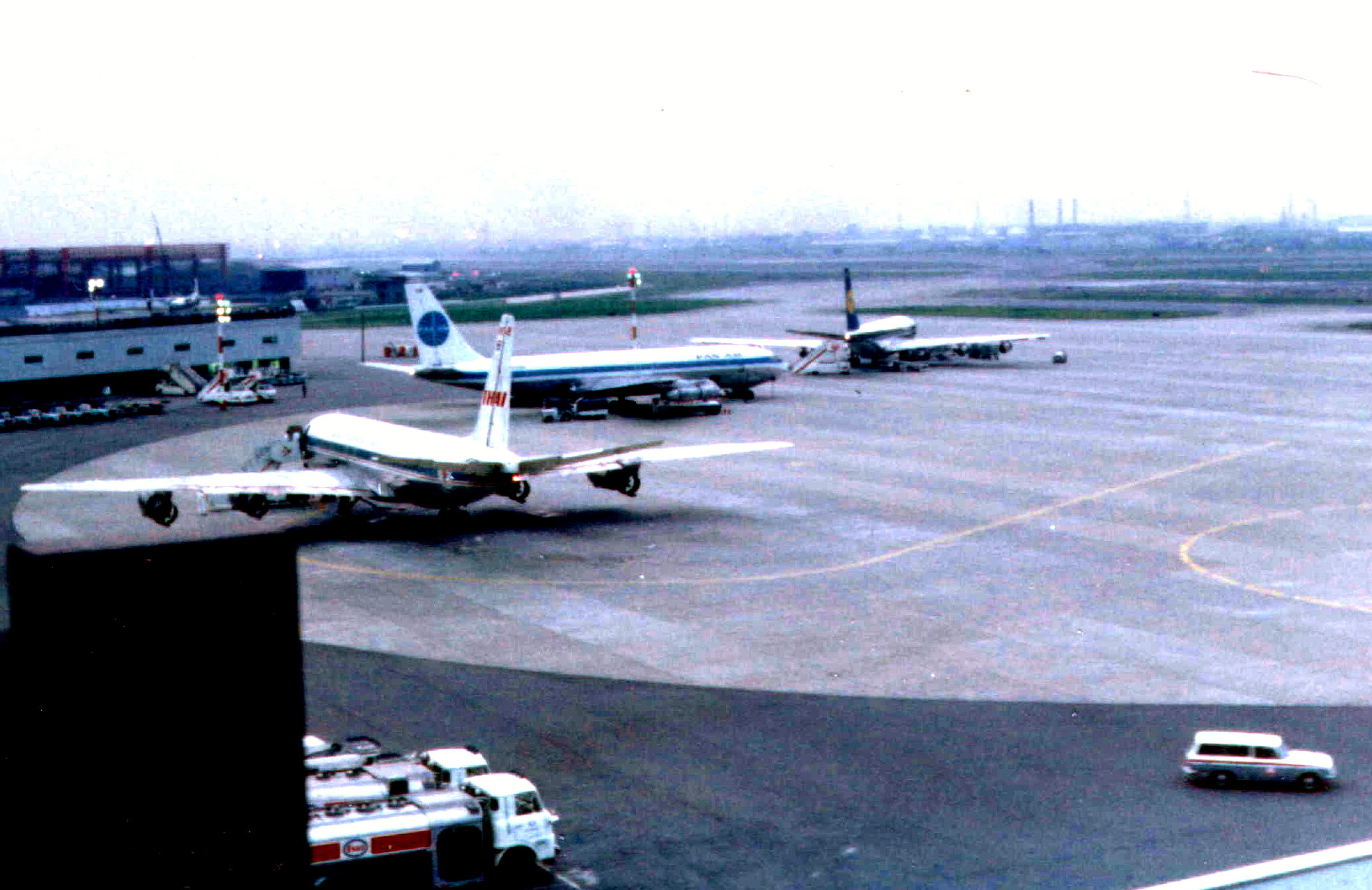
1970年代の国際線ターミナル（現在の南ターミナル）

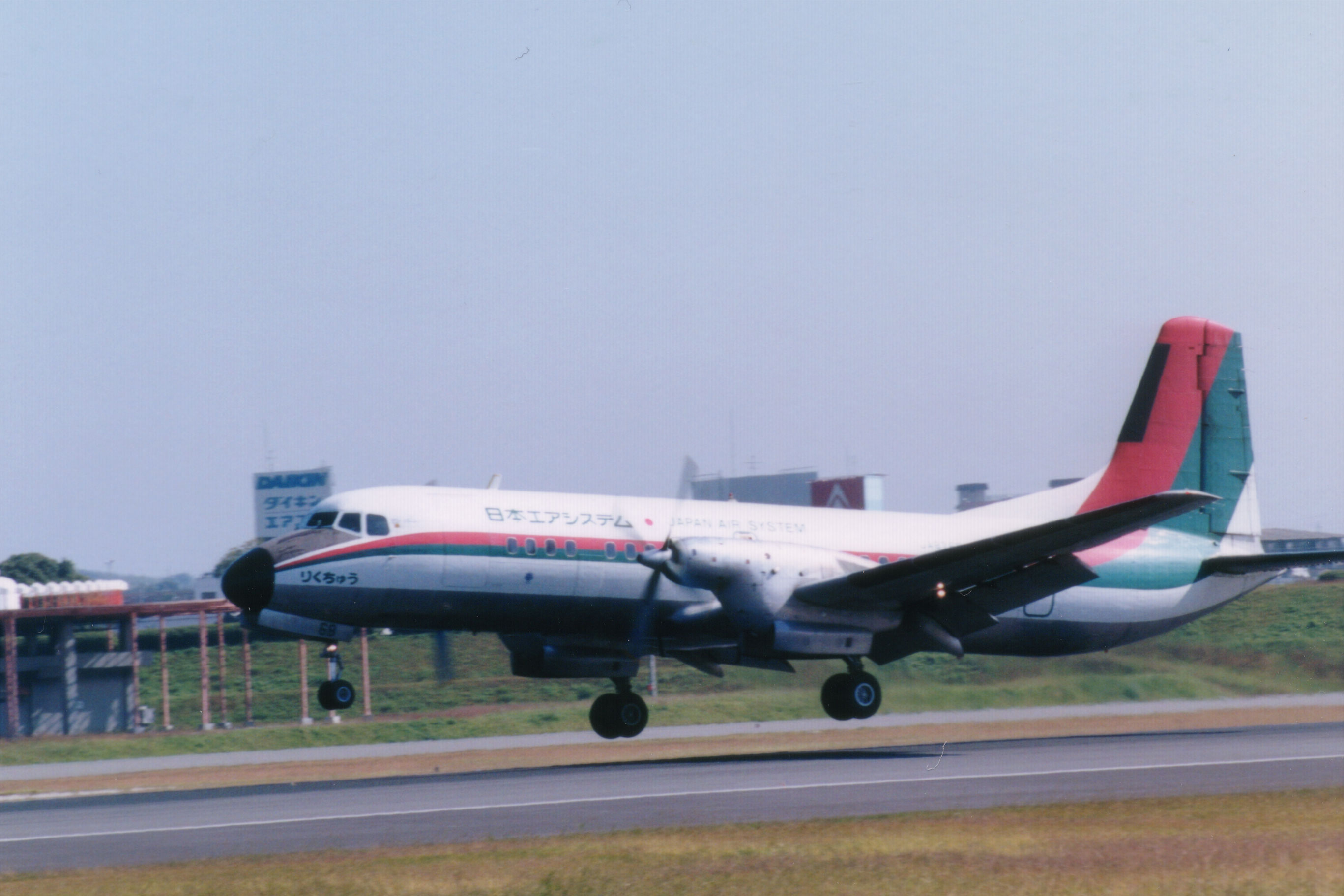
A滑走路から離陸する日本エアシステムのYS-11(1990年代)

3,000 m級滑走路を整備し、1970年の大阪万博を迎え、大阪国際空港は国際空港としての全盛時代を迎えた。1970年代には、国内外の航空会社が相次いで新規参入・新規路線就航し、年間利用者数が1,000万人を越え、年間発着回数は15万7,000回（1971年）に達し、大いに賑わいを見せた。この頃には、滑走路以外の空港施設も充実し始め、各社の整備センターやハンガー、エンジン試運転用遮音壁、防音壁などが設置された。
しかし、空港の活性化と同時に、周辺地域との間に、ジェット機の騒音や排気ガスの公害が発生した。空港周辺の環境悪化を受けて、1969年以降、空港周辺住民が夜間の飛行差し止めなどを求めて、日本国政府を相手に訴訟を起こした。また、伊丹市が1973年10月1日に大阪国際空港撤去都市宣言を掲げたり、伊丹市が独自に騒音計を設置して基準値を超えると空港長室へ連絡を入れる体制を組む など、終始緊迫した状態が続いた。
これを受けて、夜間飛行の制限や発着回数の見直しが行われた。1975年12月12日からは、民間機の7時以前・21時以降の離着陸が禁止された。この“門限”（カーフュー）が設けられて以来、21時以降に離着陸するいわゆる“門限破り”が発生すると、翌日の新聞でベタ記事になるほどだった。
このような状況のなか、1974年8月13日の運輸省（当時・現国土交通省）の航空審議会（現・交通政策審議会航空分科会）答申では、当時建設に向けて動き出していた関西国際空港について、「関西国際空港は、大阪国際空港の廃止を前提として、その位置及び規模を定める」 と明記された。こうして、関西国際空港は、近畿圏の航空交通網の拡充装置としてのみならず、大阪国際空港の騒音問題を解決し、その受け皿となる代替空港としての使命を帯びるようになっていった。
この答申は、関西国際空港開港後の大阪国際空港の廃止を匂わせるものであったが、運輸省が公式に大阪国際空港の廃止方針を定めたというものではない。運輸省はこの答申について、直後から「仮に同空港が廃止されても、その機能を十分に果たしうる新空港の建設を推進すること」という意味合いであるとの見解を述べており、大阪国際空港の廃止を選択肢の一つに入れつつも、同空港の存続にも含みをもたせた、将来の情勢変化を見据えた政策を執ることになった。その結果は後述のとおりで、その後の大阪国際空港を取り巻く情勢は変化し、大阪国際空港は関西国際空港開港後も存続することが決定している。
1977年10月1日からは、1日の離着陸回数が370回まで（内訳はジェット機枠が200回、プロペラ機枠が170回）と制限された。後年、プロペラ機枠においては、暫定的な経過措置として代替ジェット枠（YS-11代替枠やボンバルディア CRJ枠など）の特例が存在し、その後一部のジェット機も利用可能な低騒音機枠への転換が行われた が、1977年に決定された「1日合計370回」という総発着枠は変更されていない。
発着回数が年間13万5,000回（1日370回）に制限された状態での空港運用となったが、空港利用者数は増加を続け、1980年代には年間利用者数が2,000万人を超えた。DC-10やボーイング747、ボーイング767などの新型機が導入されるなど、航空機の大型化がさらに進んだ。同時に、航空機の低騒音化や空港内外の防音設備の整備も進められ、大阪空港訴訟も和解が成立するなど、1980年代は空港と周辺住民の調和に向けて前進をはじめた時期でもあった。
1987年、関西国際空港の建設工事が大阪湾南部の泉州沖で着工され、近畿の航空業界は新時代へ向けて歩みを進め始めた。1990年に入り、関西国際空港の開港が間近に迫ると、運輸省は大阪国際空港周辺の調査を行った。その結果、運輸省は大阪国際空港の騒音公害や落下物の問題、墜落の可能性はあるものの、近畿経済圏における大阪国際空港の重要性や、都市型空港であるが故の利便性の高さ、国家的な交通戦略上の大阪国際空港の必要性などを認識していた。
これらの調査結果を受け、運輸省は関西国際空港開港後の大阪国際空港の存続方針を固めていた。またその当時、それまで大阪国際空港の廃止を掲げていた関連団体や住民は一転して、大阪国際空港の利便性の良さ・空港がもたらす経済効果などから、騒音問題の改善も手伝って、大阪国際空港の存続を求める機運を高めていた。このような背景から、大阪国際空港の存続を運輸省が地元自治体に打診し、地元はこれを受諾した。
その結果、1990年12月3日には、大阪国際空港の存続及び今後の同空港の運用等に関する協定（いわゆる存続協定）が、大阪国際空港騒音対策協議会（後の大阪国際空港周辺都市対策協議会；通称11市協、詳細は当該項目および#対策協議会を参照）と運輸省との間で結ばれた。こうして、大阪国際空港は関西国際空港開港後も存続することが決定した。また当時、大阪国際空港は地方を中心に新路線開拓や増便が行われ、関西国際空港開港後の国内線専用空港としての運用を見据えた路線展開が、この時期に行われていた。
1994年に入り、関西国際空港の施設はほぼ完成し、後は9月の開港を待つのみとなった。大阪国際空港の国際線の関西国際空港への移管に先立ち、6月には大阪国際空港のIATA空港コードがOSAからITMに変更された（OSAは引き続き大阪国際空港・関西国際空港に共通の大阪のIATA都市コードとされた）。
関西国際空港開港前日の9月3日、大阪国際空港の最後の国際線となった大阪（伊丹）発グアム行の日本航空のチャーター便を含む『伊丹空港サヨナラフライト』を送り出して、1960年より続いてきた「国際空港」としての大阪国際空港の歴史は、この日をもって終了した。なお、この便の復路は、翌日のグアム発関西国際空港行であった。このサヨナラフライトには、大阪国際空港長室に飾られていた日本航空のDC-6Bの模型航空機と関西国際空港長へ宛てた親書が積み込まれており、これらは翌日に到着した関西国際空港で空港長に届けられた。

### 関西国際空港開港後
国内線の基幹空港としての再出発
1994年9月4日、近畿圏第2の主要空港として関西国際空港が開港し、大阪国際空港からすべて（日本航空と10か国15航空会社）の国際線と全体の2割の国内線が関西国際空港へ移った。なお、概ね1,000km以上の長距離路線は基本的に関西空港に展開すると定められた。これより、大阪国際空港は国内線の基幹空港として運用が開始されたが、関西国際空港開港直後は、大阪国際空港は旅客数・便数ともに減少し、かつての賑わいは失われた。
しかし、大阪国際空港の方がアクセス利便性が勝ることや、当時は関西国際空港への一部国内線の移管に合理性がなかったことなどから、早くも2000年頃より北海道・沖縄方面などの長距離便を含め、大阪国際空港への復便や開設 が相次ぎ、大阪国際空港はかつての国内線の旅客数・便数に並ぶ実績を挙げた。これは東京国際空港（羽田空港）が新東京国際空港（当時。現・成田国際空港）開港時に国際線が一部の例外を除き一時撤退し、賑わいが失った所へ、国内線の発着枠がその分空いたことから、国内線を拡充してかつての賑わいを取り戻したのと全く同じパターンである。
ただし、東京国際空港は活発な需要と、沖合埋め立てができることから第4滑走路や第3ターミナルの建設による24時間空港化が進んだが、土地に限界があるうえに騒音問題が解決しない、さらに関西国際空港という24時間空港がすでにある大阪国際空港はそうはいかず、現在に至るまで21時-6時のカーフューの延長はおろか定期国際線の発着も求められてはいない。
関西国際空港開港の翌年の1995年1月17日には、阪神・淡路大震災が発生した。大阪国際空港では、滑走路や誘導路に亀裂が生じたほか、空港ターミナルビルなどが損傷する被害を出した。しかし、航空機の運航には支障は出なかったため、その日のうちに、警視庁・消防庁・自衛隊・アメリカ軍・政府チャーター便が被災地支援に多数飛来した。加えて、大阪国際空港の平時の運用時間（7時 - 21時）外となる21時台に、特別措置として臨時便を運航させた。この措置は2月7日 - 4月17日の期間続けられ、復興を支援した（なお、2011年の東日本大震災の復興支援時にも、同様の措置が取られ、大阪国際空港において、発着枠を超える運用や21時を過ぎる遅延便への柔軟な対応がなされていた）。

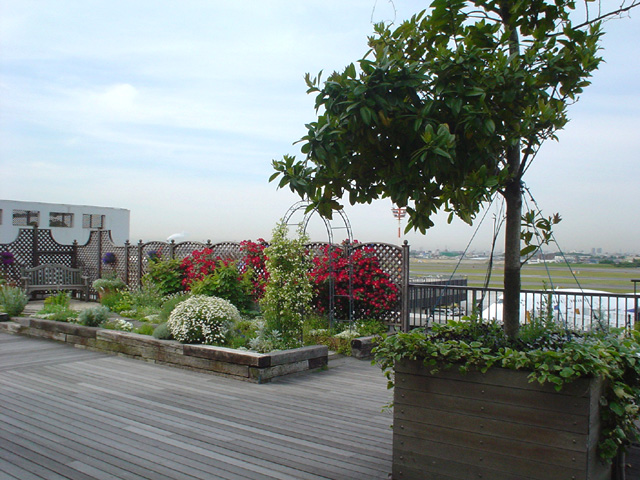
ターミナルビル屋上（ラ・ソーラ）のガーデニング

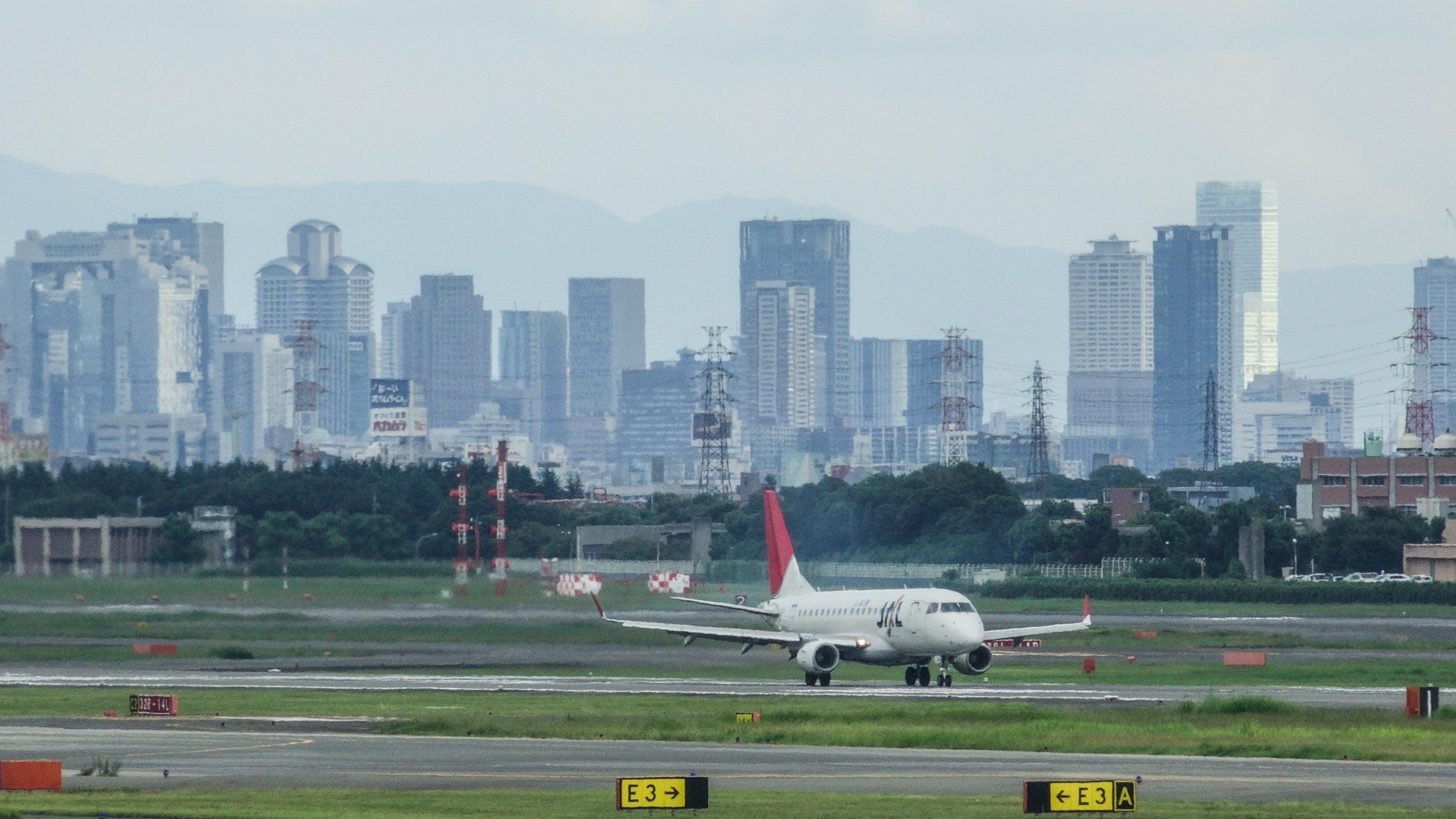
ターミナルビル屋上からの大阪市内方面の遠景

震災からも復興し、前述の大阪国際空港の再活性化にあわせるように、1999年にはターミナルビルが大改装された。1969年に供用開始された既存建物をそのまま活用しつつも、新築建物並みのサービス提供を実現したことや、屋上のデッキ（ラ・ソーラ）のガーデニングが評価され、2000年12月11日に第20回大阪都市景観建築賞の奨励賞を受賞した。空港周辺施設の整備もすすみ、1997年4月1日の、大阪モノレール線大阪空港駅の開設をはじめ、緩衝緑地の公園化などが相次ぎ、地域と密接した空港づくりの努力が行われている。
一方で、2000年代に入り、関西国際空港の経営は巨額の負債に苦しめられていた。また、空港の運用実績の指標となる発着回数も伸び悩んでいた。このころ時を同じくして2000年代に、国土交通省は大阪国際空港周辺の環境対策（騒音軽減）を理由に 大阪国際空港の機能を制限し始めた。具体的には、大阪国際空港で利用する航空機の小型化や、大阪国際空港に就航している長距離国内線の関西国際空港などへの移転などが挙げられる（下記参照）。これらの措置については、大阪国際空港の環境対策を名目にしているものの、実際は、発着回数が伸びず財政難にも苦しむ関西国際空港へ配慮であり、大阪国際空港の航空便・旅客を関西国際空港へ行政主導で移転させる、あからさまな関西国際空港の救済策であると、複数の報道機関・航空関係者・有識者らが指摘した。
2004年9月29日、国土交通省は、上記の理由により段階的に大型機の乗り入れ規制を強化し、YS-11代替枠やボンバルディア CRJ枠を縮小・廃止した。さらに2005年からは、3発以上のジェット機の乗り入れ制限（後述）が行われた。また、2005年から2006年にかけては、「飛行距離が1,000 kmを越える路線」の他空港への移管が国土交通省の方針のもと行われた。女満別空港便・旭川空港便・函館空港便が関西国際空港に、石垣空港便が神戸空港に移管された。さらに、大阪国際空港の新千歳空港便と那覇空港便を減便し、その減便分を関西国際空港便・神戸空港便に振り替えた。この飛行距離による制限には、上述のジャンボジェット機制限のような騒音との合理的な理由がなく、理不尽なものであるとの批判があった。また、同措置に対しては大阪国際空港利用者の84%が反対と回答しており、大阪国際空港近隣居住者のみならず、北海道・沖縄県居住者らも「利便性が低下する」と反対していた。これらをうけて、2011年には、空港周辺の豊中市や池田市、伊丹市が、北海道や沖縄県、鹿児島県の自治体と共同で、大阪国際空港からの国内長距離便の増便や復活を求める要望書を国土交通大臣に提出した。さらに、要望書では、低騒音のジェット機を発着枠に余裕があるプロペラ機枠としてカウントすることなどを求めていた。大阪国際空港の地元や就航先の航空利用者・関係者のこれらの要望の一部は、2012年の関西国際空港との経営統合を機に、実現されることになった（#関西国際空港と経営統合後から現在まで）。
前述の存続協定が結ばれた頃には、既に周辺自治体は大阪国際空港との共存方針に舵を切りはじめていたが、時を経て、空港との共存に対応した様々な変更が行われている。存続協定から17年後となる2007年4月1日、空港の周辺環境の改善などをうけ、伊丹市は、前述の大阪国際空港撤去都市宣言から方針を大幅転換した大阪国際空港と共生する都市宣言を採択し、かねてからの空港との共存路線を改めて宣言した。さらに、「時代の流れである」として、大阪国際空港近隣の同市を含む大阪府・兵庫県の11市から構成される11市協が、その正式名称を「大阪国際空港騒音対策協議会」から「大阪国際空港周辺都市対策協議会」へ変更した。
国が管理運用していた時代は、空港整備特別会計の空港別の財務状況において、数少ない黒字空港で、特に2006年度分の空港別の財務状況では、43億円の黒字を計上していた。この大阪国際空港がうみだす利益は、負債を抱える関西国際空港との統合において、業界関係者によって着目されることになった（#関西国際空港開港後を参照）。
空港施設に視点を転ずると、2000年代半ば頃からは、大阪国際空港の「地域と密接した空港づくり」はさらに促進され、新規テナントやカルチャースクールの進出がさらに進んだ。航空利用者のみならず、周辺地域の一般客を呼び込む、レジャー施設としての要素を取り入れ始めた。さらに、空港ターミナルビルの再々改修が行われ、老朽化していた中央ブロックなどが新しく生まれ変わった。中央ブロックでは、大阪エアポートホテル は、2010年3月25日に改修を終えて大阪空港ホテルとして再開した。
また空港周辺では、2000年代半ば頃まで、B滑走路(14R/32L)の14R端付近の中村地区に、航空法の告示範囲内に300世帯の住宅等が乱立していた。住民との協議の末にこれらの住宅などの移動が完了し、2009年5月に跡地に整備された道路が開通し、残りの跡地も整備が行われた。これにより、告示範囲内に違法占拠している住宅等はなくなった。
大阪国際空港の再国際化を模索した動きもみられている。2010年7月9日、中国東方航空のエアバスA320により上海浦東国際空港への国際線チャーター便が運航された。運航にあたっては、ひょうごツーリズム協会が費用を負担した（詳細は#関西国際空港開港後を参照）。また、2011年11月4日、ひょうごツーリズム協会は中国国際航空のボーイングB737-800により、広東省旅游文化節にあわせての観光PRとして大阪国際空港から広州白雲国際空港へ向けてのチャーター便も運航し、これは11月7日に帰国した。
上記の兵庫県による国際チャーター便の運航に関する動きや下記の#橋下大阪府知事・大阪市長に関する動きなどをうけて、大阪国際空港と他の関西三空港のあり方について、各方面で議論が起こることになった。これまで大阪国際空港と関西国際空港、神戸空港は、限られた旅客や航空便などのパイを取り合い、互いの足を引っ張り合う競争関係にあった。これを改めて関西三空港が相互補完をして、航空需要の掘り起こしを行うべきだとの意見などが現れ、やがて、大阪国際空港と関西国際空港の一体経営などが模索された。これには、関西国際空港の抱える巨額の負債を大阪国際空港の利益で補填し、関西国際空港の国際競争力を高めるという狙いもあった。やがて、国土交通省や関係機関は、下記の新関西国際空港株式会社の設立へと動き出し、両空港の経営統合に向けての準備が進められた。関連法の整備も進み、2011年5月17日には、関西国際空港及び大阪国際空港の一体的かつ効率的な設置及び管理に関する法律が国会で可決・成立し、経営統合が現実のものとなった。

#### 3発以上のジェット機の乗り入れ制限

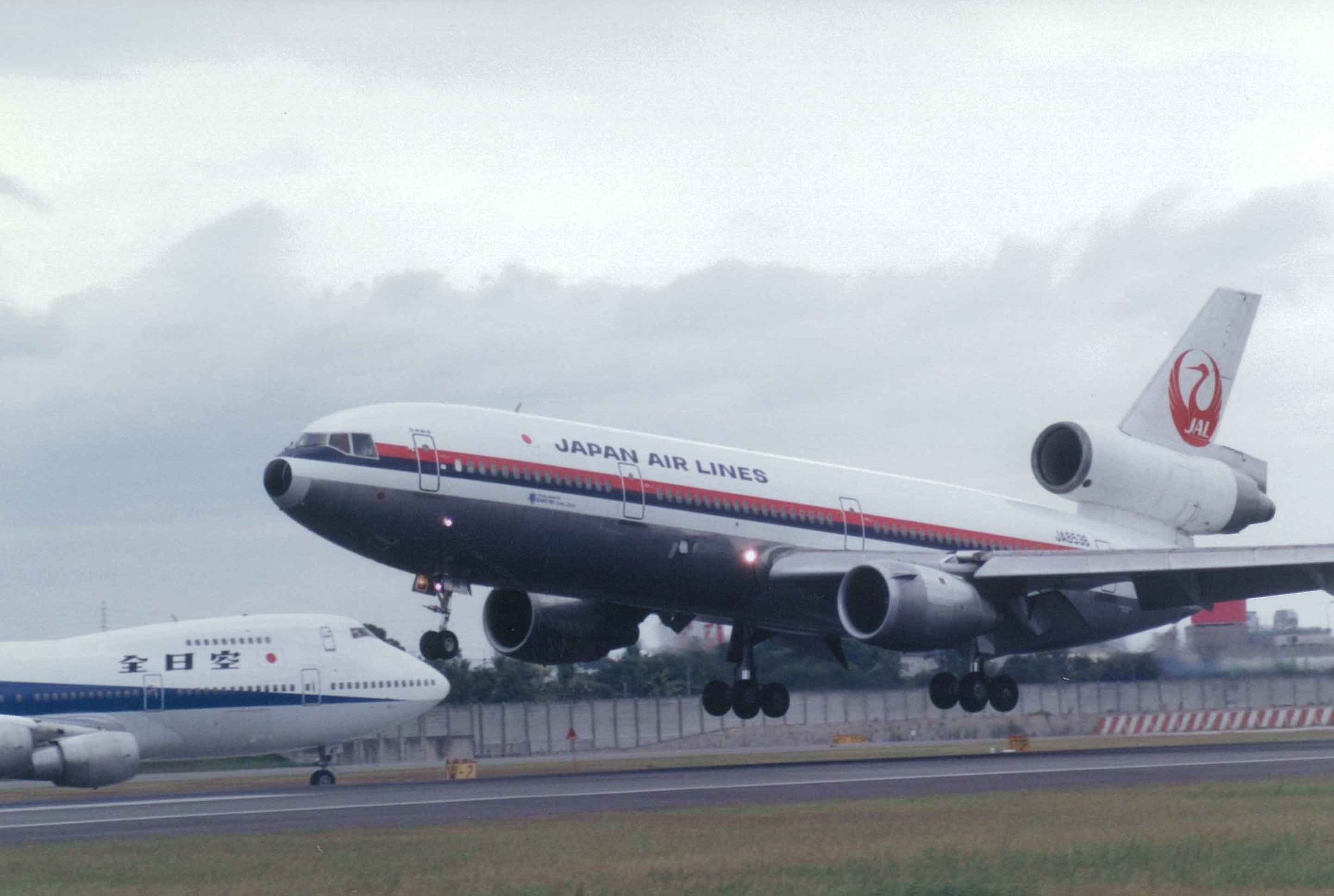
エンジンが3基ある日本航空のマクドネル・ダグラスDC-10-40と4基ある全日空のボーイング747-200

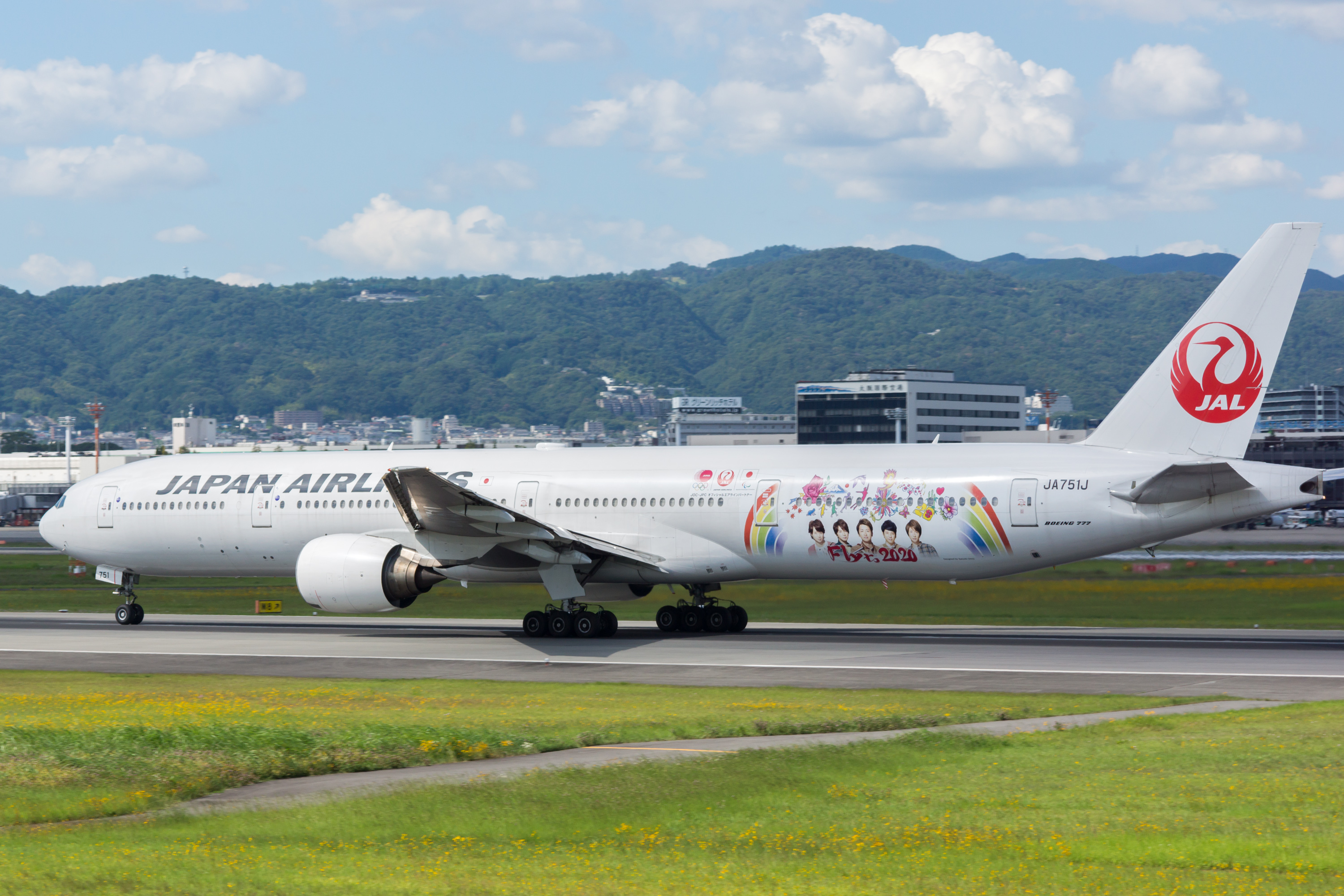
エンジン2基の日本航空のボーイング777-300

上述の規制の実施をうけて、2005年4月1日にボーイング747-400を除く3発以上のエンジンを持つジェット機の大阪国際空港への乗り入れが禁止された。さらに2006年4月1日には、（ボーイング747-400を含む）3発以上のエンジンを持つジェット機全ての乗り入れが全面禁止された。ただし、この全面禁止措置は、有償飛行（乗客を乗せる飛行）に対する禁止措置であり、整備のためのフェリーフライトや悪天候によるダイバートでの飛来や、政府要人を乗せた特別機は対象外である。
「ジャンボジェット（ボーイング747）最終日」の同年3月31日には、最後のジャンボ機となった日本航空1528便（東京国際空港行、ボーイング747-400D型機）が、20時20分に大阪国際空港から出発した。翌日の4月1日より、この乗り入れ禁止への措置として、大阪国際空港に就航する各社は、提供座席の減少数が1割程度に収まる双発（エンジン2基）の機体、ボーイング777-200/-300型機への機材変更を行った。
この禁止措置により、当初は使用航空機の運用面で各社は多少の影響を受けた。その後、各航空会社は航空機の新旧入れ替えにあたり、近年の燃料費高騰や、また路線別の採算に合わせた中型機以下の導入を行った。具体的には、経済面で不利なエンジン3発以上の航空機から、燃費のよいエンジン2発の航空機（ボーイング777型機やボーイング767型機、ボーイング737型機等）へ入れ替えた。なお、ボーイング747-400は、日本航空は2011年にすべて退役、全日本空輸も2014年3月で退役しており、日本の国内線から完全に姿を消すことになった。また、定期便以外の扱いについては、国内外のVIP搭乗機やフェリーフライトなどのイレギュラーや緊急時には、今まで通りボーイング747型機なども着陸できるため、現在は事実上この規制の影響はない。
乗り入れ制限後の主な3発以上のジェット機の運用
- 2006年5月5日: 有償飛行での乗り入れ禁止後に初めて全日本空輸のボーイング747-400（機体番号:JA8962）が飛来した。これは有償飛行でなく、契約満了に伴いポケモンジェットUSAを通常塗装に戻す整備を行うためである。5月18日、同機は通常塗装へ変更され、成田へ向かった。この便も同年3月31日までならこのまま大阪国際空港発の営業路線に投入されるが、上記の事情のためにフェリーフライトとした。
- 2008年1月19日: 全日本空輸のボーイング747-400型機（機体番号:JA8958[注 17]）が成田空港より飛来した。これはアッパーデッキ後方の「Yokoso!Japan」の塗装を削除する作業のためのフェリーフライトであった。1月31日早朝、同機は同じくフェリーフライトとして成田空港に向かった。
- 2014年1月12日: 全日本空輸のボーイング747-400D型機（機体番号:JA8961[67]）が、同社のボーイング747退役記念企画である「里帰りフライト」において飛来した[66]。この「里帰りフライト」を以て同社のボーイング747の大阪国際空港への乗り入れは最後となった[67]。

#### 橋下大阪府知事・大阪市長に関する動き

橋下徹大阪市長（写真は2013年の第23回参議院議員通常選挙でのもの）

本節では、旧関西国際空港株式会社（現関西国際空港土地保有株式会社）の株主であり、関西国際空港と利害関係 にある大阪市長の橋下徹 とその周辺の動向について記す。
関西国際空港集約論と大阪国際空港廃止論の打ち上げ
2008年7月、関西国際空港に航空各社から減便の打診が相次いだ。これを受けて橋下大阪府知事は、7月31日に大阪国際空港廃止も視野に含め、関西三空港のあり方の検討をすると発表した。この発表に対し、井戸敏三兵庫県知事や藤原保幸伊丹市長（11市協会長を兼務）らは、大阪国際空港の廃止に反対の声明を発表した。また、当時大阪国際空港を管理していた国土交通省は、「廃止は困難である」との見解を示した。
そして橋下は、関空が沈んでいる元凶は伊丹-成田便であり「日本国内で国際拠点が成田しか無かった時の伊丹-成田便だった。関空が開港しても国内線と位置付けるのは“脱法行為”であり、ばかな路線である」として、日本航空と全日本空輸に同路線廃止を要請したが、両社に拒否された。
2009年1月に橋下は「勉強不足だった」として大阪国際空港廃止論を撤回し、大阪府としては関西国際空港の活性化を重視し、関西3空港の一体的運営に関しては、将来的な課題とする大阪府の従来方針に準じた内容を、関西3空港に関する提言 としてまとめたことを表明した。しかし、2009年9月に開かれた懇談会では、再び橋下が大阪国際空港廃止論を主張し、関西国際空港・神戸空港に路線を集約させるという案を提案した。これに対し、井戸は強い反発を示し、橋下の「関西に24時間空港は要らないのか」という問いかけに対し、井戸は神戸空港に2本目の滑走路を造ればいいと応じた。
2010年1月9日、大阪国際会議場で行われた新年互礼会において橋下は「1にも2にも3にも4にも5にも6にも7にも8にも9にも、伊丹廃港しかありません！」と述べた。後日行われた記者会見においては、それまでに主張していた2035年の中央リニア新幹線開業と同時に大阪国際空港を廃止するというプランを改めて、リニア開業よりももっと早期に大阪国際空港を廃止する案を打ち上げて、「早く廃港にしてほしい」と記者会見で語った。さらに、徳島空港や南紀白浜空港も整理していかなければならないと話した。
井戸兵庫県知事との対立激化

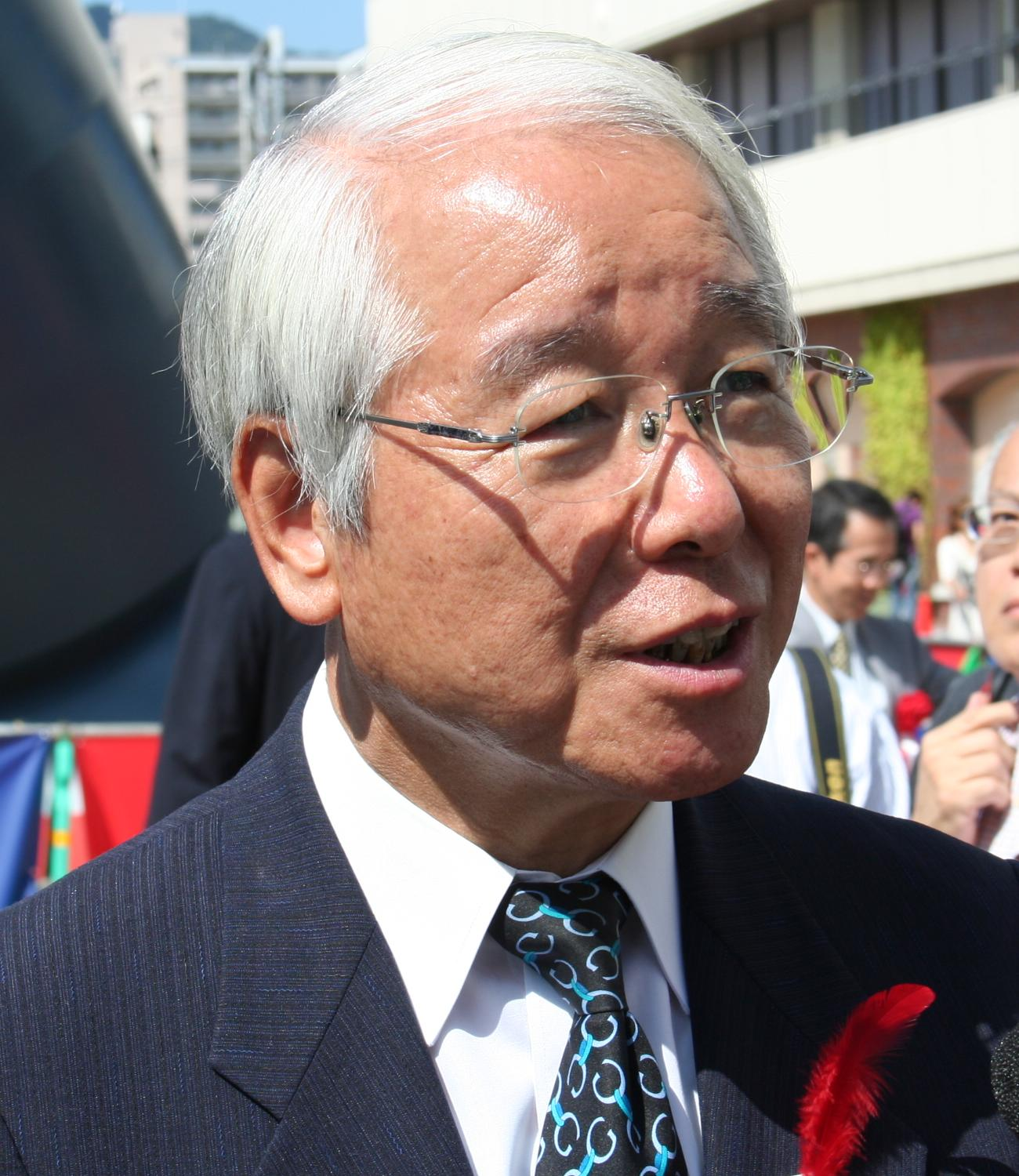
大阪国際空港の積極活用策を打ち出す井戸敏三兵庫県知事

2010年春、橋下大阪府知事と井戸兵庫県知事の対立は、大阪府議会と兵庫県議会を巻き込んだ。橋下は、大阪府議会にて「大阪国際空港の廃止を求める」決議の採択を画策した。大阪府議会では、この議案についての意見が割れ、自由民主党大阪府議会議員団などは、『廃止を求める』などという直接的な文言に難色を示した。この動きをうけて井戸は、兵庫県議会での「大阪国際空港の存続・活用を求める」決議の採択へ向けて動き出した。兵庫県議会での審議は、大阪府議会よりも早く進行し、3月23日に自民党、民主党・県民連合、公明党・県民会議の主要3会派の賛成によって、大阪国際空港の存続と関西3空港の有効活用を求める決議を可決した。対して当初先行していた大阪府議会では、本件について各会派の採択案が複数出される異例の事態となった。結局、自由民主党大阪府議会議員団が、『廃止を求める』という文言を『関西空港のハブ（拠点）化の実現を求める』と置き換え、『中長期的に廃港する』という文言も『〜廃港を考える』という表現に軟化させ、万一大阪国際空港を廃止する場合は関西国際空港のアクセスの改善を前提とすること、などの条件を付けたうえで譲歩した。その結果、3月24日に自由民主党大阪府議会議員団、公明党大阪府議会議員団、大阪維新の会大阪府議会議員団などの賛成によって、自民・公明の両党の案である関西国際空港のハブ化の実現を求める決議を可決した。なお、民主党議員団は、大阪国際空港の廃止に触れずに関西国際空港のハブ空港化のみを求める議案を提出したほか、日本共産党大阪府議会議員団にいたっては、逆に大阪国際空港の存続を求める議案を提出していた（いずれも否決されている）。本命の自民・公明案の採決にあたっては、大阪国際空港廃港に否定的な大阪府北部選出の自民党の府議らが造反し、民主党議員の一部は議場から退席するなどして、混乱が起こった。両府県議会の決議の後は、橋下は「兵庫県議会の大阪国際空港存続方針には具体なプランがなく、そのような決議には意味がない」と批判した。これをうけて、井戸は「（橋下に）全く同じ言葉を返す」と斬り捨てたうえで、大阪府議会の議決について「空想論の決議に何の意味があるのか」などと批判した。
2010年、井戸らが主導して、大阪国際空港からオウンユースチャーターの国際線チャーター便を飛ばしたことに対して、橋下は「1便飛ばしたからといって何も意味も無い」と不快感を露わにし、「全く意味ないですね、公的なお金を入れて。効果のない行政的なPR活動の典型だ」と発言した。さらに橋下は、今後はオウンユース以外の国際線チャーター便を大阪国際空港から飛ばさないよう、当時の国土交通大臣の前原誠司に要望書を提出した。また、大阪国際空港の周辺住民には、井戸と同様に空港存続論者がいる一方、これを足がかりに国際便を容認する方向に進めば、大阪国際空港の便数が増えて騒音がまた激しくなるのではないかとの懸念を示す者もいた。
大阪国際空港・関西国際空港経営統合後の動向

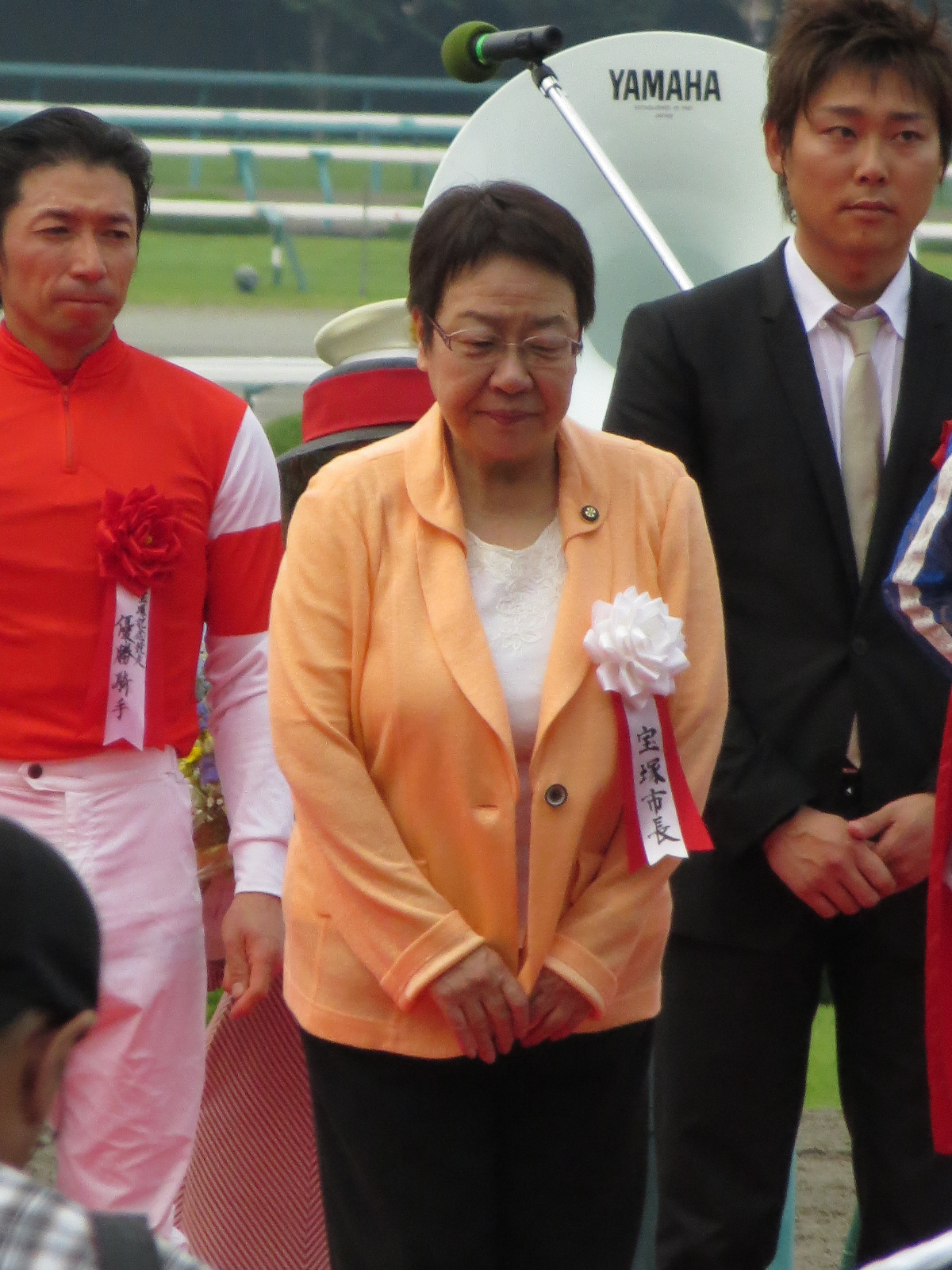
2013年宝塚市長選挙などで大阪国際空港活性化を訴えてきた中川智子宝塚市長（中央）

次節で示す内容と前後するが、2012年には大阪国際空港と関西国際空港の経営が新関西国際空港株式会社に統合され、両空港の協力体勢が開始している。大阪国際空港の廃止を主張してきた橋下であるが、経営統合後は大阪国際空港に対する姿勢を変化させている。橋下は、もはや大阪国際空港は民間企業であるからと、その経営方針には口出しをしないことを語った。また、橋下率いる日本維新の会は、大阪国際空港のお膝元である兵庫県伊丹市と宝塚市における2013年4月14日投開票の両市長選挙への進出を画策した。大阪国際空港の地元での両市長選を展開するにあたって、橋下と両市長候補をはじめ維新の会の陣営は、これまで主張してきた大阪国際空港廃止論を封印して、選挙活動に臨んだ。このように大阪国際空港廃止論をトーンダウンさせた一方で、日本維新の会では大阪国際空港廃止論はくすぶり続けていた。大阪市長に転身していた橋下は、将来的な大阪国際空港の廃止を諦めておらず、大阪国際空港の活用方針を打ち出す11市協から大阪市を脱退させた。またその後も、日本維新の会幹事長・大阪府知事の松井一郎は、将来的な大阪国際空港の廃止を匂わす発言をしていた。このような状態から、日本維新の会の党内では、大阪国際空港の存続・廃止をめぐり、党内意見が混乱した。伊丹・宝塚両市長選挙では、日本維新の会の候補は、大阪国際空港の積極活用策を打ち出す藤原保幸候補と社民党 出身ながらも大阪国際空港の活性化に前向きな中川智子候補 の両現職候補と選挙戦を争い、両市とも圧倒的大差で現職候補が勝利し、日本維新の会は大敗を喫した。この結果について、橋下は、自身の掲げる将来的な大阪国際空港廃港構想を含む諸政策について、両市民にしっかり説明できなかったと敗因を語った。これに対して、「両市民は日本維新の会が掲げる大阪国際空港廃港論を含む政策をしっかり理解したうえで維新候補を拒絶したのではないか」との意見も報道機関から寄せられた。また、当選を果たした藤原市長は、自身の当選によって、地元の世論の大阪国際空港への支持が示されたとし、本選挙結果で大阪国際空港の存廃議論に決着がついた、との見方を示した。なお、橋下率いる日本維新の会は、後の2013年兵庫県知事選挙において、井戸への対立候補擁立を、党勢の低迷などを理由に断念することになった。

### 関西国際空港と経営統合後から現在まで
これまで大阪国際空港の運営は国（国土交通省）が行ってきたが、前節で述べた議論を経て、2012年7月1日に、大阪国際空港は関西国際空港と経営が統合され、新体制がスタートした。経営統合にともない、大阪国際空港の運営は、大阪航空局大阪空港事務所から新関西国際空港株式会社へ引継がれ、大阪国際空港は会社管理空港となった。これを機に、大阪国際空港・関西国際空港の正式な協力態勢が打ち出されることとなった。従来の両空港同士の足を引っ張り合うような政策は見直され、両空港の協力による航空需要の拡大が進められることになった。例えば、上述のとおり、これまで関西国際空港に配慮して大阪国際空港の空港機能を規制してきたが、経営統合をうけて大阪国際空港の規制を緩和し、利便性の高い都市型空港として 活性化を行う方針が打ち出された。大阪国際空港の利益をもって、関西国際空港の財政の健全化も進められた。
大阪国際空港の規制の緩和は、航空機の運用面から始まり、経営統合後の2012年12月3日に、国土交通省、新関西国際空港株式会社、地元自治体の間で協議会が開かれ、2012年当時計170枠あったプロペラ機枠を低騒音機に限ってジェット機にも順次開放することで合意した。この結果、2013年には低騒音機枠が設けられ、ジェット機の運用拡大が実現し、機材大型化にともなう大阪国際空港の利用者増へとつながるなどの成果を上げた。また、関西国際空港へ移管されていた長距離路線（1,000 km超の路線）も、経営統合を機に大阪国際空港へ一部復便した。他にも混雑時間帯における単位時間あたりの発着回数制限も緩和されるなどの空港活用策が打ち出された。
2014年1月17日、大阪国際空港は開港から75周年を迎えた。このころには経営統合により大阪国際空港の収益強化体制がさらに推し進められ、当初の経営統合のもくろみ 通り、大阪国際空港は巨額の負債にあえいでいた新関西国際空港の財政基盤を支える重要な存在となった。1月23日には記念のセレモニーが行われ、この席では空港のゆるキャラのマスコットが発表された。このキャラクターの名前は公募の結果「そらやん」と名付けられた。
経営統合・民営化の次なるステップとしてコンセッション方式による関西国際空港と合わせた空港運営権の民間への売却が行われ、2016年4月1日、オリックスとヴァンシ・エアポート並びにパナソニック・阪急阪神ホールディングス・りそな銀行等が出資する空港運営会社「関西エアポート株式会社」による運営が始まった。
空港の新経営体制開始にあたり運用時間の延長などの規制緩和を求める意見があがっていたが、関西エアポート社長は大阪国際空港の現状の制約とこれからについて述べたうえで「伊丹の新たな歴史をつくる」と制約の見直しを含めた空港活性化への姿勢をみせた。また、運営開始時の記念式典でも「（まずは関西国際空港に注力したが）大阪国際空港も関空と同様に強化を図る」と述べ、関西国際空港とあわせた2つの空港を1つのシステムとして経営する考えを明らかにした。
再国際化に向けた動き
一部の国会議員 や地方自治体の首長、有識者 などには再度の国際化を求める声があるほか、地元商工会議所などの連合からなる団体も将来の国際線就航に向けた規制緩和を要望している。首都圏では、大阪国際空港と同じく定期国際線がなかった ものの「国際」の文字を冠していた東京国際空港が、成田空港の容量不足を補う形で2010年に再度の本格的な国際化を遂げた。この動きを見て、これらの大阪国際空港の活用推進派は、関西国際空港との経営統合による規制緩和で「大阪国際空港にも再国際化のチャンスがある」と期待を膨らませている。産経新聞は論説記事で「大阪国際空港と関西国際空港のそれぞれのポテンシャルを活かすのが肝要であり、都市部に近い大阪国際空港ではビジネス客をターゲットとして国際線を再導入するべきである」と、学識者の見解を引用して発表している。
2018年9月には台風21号により関西国際空港が被害を受けた事から、代替として伊丹・神戸両空港で国内線の臨時便が運航した。同月7日には、国土交通省は被害の早期復旧のため、関西国際空港の国際線の一部を一時的に大阪国際空港に振替するという対策プランを発表した。実際に日本航空が2018年10月17日と21日に香港国際空港発着の国際線臨時代替便を運航を計画し 国際線用のCIQや保安検査用の設備も置かれたが、関西空港が早期に復旧したため設備は未使用のまま撤去され幻に終わった。
ターミナルビル改修
2014年9月2日には、50年来使用してきた大阪国際空港ターミナルビルの改修の実施が発表された。これは、2015年から2021年にかけて窓口や搭乗口などの動線を見直すなどの大規模改修となることとなった。下記の点について増改築を行うことが発表されている。
- 出発動線関連
  - 大阪空港駅とターミナルビルをシームレスにつなぐペデストリアンデッキを新設し、2階保安検査場まで階層移動が不要に
  - バス降車場の出発ターミナルビルの前への再配置（チェックインカウンターや保安検査場までの移動はよりスピーディーに）
  - 駐車場とターミナルビルの間の横断歩道部分にルーフを設置し、雨の日もぬれずに移動可能に
  - セキュリティーチェックや出発手続きに、インラインスクリーニングシステムを導入
  - セルフバゲージドロップの導入等も検討
  - 保安検査場を拡張し、待ち時間を短縮
  - 搭乗口までのムービングサイドウォークの設置
  - 小型機対応フィンガーの新設（MRJ就役を想定し小型機の利用時にも搭乗橋でスムーズに乗降可能に）
- 到着動線関連
  - 到着口を中央2階に集約し、新設ペデストリアンデッキにより各交通機関にダイレクトに接続（次の目的地に向けてスピーディーな出発が可能に）
  - 到着ロビーおけるIT・デジタルサイネージによりる交通情報提供システムの設置（利用者の各交通機関の選択を的確にサポート）
- その他利用環境の整備
  - 到着口の集約に合わせ、新しく3階まで吹き抜けの到着ロビーを開設（中央2階）
  - 到着口を見下ろせるロビースペース、カードラウンジ、ビジネスサポートセンターも備えた空間を新設（中央3階）
  - ゲートラウンジの全面リニューアル、段差の解消や点字・多言語の案内標識の整備を実施（ユニバーサルデザイン対応）
  - 全館Wi-Fiの導入

2018年4月18日に中央ブロックの一部が開業し、到着口が1か所に集約される。
2022年3月16日より一部時間帯の気象観測で完全自動化(実施時間:4/1-10/31 1200(Z)-2159(Z),11/1-3/31 1200(Z)-2144(Z))を開始。

## 施設

### 滑走路・誘導路

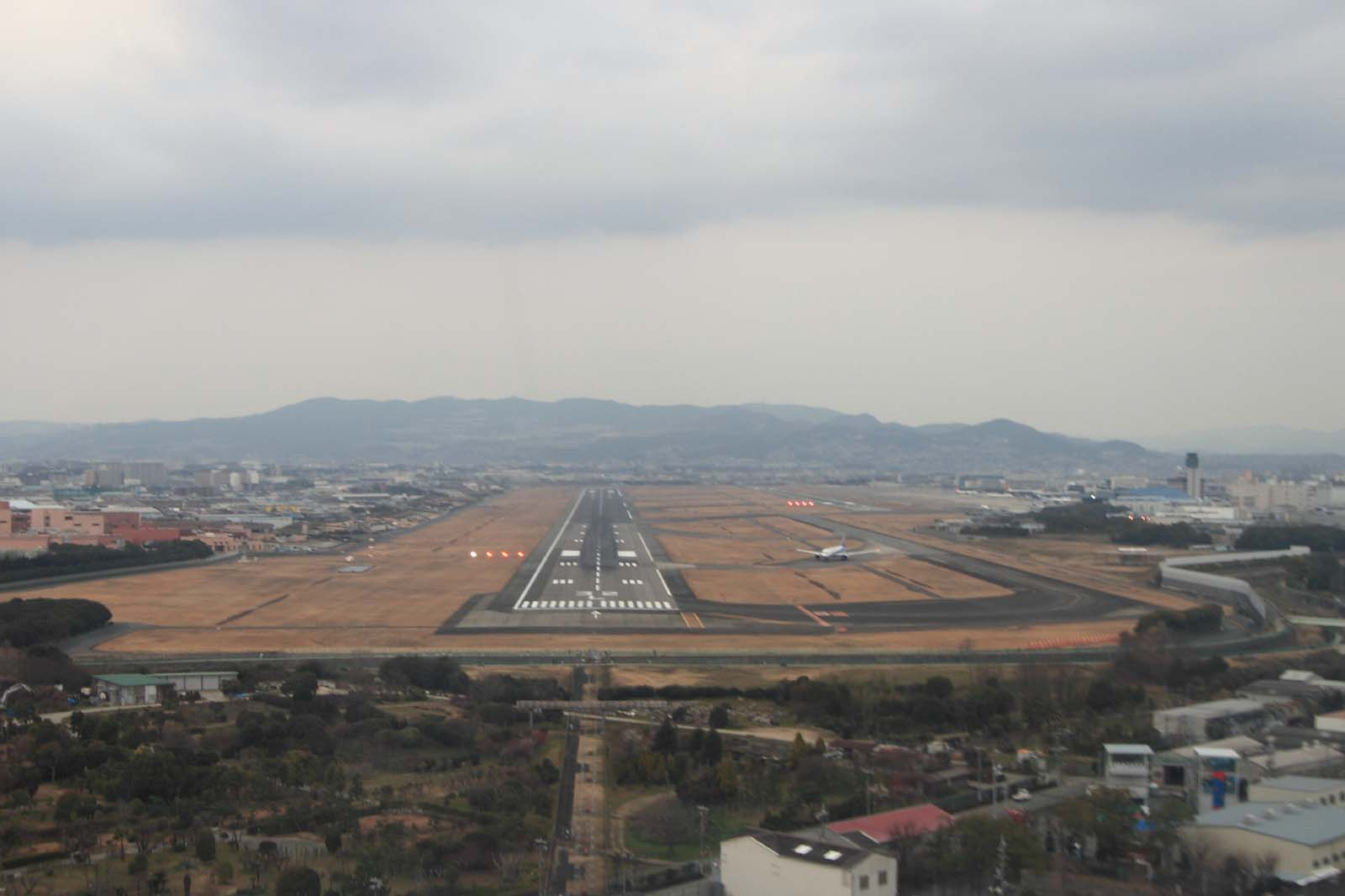
滑走路32Lファイナルアプローチより撮影

クロース・パラレルの長短2本の滑走路と、誘導路（A誘導路、B誘導路など）を有する。
- A滑走路（14L/32R）：1,828 m×45 m[注 23]
- B滑走路（14R/32L）：3,000 m×60 m （南東側32LにILS設置）

2本の滑走路は、航空機の性能によって使い分けている。ボーイング777やボーイング767、ボーイング787、エアバスA350XWB、ボーイング737やエアバスA320などの中・大型機は、長いB滑走路(14R/32L)で離着陸する。短いA滑走路はCRJ700、DHC-8、E170、E190、ATR42など小型機の離着陸に使われる。気象条件や混雑状況によっては、小型機でもB滑走路を使うこともある。
運用時間は7時から21時（日本標準時）で、遅延した到着便は関西国際空港に目的地変更（ダイバート）したり、欠航となることがある が、緊急時には他の空港と同様に臨時延長が認められている。管制から離着陸の許可が出たあと、航空機の混雑などで、結果的に21時から数分程度遅れて離着陸することがある。また、21時間際に離陸する場合、通常離陸する32L/Rは離陸まで時間がかかるため、風などの影響が無くても14L/Rから離陸する場合がある。「大阪国際空港及びその周辺地域活性化促進協議会」は、遅延によるダイバートは利用客の帰宅が深夜に及ぶなどの損害が発生するとして、運用時間の弾力的な取り扱いを求めている。なお、災害などの緊急時や国賓客の移動時は例外として運用時間外の離着陸が行われる場合もある。
ILSは、空港の北西側に山があるため、滑走路32Lのみ設置されている。滑走路32Rと32Lの間隔は狭く、滑走路32RにILSは設置されていない。原則として航空機の離着陸は、ILS誘導が使用可能で手順が少なくスムーズに運用できる南東側からの着陸と、北西側への離陸で行われる（優先使用滑走路は滑走路32R・32L）。航空機は向かい風を受ける状態で離着陸しやすく、逆に極度の横風・追い風では離着陸が禁止されるが、空港周辺は年間を通して風が弱く、風向きによって滑走路の使用が制限されることは少ない。空港北側に山地があるという地形上の制約のため、夏季を中心に東〜南東の風が強くなる場合を除き、北西側からの離着陸（滑走路14R・14Lの使用）が行われることは少ない。例えば、2011年における滑走路14R・14Lの使用率は年間平均で1.4%（宝塚市の2011年の統計 による値）であった。滑走路14L・14Rの使用時は、後述のサークリングアプローチが行われ、着陸機と離陸機のコースが錯綜して管制処理が難しくなることなどから、多少の追い風（南東の風）であっても可能な限り、通常は32R・32Lを使用する。空港への着陸進入では、主に滑走路32LへのILSアプローチが行われる。かつては民間空港としては珍しく滑走路32RへのPARアプローチ（GCA）も実施されていたが、現在は行われていない。現在の滑走路32Rへのアプローチは、滑走路32LへのILSアプローチからの周回進入のほか、RNAVアプローチやVORアプローチが設定されている。
なお、空港北側が悪天候で極度に視界が悪い場合は、山がある北側を航行できないため、着陸は32R・32L、離陸は14L・14Rという運用になる場合がある。
滑走路32L・32R使用時
南側からの着陸の場合、ほとんどの航空機は関西ターミナルレーダー管制所のレーダー誘導によって、信貴山付近でILSの経路に乗り、空港まで直線的に接近する。滑走路32Lに着陸する場合は、ILS32Lコースでそのまま進入し、5マイル手前（およそ淀川上空）で通常着陸許可を得て着陸する。滑走路32Rに着陸する場合は、空港を目視確認した後にILS32Lコースから右側にそれて（ライトブレイクという）、ライトブレイクの前後で着陸許可を得て滑走路32Rに着陸する。着陸後は誘導路から脱出してターミナルに向かうが、このとき安全性が確保されるなら、各航空会社の使用ターミナルに近い誘導路へと誘導される。
出発機はターミナルビルからプッシュバックの後、南東の滑走路端へ向かう。滑走路32Lを使う場合は、滑走路32Rの南端付近を横断しなくてはならない（このとき横断には飛行場管制の許可が必要である）。滑走路32Lでは空港南東側の騒音回避のため 原則としてインターセクションテイクオフが実施されており、大抵の航空機は滑走路32Lの南東端のW1誘導路までは行かず、手前のW2誘導路 から滑走路に入り、離陸する（大型機はB誘導路からW2誘導路を経て、滑走路に入る。さらに軽量のMD-80やMD-90クラス以下の航空機は、時間と燃料の節約のため、飛行場管制の許可を得て、さらに手前のW3誘導路から滑走路に入ることもある）。離陸後は、旧伊丹NDB付近までまっすぐ飛んだ後に、左上昇旋回して、目的地へ向かう。騒音対策のため、左旋回は中国自動車道以南・武庫川以東の領域で行う優先飛行経路が定められており、さらに、速やかに高高度に上昇することが求められている。
滑走路14L・14R使用時
南東の風の卓越時に滑走路14R・14Lを使用する運航は、航空関係者・ファンらによって俗に「14（ワンフォー）」「逆ラン」「逆着陸飛行」などと呼ばれている。また14Rへの着陸は、航空機が着陸の際に描く航跡がかつて存在した香港啓徳空港（1998年閉港）名物の「香港カーブ」に似ていることから、「伊丹カーブ」とも言われている。
着陸機は、一旦滑走路32L・32R側から空港に接近した後に、空港の北西側へ周回して、滑走路14L・14Rに着陸する方式（サークリングアプローチ）が行われる。滑走路32L・32Rの場合と同じく、ILSに従って空港の南東側から進入するが、そこから滑走路を目視しながら14L・14Rの側へ回り込むため、飛行場管制のタイミングの指示に従って、大阪市付近でILSのコースから外れてトラフィックパターン（滑走路14L・14Rへ回り込む周回コース）を飛行する。このとき、滑走路に対して左側（空港の南西側）か右側（空港の北東側）のダウンウィンド（滑走路に並行する飛行コース）のいずれかに抜ける。滑走路14Rへ向かう場合は左側（右回りのトラフィックパターン）、14Lでは右側（左回りのトラフィックパターン）の使用が一般的である。ただし、14Lの場合でも左側へ回ることもある。また、原則としてジェット機は、空港北東側にあたる右側のダウンウィンドへ回ることはできない。ダウンウィンドに進入したあとは、旋回して、空港北西の宝塚市・川西市のあたりまで飛行する。およそベース・レグのあたりで着陸許可を得てから、右旋回あるいは左旋回を行い、滑走路14Rあるいは14Lに正対し、そのまま着陸する。まれに伊丹カーブ通過後に大型機が滑走路14L（大型機が使用しない短い滑走路）の進入コースにアラインしてしまう事態が起こっている。1990年代前半では、ANAのボーイング747がコースを誤り（着陸寸前まで滑走路14Lコースを辿り、滑走路14L端付近でコース修正を図ったが間に合わず）、滑走路14L・14R上を低空で蛇行して、そのまま着陸復行することもあった。2008年には、JALのボーイング777が滑走路14Lのコースに進入し、その後コースを修正して滑走路14Rに着陸している。
出発機はターミナルビルからプッシュバックの後、北西の滑走路端へ向かう。滑走路14L・14Rからの離陸機は、滑走路32Lに向けてILSによって進入してくる着陸機と正対する ため、離陸機は回避のための旋回のタイミングなどを管制から指示されることがある。騒音対策のため、離陸後阪神高速11号池田線付近まで直線飛行する優先飛行経路が定められている。また、離陸機には、上昇率が規定されている。

### 航空管制施設など

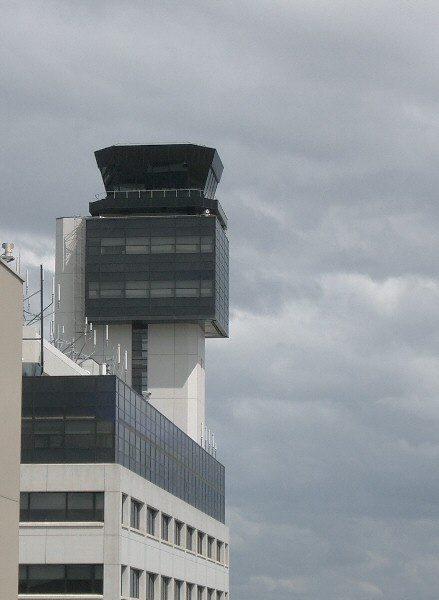
管制塔

2001年3月1日に、航空局の庁舎とともに供用を開始した管制塔が、滑走路32Lの端を見渡せるようターミナル南側に設置されている。航空交通管制は、大阪国際空港周辺の飛行場管制業務、航空管制官等の配置のない地方空港への飛行場援助業務を大阪航空局大阪空港事務所が、着陸前および離陸後の進入・ターミナルレーダー管制業務を大阪航空局関西空港事務所がそれぞれ担当している。
 飛行場管制 
大阪国際空港の地上と大阪管制圏（大阪国際空港から半径5マイル、高度3,000フィート以下の空域）の航空機は、大阪航空局大阪空港事務所の管轄である。
地上における交通は原則として以下の区域に分けられているが、A滑走路 (14L/32R)とA誘導路が近距離で隣接しているため、両者は密接に連携している。
- 地上管制(GND): エプロンからA誘導路（A滑走路手前）までの交通
- 飛行場管制(TWR)： A滑走路より先の2本の滑走路の交通。A滑走路の進入・横断もTWRの管轄である。

1日370回の発着枠にせまる1日363回の離着陸を取り扱い（2005年）、旅客機以外にも報道関係や警察当局などによるヘリコプターの利用も盛んである。2007年には、2本の滑走路を誤認するトラブルや滑走路を誤横断するトラブルなどが立て続けに起こり、航空交通管制のシステム改善が求められた。同年10月10日には、同月5日に発生した誤着陸を受けて、国土交通省からの対策のためのタスクフォース（専任チーム）が大阪国際空港に入った。これを受けて作成された国土交通省の報告では、上記の交通量の多さに加え、同空港の特殊な構造と管制官1人当たりの仕事量の多さが指摘された。前者は、A滑走路は短く大型機には使用しないため、2本の滑走路を「離陸専用・着陸専用」と分離して使用できないこと、また、B滑走路を使用する際は航空機は必ずA滑走路を横断しなければならないことである。後者は、東京国際空港や関西国際空港などでは複数の滑走路に対して複数の管制官が割り当てられているが、当空港では2本の滑走路を1人の管制官が担当しなければならないことである。A滑走路とB滑走路の運用は複雑で、両滑走路の離陸機・着陸機とA滑走路の横断機を1人の管制官が管理するのは負担が大きいとされた。その後、管制業務にあたる人員の増員、着陸滑走路に関する管制方式の改善、管制指示の復唱の確認の徹底、飛行場管制席と地上管制席の連携の強化などの対策が講じられた。
 ターミナルレーダー管制 
ターミナルレーダー管制は、関西国際空港や神戸空港・高松空港などに離着陸する航空機との安全間隔を設けるため、関西ターミナル管制所による広域一元管制を行なっている。
大阪対空センター（旧大阪飛行援助センター）
大阪空港事務所には航空管制官・航空管制運航情報官の配置がない但馬空港、隠岐空港、石見空港、鳥取空港への飛行場援助業務、航空管制運航情報官の運航援助情報業務を行う大阪飛行援助センター(FSC)が設置されていたが、2021年10月1日に大阪対空センターに移行した。同日付で廃止された中部飛行援助センターより、能登空港、福井空港への飛行場援助業務を受託したほか、旧大阪FSCの航空管制運航情報官の運航援助情報業務を関西国際空港事務所に設置された「関西運航拠点(FAIB）」に移管した。

### ターミナルビル
建物は、鉄骨造・鉄骨鉄筋コンクリート造・鉄筋コンクリート造の地上8階(一部4階)・地下2階建。大阪で開催された日本万国博覧会前に建設され、設計は安井建築設計事務所、施工は清水建設、大林組などが担当。1969年1月に竣工し、同年2月1日に供用を開始した。
南ターミナルが国際線、北ターミナルが国内線に利用され、中央ブロックには管制塔や大阪エアポートホテルが設けられた。4階とフィンガー上に送迎デッキが設けられたが、後に保安上の理由からフィンガー上の使用は中止された。国際線の撤退後、1999年から2001年にかけて、南北ターミナルの改修や管制塔の移転・撤去、展望デッキ「ラ・ソーラ」を設置するなどの改装が行われた。2010年3月25日には、2006年に閉館した大阪エアポートホテルに代わって大阪空港ホテルが開業した。2016年から、2020年開催の東京オリンピックに向けた改修が進められており、2018年4月18日に中央ブロックが先行オープンした。
現在は、北ターミナルを日本航空グループと天草エアライン、南ターミナルを全日本空輸グループとアイベックスエアラインズが使用している。
当初、建物の建設と運営は関西国際空港ビルディング株式会社（後の大阪国際空港ターミナル株式会社）が行ったが、関西国際空港と一体での空港運営権の売却に伴い、2016年4月1日から関西エアポート株式会社が管理・運営している。運営権の売却、ビルの改修にあわせて老朽化したテナントも大幅にリニューアルされ、中には50年の歴史を閉じた飲食店もあった。
豊中市、池田市、伊丹市の境界と飛地の入り組む複雑な場所に位置するが、登記上の住所は大阪府豊中市蛍池西町三丁目555番地で、これは大阪国際空港ターミナル株式会社の空港事務所があった位置に基づいている。ターミナルビルには大阪府豊中警察署と兵庫県伊丹警察署の派出所があり、他の旧第一種空港のような空港警察署は設置されていない。郵便業務は豊中郵便局大阪国際空港内分室が担当する。
建物は、1970年に第11回BCS賞を、2000年12月11日に第20回大阪都市景観建築賞の奨励賞を受賞した。
- 建築面積：54,751m2[127]
- 延床面積：126,113m2[127]
- 開館時間：5時30分 - 22時

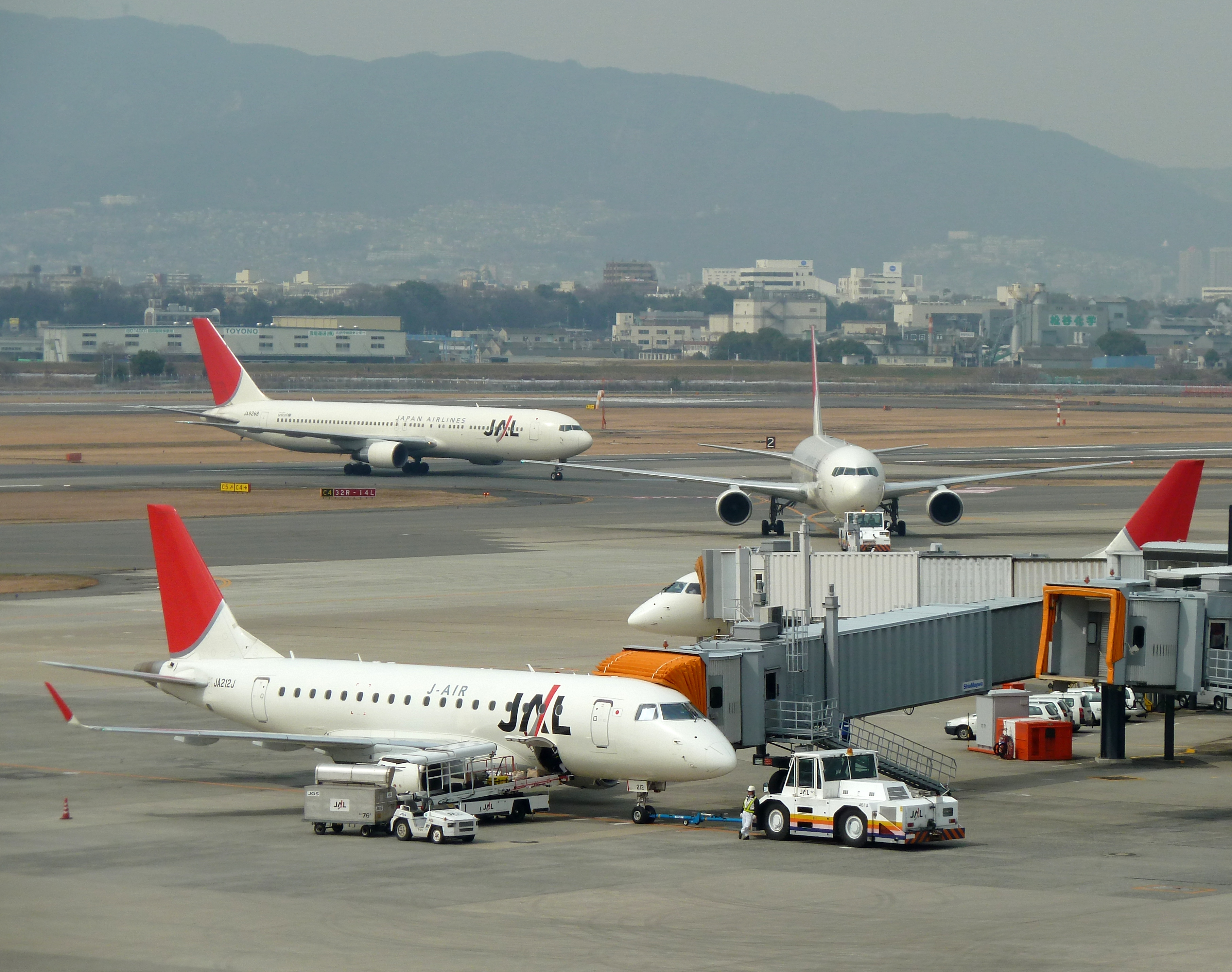
北ターミナルを利用する日本航空のエプロン
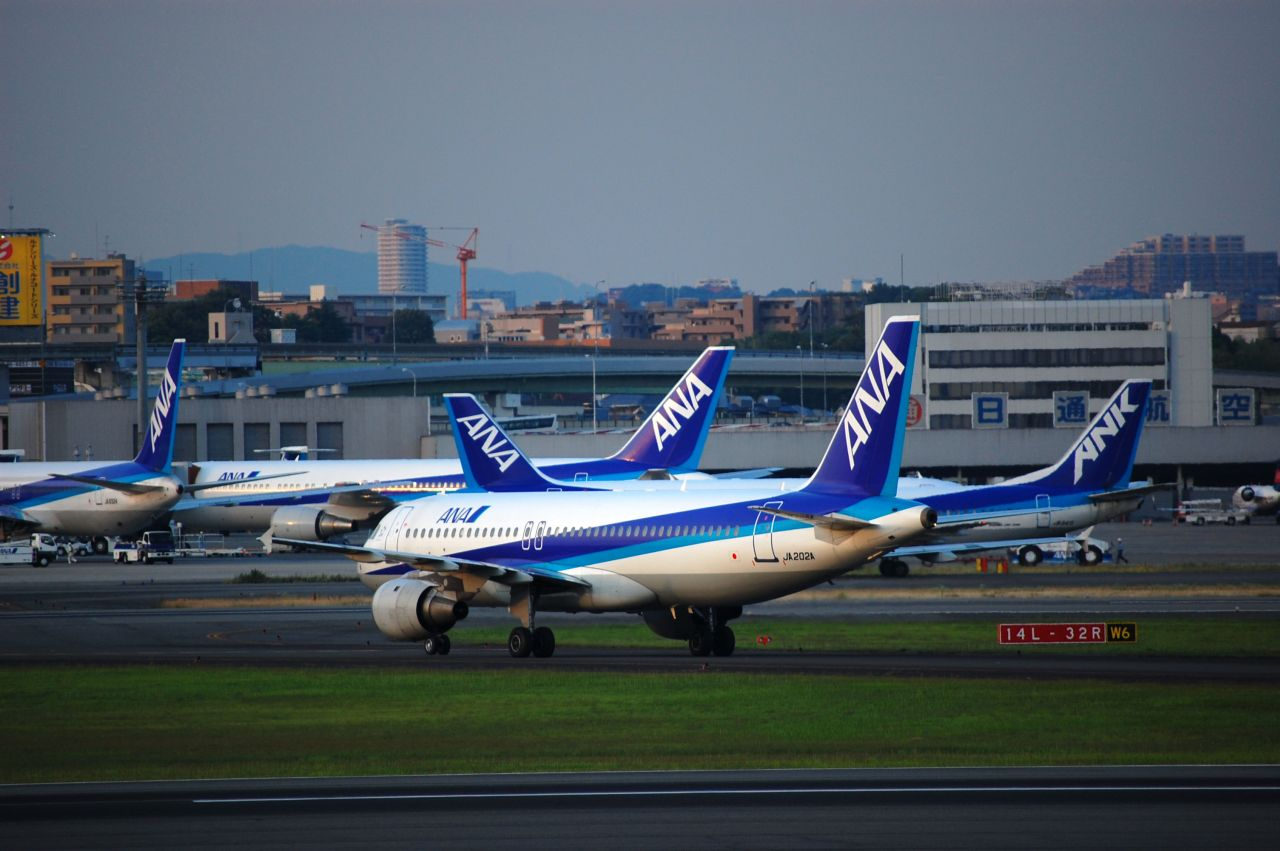
南ターミナルを利用する全日本空輸のエプロン付近
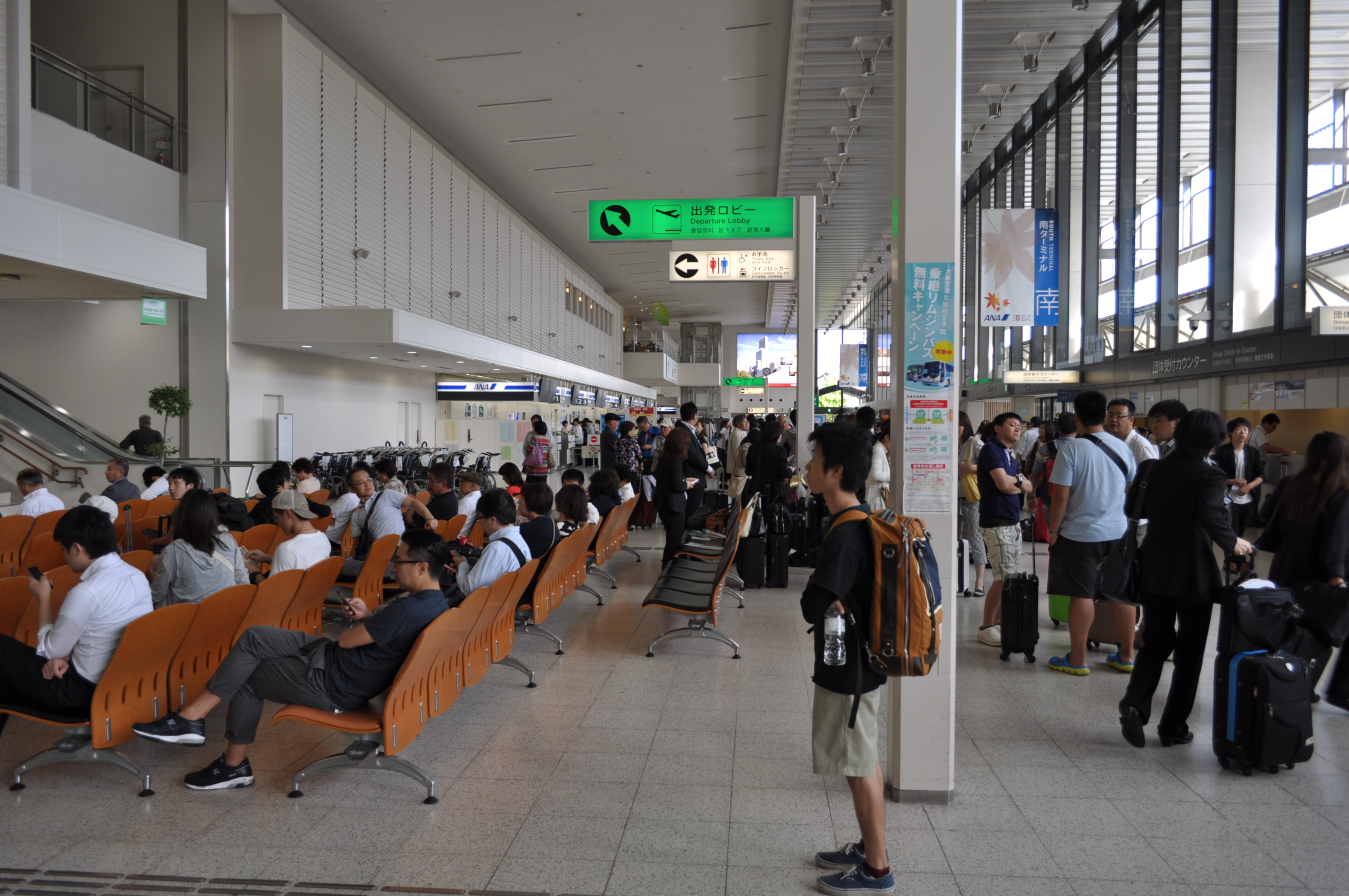
南ターミナル出発ロビー（2015年9月10日撮影）
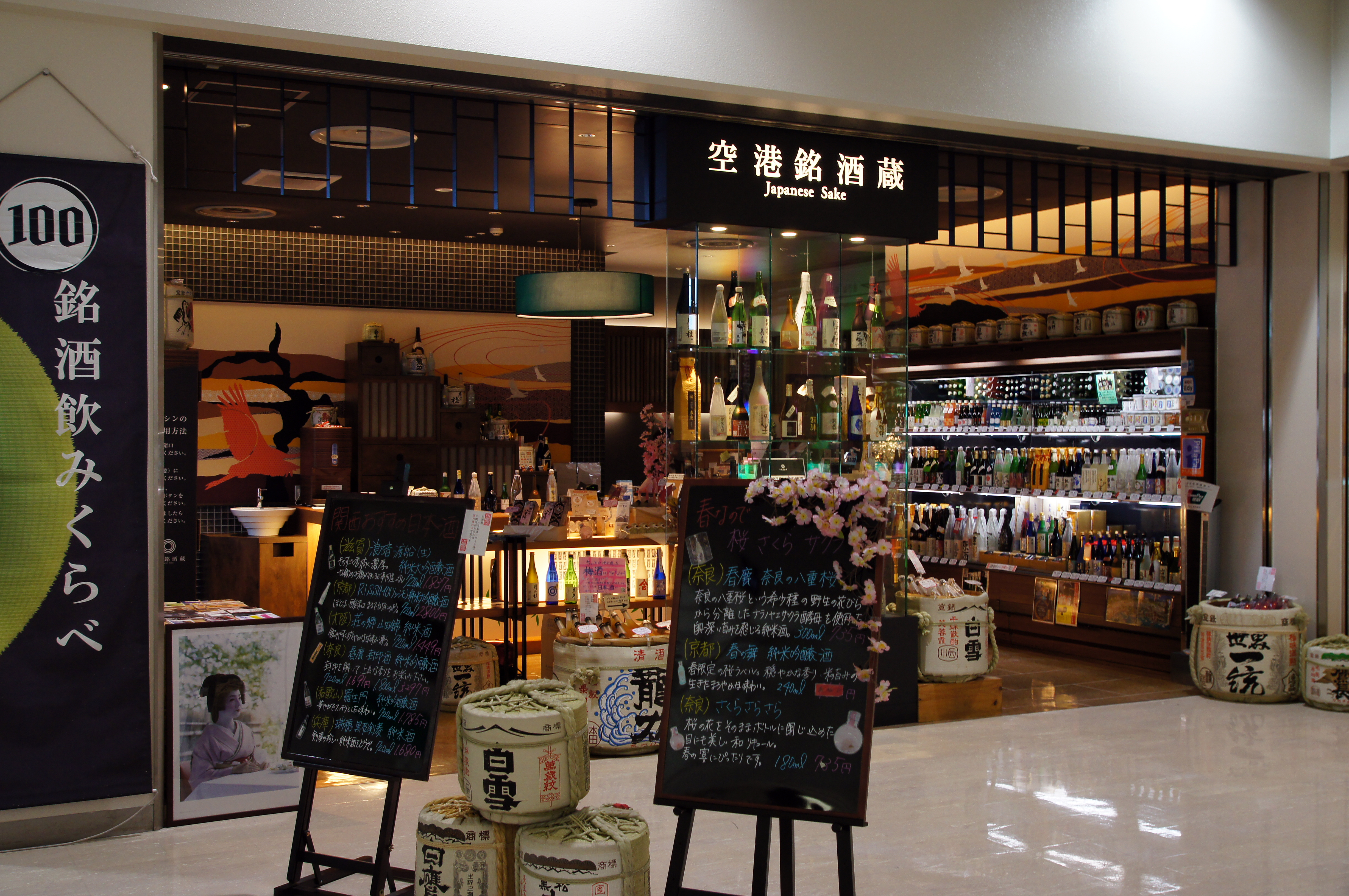
利き酒もできる日本酒専門店（北ターミナル2階出発ロビー）
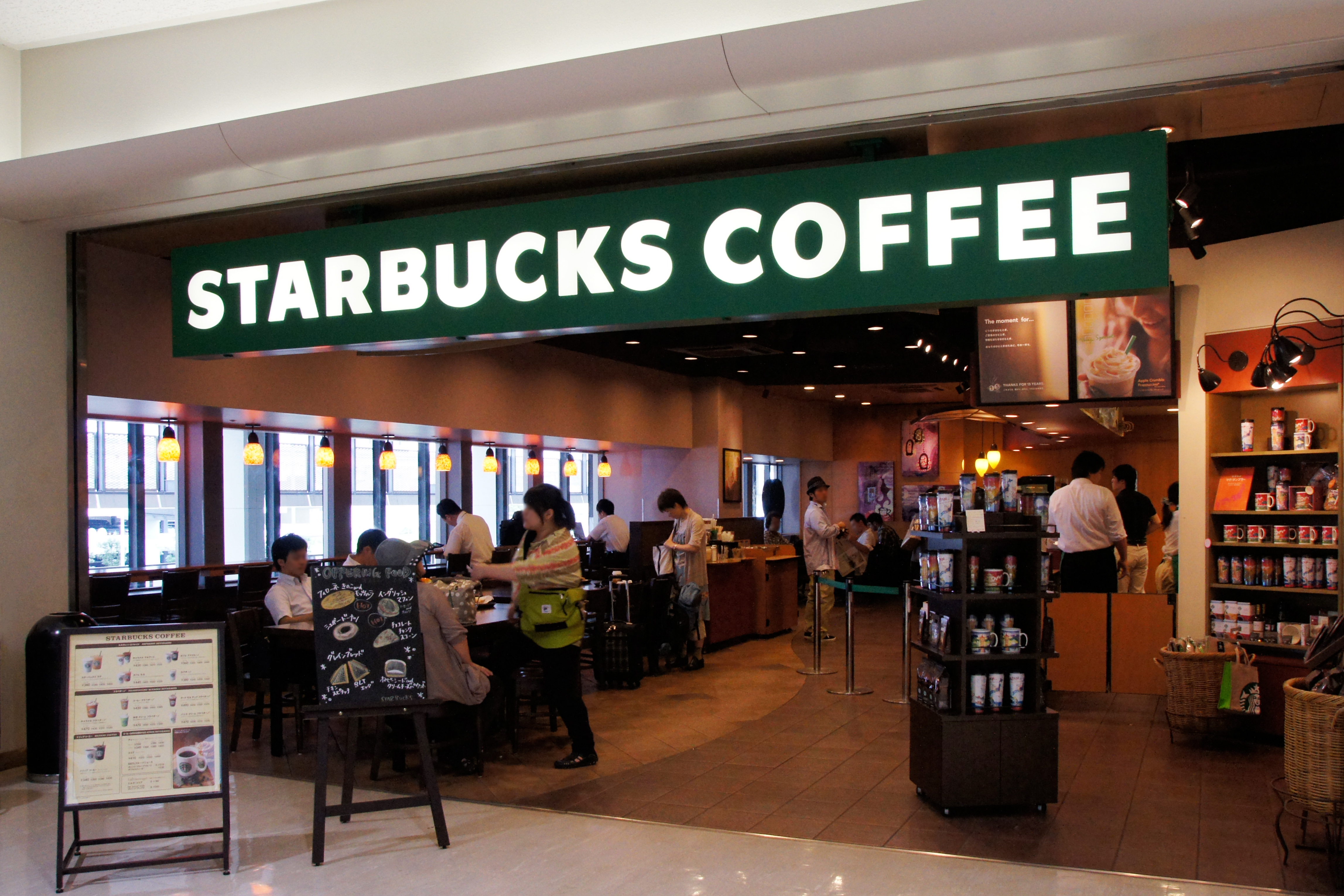
スターバックスの大阪空港店（南ターミナル2階出発ロビー）
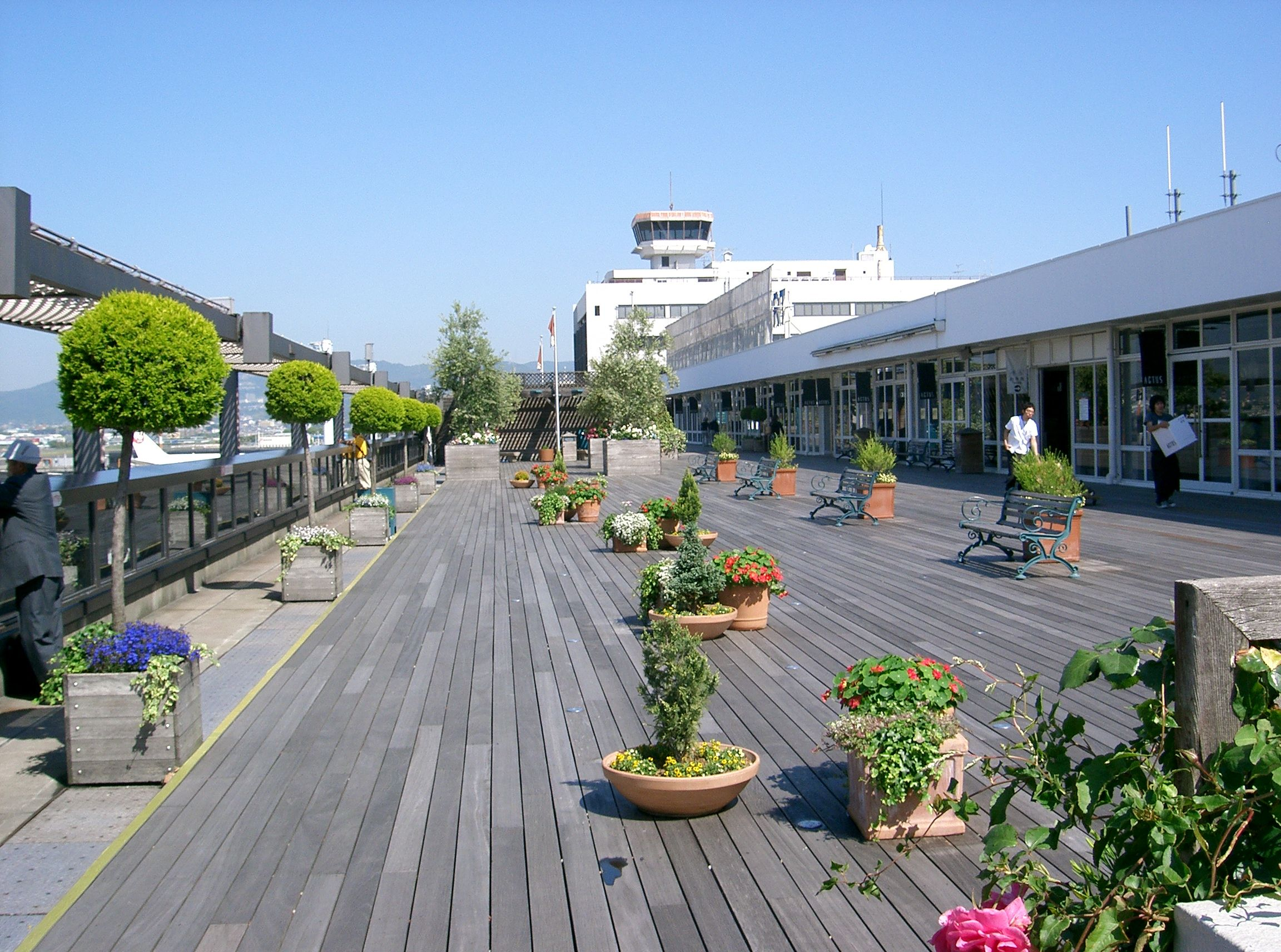
展望デッキ「ラ・ソーラ」。奥は旧管制塔(塔の部分は、現存しない)

 フロア配置図 
|       |          | 南ターミナル | 中央エリア（中央ブロック） | 北ターミナル                                                                                      |
| ----- | -------- | --- | --- | ------------------------------------------------------------------------------------------------- |
| 5-8階 | 5-8階    | | - 事務所など |                                                                                                   |
| 4階   | 一般区域 | 展望デッキ「ラ・ソーラ」（La Sora） - インテリアショップ、子供用遊び場 - レストラン・売店                              | 展望デッキ「ラ・ソーラ」（La Sora） - インテリアショップ、子供用遊び場 - レストラン・売店                                                                                              | 展望デッキ「ラ・ソーラ」（La Sora） - インテリアショップ、子供用遊び場 - レストラン・売店         |
| 4階   | 一般区域 | - 会議室 | |                                                                                                   |
| 3階   | 一般区域 | | - レストラン・カフェ - ラウンジオーサカ - 大阪空港ホテル |                                                                                                   |
| 3階   | 制限区域 | - ANAラウンジ | - レストラン・カフェ - ラウンジオーサカ - 大阪空港ホテル | - ダイヤモンド・プレミアラウンジ - サクララウンジ                                                 |
| 2階   | 制限区域 | - 搭乗口（4 - 12番） - 搭乗バスゲート(9A, 9B, 9C) - 保安検査場 - 売店・軽食店 - ANAスイートラウンジ                    | - 搭乗口（13 - 14番） - 手荷物受取場 | - 搭乗口（15 - 25番） - 搭乗バスゲート(23A, 23B, 23C) - 保安検査場 - 売店                         |
| 2階   | 一般区域 | 出発ロビー - 出発口 - カフェ・レストラン - 売店・土産物店                                                              | 到着ロビー - 到着口 - カフェ・レストラン - 売店・土産物店 | 出発ロビー - 出発口 - カフェ・レストラン - 売店・土産物店                                         |
| 2階   | 一般区域 | 出発ロビー - 出発口 - カフェ・レストラン - 売店・土産物店                                                              | - モノレール大阪空港駅連絡口 | 出発ロビー - 出発口 - カフェ・レストラン - 売店・土産物店                                         |
| 1階   | 一般区域 | - 全日本空輸・アイベックスエアラインズ チケットカウンター - 団体カウンター - 喫茶・売店 - ＡＴＭ（現金自動預け払い機） | - 豊中郵便局大阪国際空港内分室 （郵便のみ取り扱い） - 豊中警察署空港警備派出所 - 伊丹警察署空港警備派出所 - 診療所・歯科 - コンビニエンスストア - レストラン、カフェテリア[注 26][129] | - 日本航空・天草エアライン チェックインカウンター - 団体カウンター - ＡＴＭ（現金自動預け払い機） |
|       |          | - リムジンバスおりば - タクシーおりば                                                                                  | - リムジンバスのりば - タクシーのりば | - リムジンバスおりば - タクシーおりば                                                             |

#### ラウンジ
航空会社が運営するラウンジ
- JAL
  - ダイヤモンド・プレミアラウンジ - 北ターミナル3階・160席。
  - サクララウンジ - 北ターミナル3階・160席。
- ANA
  - ANAスイートラウンジ - 南ターミナル2階・106席。
  - ANAラウンジ - 南ターミナル3階・304席。

カード会社が共同運営するラウンジ
- ラウンジオーサカ - 中央ブロック3階・121席（禁煙104席／喫煙17席）。

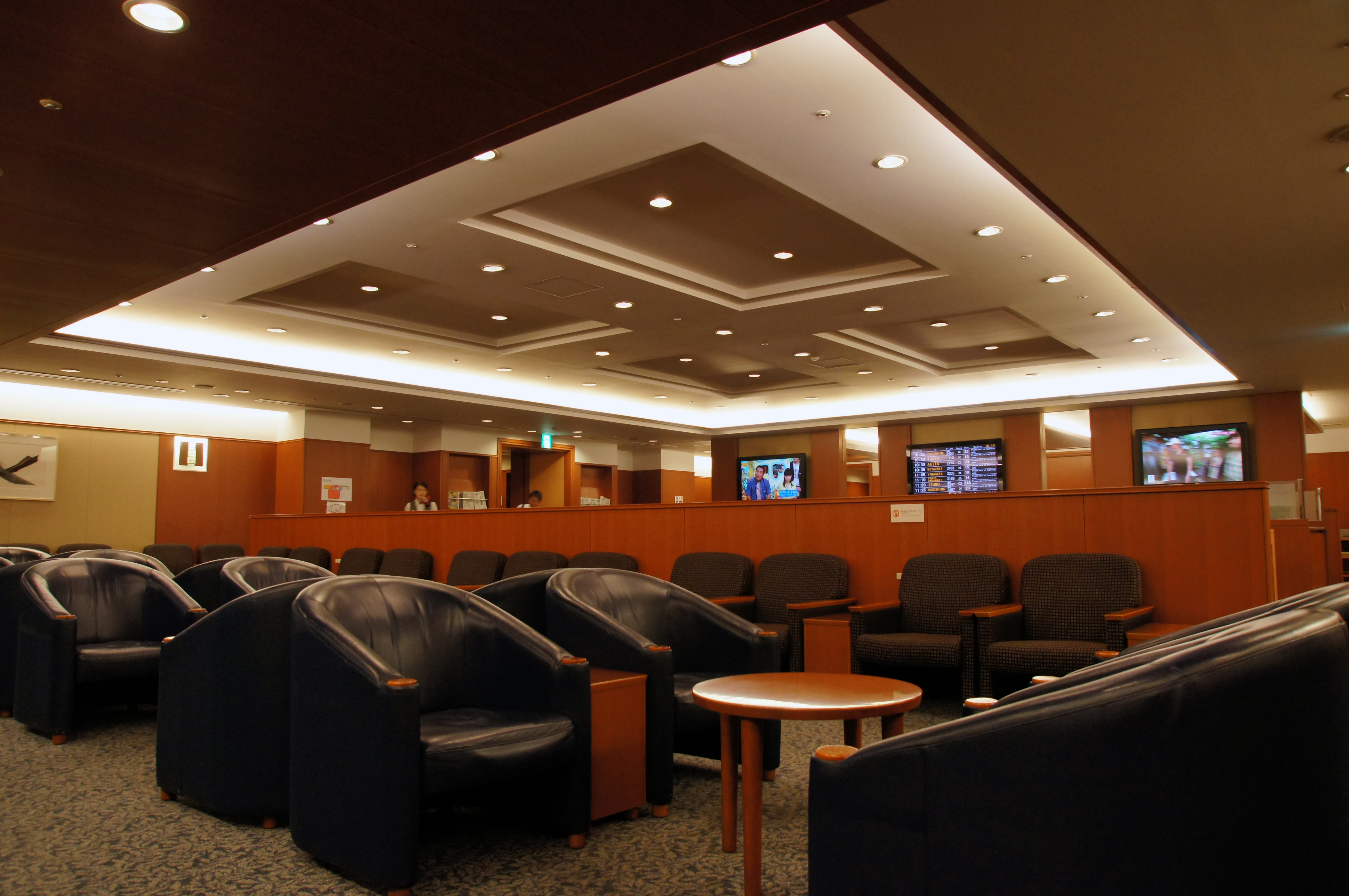
サクララウンジ
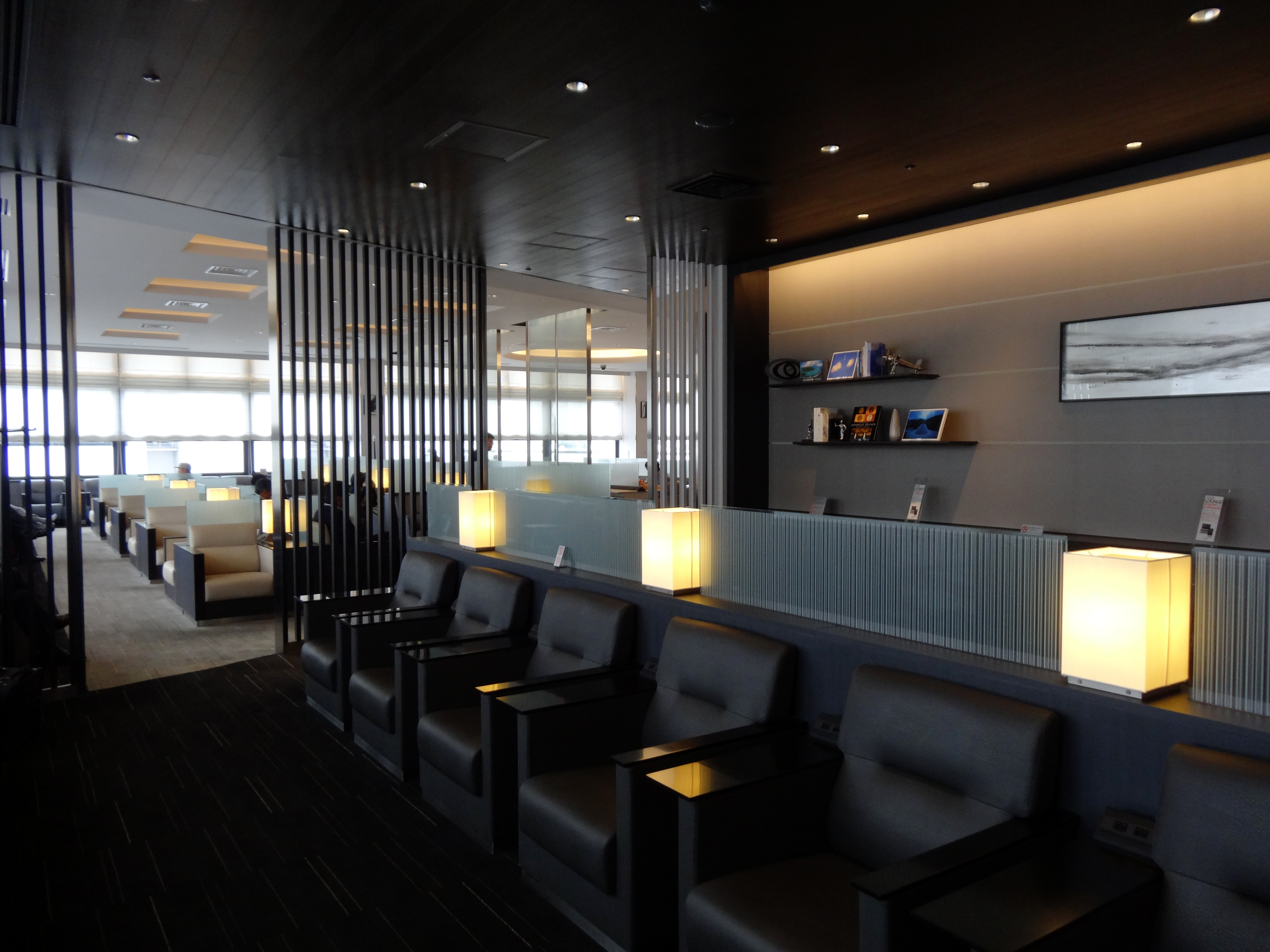
ANAラウンジ

### 拠点がある機関

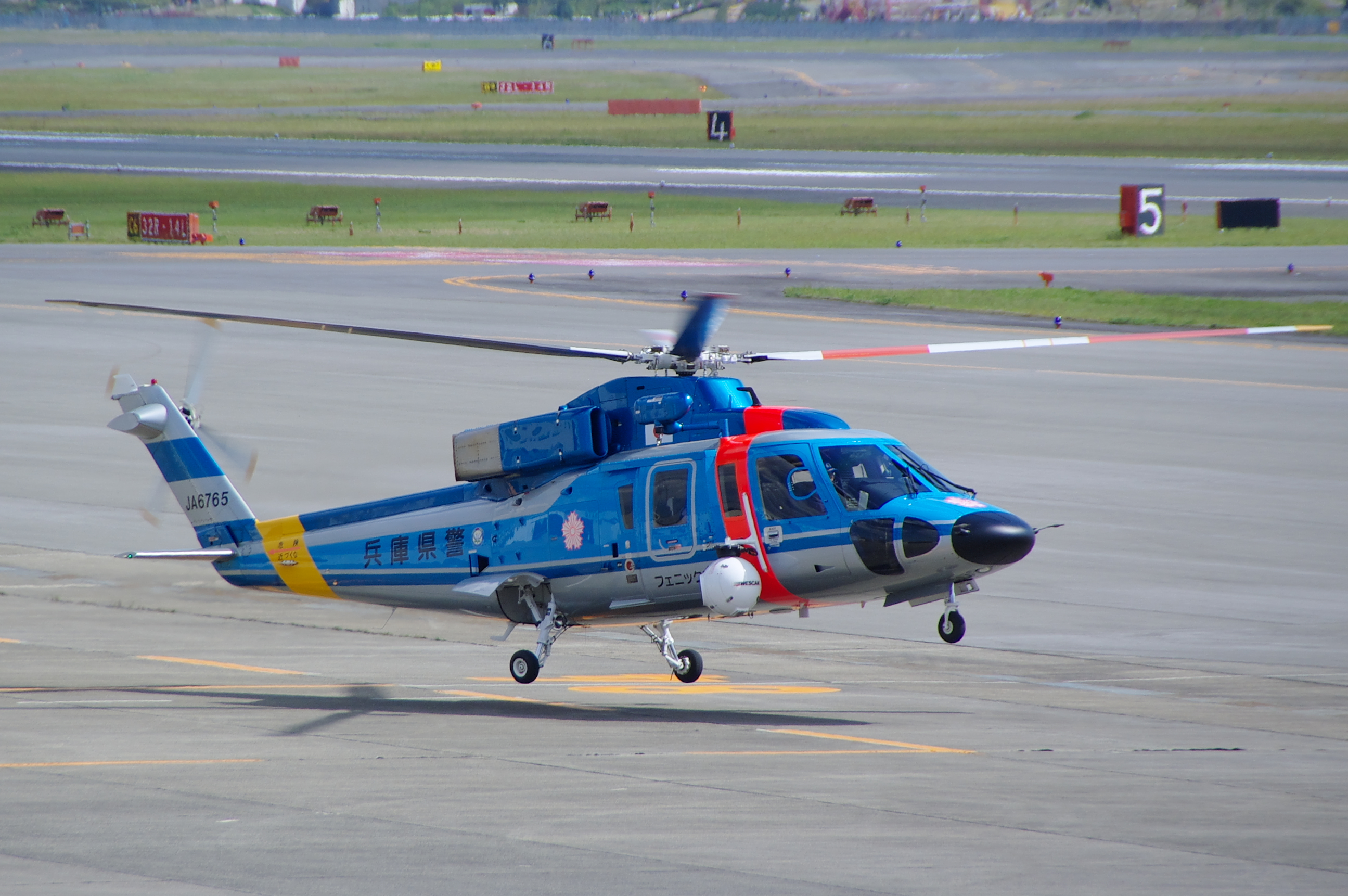
兵庫県警察のシコルスキー S-76B

空港敷地内やその周囲には、以下の会社がある。
航空事業者
- ジェイエア

運輸業（航空会社を除く）
- 日本空輸
- 西濃航空
- 日本通運大阪空港貨物センター
- 阪急カーゴサービス

行政機関
- 兵庫県警察航空隊格納庫

報道機関
- 毎日新聞社格納庫
- 読売新聞社大阪本社大阪空港格納庫
- 朝日新聞社航空部大阪国際空港格納庫

## 就航路線
太字は本空港を拠点としている航空会社。

### 北ターミナル
| 航空会社                                     | 就航地 |
| -------------------------------------------- | --- |
| 日本航空 (JAL) （ジェイエア・JAC運航便含む） | 【北海道地方】 札幌/新千歳、女満別（季節便）、旭川（季節便）、函館 【東北地方】 青森、三沢、秋田、花巻、仙台、山形 【関東地方】 東京/羽田、東京/成田 【中部地方】 新潟、松本（季節便） 【近畿地方】 但馬 【中国地方】 出雲、隠岐 【四国地方】 松山 【九州地方】 福岡、長崎、大分、熊本、宮崎、鹿児島、種子島（季節便）、屋久島、奄美、徳之島（季節便） 【沖縄地方】 沖縄/那覇 |
| 天草エアライン (AHX)                         | 熊本 |

### 南ターミナル
| 航空会社                                     | 就航地 |
| -------------------------------------------- | --- |
| 全日本空輸 (ANA) （ANAウイングス運航便含む） | 【北海道地方】 札幌/新千歳、函館、釧路（季節便） 【東北地方】 青森、秋田、仙台、福島 【関東地方】 東京/羽田、東京/成田 【中部地方】 新潟 【中国地方】 石見（季節便） 【四国地方】 松山、高知 【九州地方】 福岡、長崎、大分、熊本、宮崎、鹿児島 【沖縄地方】 沖縄/那覇、宮古/宮古島（季節便）、石垣（季節便） |
| アイベックスエアラインズ (IBX)               | 仙台、福島、新潟、福岡、大分、鹿児島 |

### 就航都市
- 北海道 : 札幌/新千歳☆★、女満別（季節便）☆、旭川（季節便）、釧路（季節便）☆、函館
- 東北 : 青森★、三沢、秋田、花巻★、仙台☆★、山形、福島
- 関東 : 東京/羽田☆★、東京/成田☆
- 中部 : 新潟☆★、松本（季節便）★
- 近畿 : 但馬
- 中国・四国 : 出雲、隠岐、石見（季節便）、松山、高知★
- 九州 : 福岡☆、大分、長崎☆★、熊本、宮崎☆、鹿児島☆★
- 薩南・沖縄 : 屋久島、種子島（季節便）、奄美☆、徳之島（季節便）、沖縄/那覇☆★、宮古/宮古島（季節便）☆、石垣（季節便）☆

☆は関西国際空港便もあり
★は神戸空港便もあり

## 休廃止路線

### 国内線
- 北海道：帯広
- 東北：大館能代、庄内
- 近畿：南紀白浜
- 中国・四国：山口宇部、鳥取、米子、徳島、高松、広島（初代、元・広島西）
- 九州・沖縄：北九州、佐賀、対馬

### 国際線
関西国際空港が開港するまで、多数の日本国内外の航空会社が乗り入れていた。関西国際空港開港前は、大阪国際空港は西日本の空港で唯一、日本航空や欧米の航空会社による欧米線や北米本土線への定期路線を有していた。上述のとおり、現在の南ターミナルが、当時は国際線ターミナルとして利用されていた。空港ターミナルビル南側の現管制塔と全日空整備格納庫の間の広いエプロンには、国際線貨物機が駐機して、航空貨物の積み下ろしが行なわれていた。また、国際線旅客便の搭乗橋は、一口により乗降処理が行なわれていた。1994年9月3日に国際線の運航は終了し、翌4日からは全ての国際線が関西国際空港に移管され、税関や検疫などの施設も移転された。

#### 国際線の就航路線
以下は、1994年9月3日までに就航していた路線と航空会社の一覧である。
アジア
- 大韓民国：ソウル/金浦、釜山、済州
- 中華人民共和国：上海/虹橋、北京/首都
- 台湾：台北/桃園、高雄
- イギリス領香港：香港/啓徳[130]
- フィリピン：マニラ
- タイ：バンコク/ドンムアン
- シンガポール：シンガポール
- インド：デリー、ムンバイ
- インドネシア：デンパサール
- ミクロネシア連邦：ポンペイ

オセアニア、太平洋
- グアム：グアム
- 北マリアナ諸島：サイパン
- アメリカ合衆国：ホノルル

北アメリカ
- アメリカ合衆国：サンフランシスコ、ロサンゼルス、ニューヨーク、デトロイト、ボストン、シアトル、ミネアポリス、フィラデルフィア、アンカレッジ

ヨーロッパ
- イギリス：ロンドン/ヒースロー
- フランス：パリ/シャルル・ド・ゴール
- ドイツ：フランクフルト、デュッセルドルフ
- オランダ：アムステルダム
- イタリア：ローマ
- スペイン：マドリード
- スイス：チューリッヒ
- デンマーク：コペンハーゲン

国際線乗り継ぎ連絡便
- 東京/成田[注 29]

以下は、上記を運航していた航空会社の一覧である。
旅客便
- 日本航空
- 日本アジア航空
- 大韓航空
- 中国国際航空[注 30]
- 中国東方航空
- キャセイパシフィック航空
- タイ国際航空
- エア・インディア
- シンガポール航空
- ノースウエスト航空
- ユナイテッド航空[注 31]
- ブリティッシュ・エアウェイズ
- エールフランス
- ルフトハンザドイツ航空
- パンアメリカン航空

貨物便
- 日本航空
- 大韓航空
- フェデックス・エクスプレス[注 32]

#### 関西国際空港開港後
現在も運用されている定期便について、国内線である東京国際空港便や成田国際空港便では、コードシェア便として日本国外の航空会社の便名も付与されている。この便名での搭乗は、東京国際空港・成田国際空港での国際線への乗継旅客に限られており、この場合の大阪国際空港-東京国際空港・成田国際空港間の運航は実質的に国際線として扱われている。2010年7月9日には、兵庫県の関連団体がチャーターする大阪（伊丹） - 上海（浦東）間の国際便が運航された（#橋下大阪府知事・大阪市長に関する動きも参照）。
関西国際空港開港後の主な国際線運用例

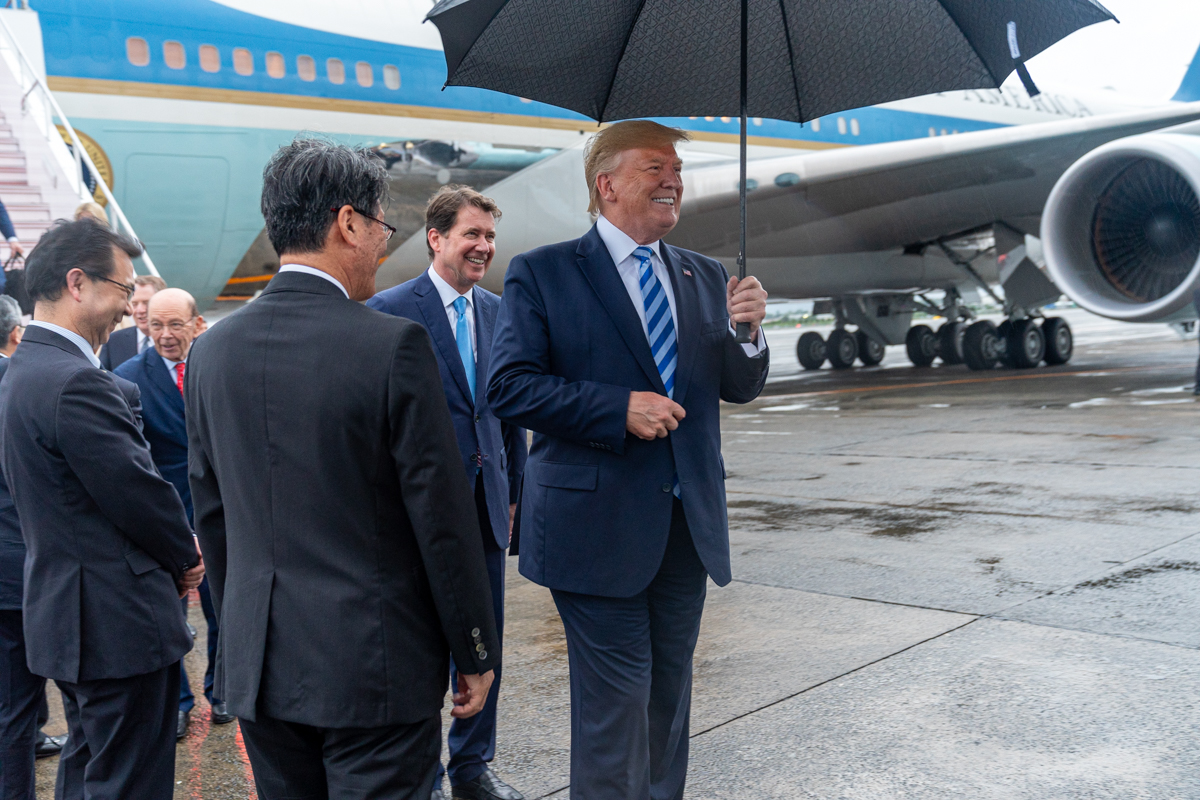
大阪国際空港に飛来したエアフォースワンより降機するトランプ大統領

- 2005年11月15日、京都を訪れるアメリカ大統領ジョージ・W・ブッシュを乗せたVC-25（エアフォースワン）と同型の予備機が大阪国際空港に着陸。翌日、両機は釜山金海国際空港に向けて大阪国際空港を離陸した。また、会談関連の機材輸送のために、アメリカ空軍の輸送機（C-5 ギャラクシーなど）も前後して多数飛来[133]。
- 2007年4月13日、中華人民共和国首相の温家宝を乗せた中国国際航空の要人輸送用ボーイング747-400が大阪国際空港に着陸[133]。
- 2008年1月21日、東京消防庁に納入する大型ヘリコプターを積んだ空輸機（アントノフ22A）が、フランス・マルセイユから大阪国際空港に着陸[134]。
- 2008年5月9日、中華人民共和国国家主席の胡錦濤を乗せた中国国際航空の要人輸送用ボーイング747-400が大阪国際空港に着陸[133]。
- 2008年6月26日、同6月に京都で開催されたG8外相会議に出席するため来日した米国務長官コンドリーザ・ライスを乗せた政府専用機 (VC-32A) が大阪国際空港に着陸[133]。
- 2008年10月29日、奈良訪問のため訪日中のイギリス皇太子チャールズ（のちのチャールズ3世）夫妻を乗せた英ツインジェット社のエアバスA319-115X (CJ) が大阪国際空港に着陸[133]。
- 2009年4月3日、京都・神戸訪問のため訪日中の中国共産党No.5・李長春常務委員を乗せた中国国際航空のB767-3Q8/ERが大阪国際空港に着陸。
- 2010年7月9日・7月12日、兵庫県関連団体「ひょうごツーリズム協会」のチャーターによる大阪（伊丹） - 上海（浦東）間の国際便が運航。往路は7月9日大阪（伊丹）12:30発-上海（浦東）13:55着のMU2056便。復路は7月12日上海（浦東）12:00発-伊丹15:15着のMU2055便。いずれも中国東方航空のエアバスA320により運航。

1994年の関西国際空港への国際線移管後しばらくの間は、海外からの政府要人専用機はもっぱら関西国際空港を利用していた。
しかし、2005年のブッシュアメリカ合衆国大統領の来訪時は、多忙のため「例外措置」として立地条件の良い大阪国際空港が利用された（安全かつ短時間で移動できるよう、大阪国際空港から目的地の京都市へはアメリカ軍のヘリコプターが利用された）。アメリカ同時多発テロ事件の影響もあって、このアメリカ合衆国大統領の訪日にあたっては、エアフォースワン離着陸時における他の航空機の運航規制 や、空港施設内外での大規模な警戒が実施された。
このときの措置を皮切りに、その後、来日する外国政府専用機の来阪にあたって、大阪国際空港が積極的に利用されるようになった。
2019年のG20サミットの際も、トランプ大統領が来阪する際と、大韓民国へ向かう際に利用している。
大阪市内へは、阪神高速道路で15分程度で行くことができ、分刻みのスケジュールをこなす要人にとって、大阪国際空港の立地は適しているといえる。要人利用時には、高速道路を含めて道路は通行止めなどの交通規制が実施され、渋滞などの影響がないよう対応されている。

## 発着枠
本節では、大阪国際空港を発着する航空機の種別と運用方法（発着枠）について記述する。
大阪国際空港では、かつて航空機の騒音公害が周辺地域を悩ませていたが、ジェット機の技術革新や住宅の防音工事対策により騒音の程度は大幅に改善され、2009年時点で航空機の騒音に関する環境基準は概ね達成されている。空港近傍の屋外での環境基準には一部に改善の余地（基準未達地点）がまだ残るものの、特に防音対策が施された屋内での騒音の改善が顕著である。空港周辺の騒音調査は毎年行われており、2015年に行なった騒音調査では、17地点のうち9地点で環境基準を達成した。騒音は長期的には減少傾向にあったが、2007年以降はほぼ横ばいとなっている。
歴史的経緯や上記の事情などをふまえて、大阪国際空港の定期便の航空機の離着陸回数（発着枠）は1日370回までに制限されており、内訳はジェット機枠が200回、低騒音機枠が170回である（2015年夏ダイヤ以降）。また、夏期や年末年始などの繁忙期には別枠が設定されており、臨時に増便される。

### 運航機材の種別
2024年現在、大阪国際空港に定期便で乗り入れている航空機の一覧を各枠ごとに示す。航空機毎の使用滑走路は航空路誌（AIP）で公示されており、騒音の影響を受ける地域が一部に偏らないよう、後述の低騒音機枠導入後に見直しが行われた。
なお、近年はエアバスA350やボーイング787のような低騒音機の導入が就航航空会社の中で進んでおり、（高騒音の）ジェット機枠に該当する航空機が非常に少なくなっている。2022年のデータではジェット機枠の航空機が全体の4%を占めるのみで、低騒音ジェット機が75%と圧倒的なシェアを持っており、航空機そのものの低騒音化が進んでいることもうかがえる。
長い離着陸滑走距離が必要で、離着陸にB滑走路（14R/32L）を必ず使用する航空機は☆印で示し、その中でもA滑走路（14L/32R）を使用するケースがある航空機には※印を表記している。
航空会社名は以下に示す通りの略称で表記している。
JAL - 日本航空
JLJ - ジェイエア
JAC - 日本エアコミューター
AHX - 天草エアライン
ANA - 全日本空輸
AKX - ANAウイングス
IBX - アイベックスエアラインズ

#### ジェット機枠

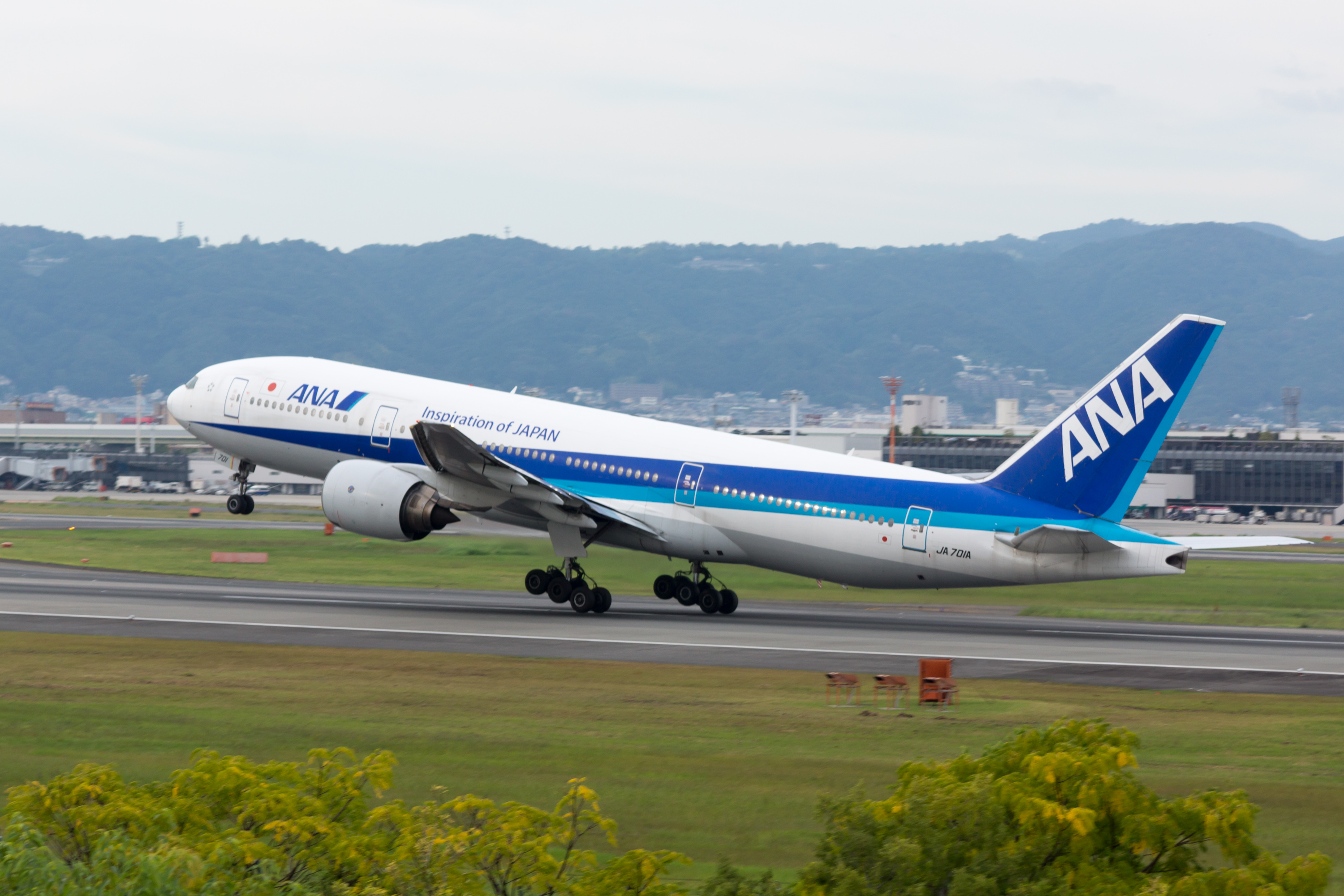
ジェット機枠のボーイング777-200

全ての飛行機が対象の枠で、1日200枠である。後述の低騒音機枠に入らない機材として以下がある。
- ボーイング767-300ER☆ : JAL / ANA
- ボーイング777-200☆ : ANA
- ボーイング777-200ER☆ : ANA
- ボーイング777-300☆ : ANA
- ボーイング777-300ER☆ : JAL / ANA

#### 低騒音機枠

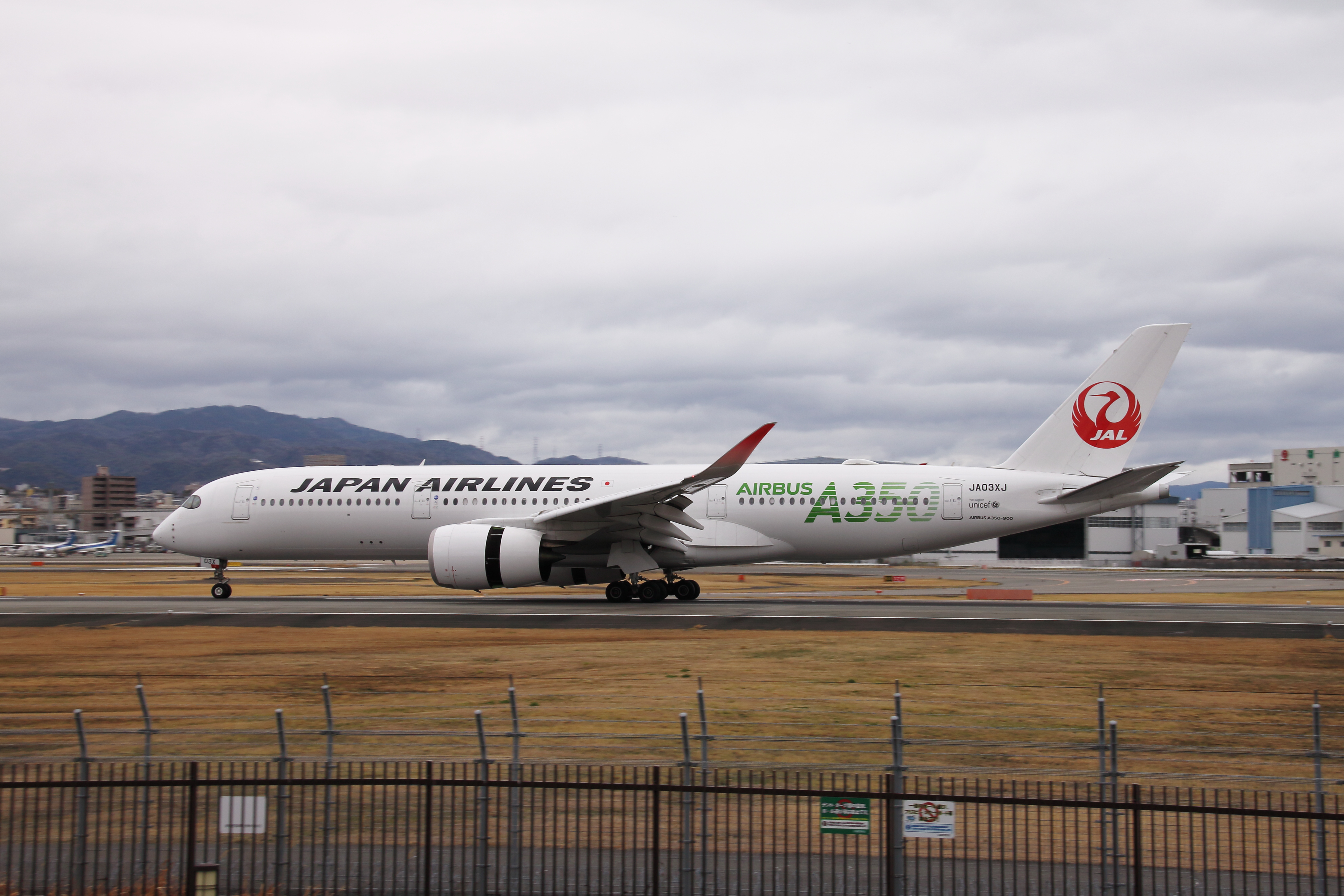
低騒音機枠のエアバスA350-900

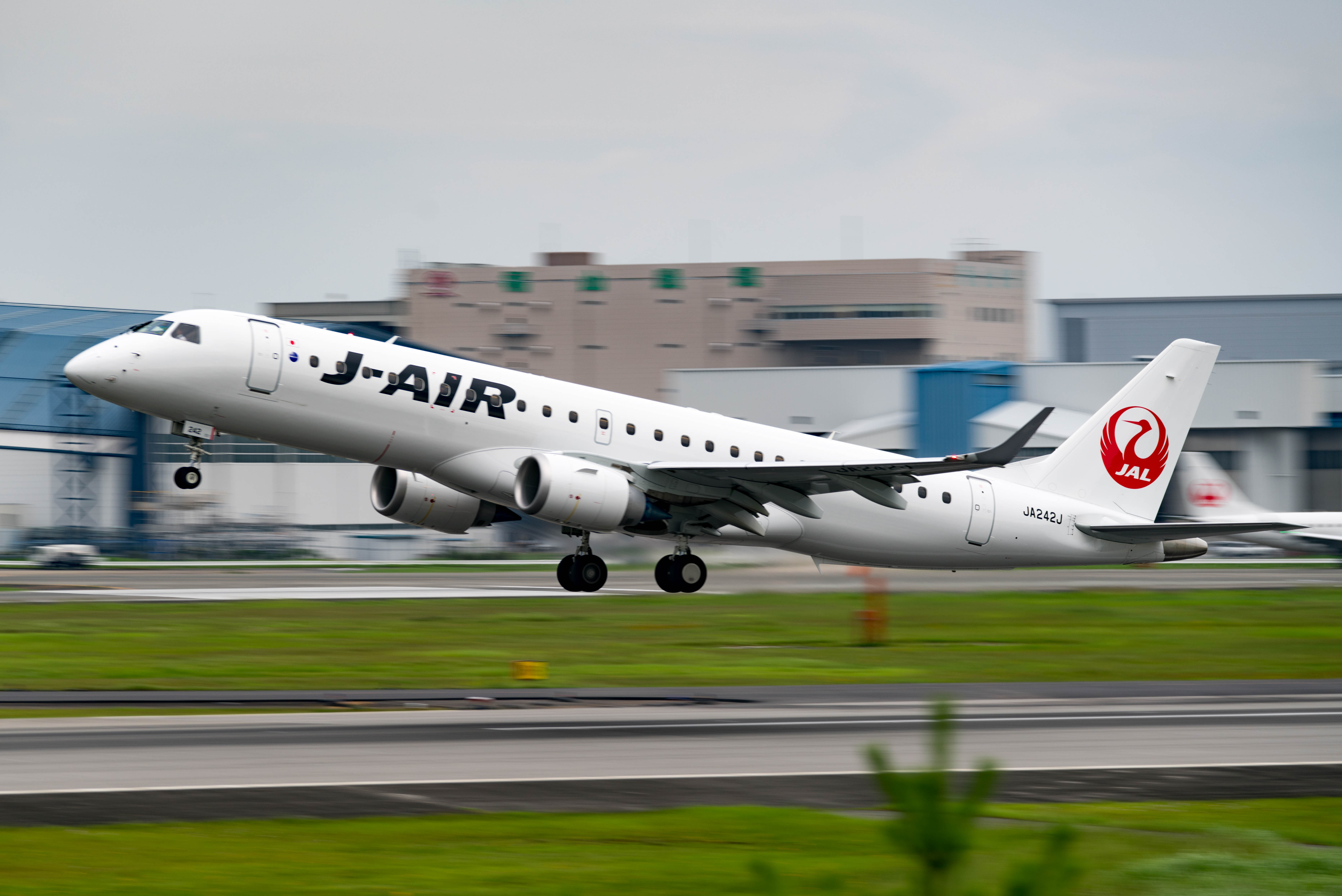
低騒音機枠のエンブラエル E190

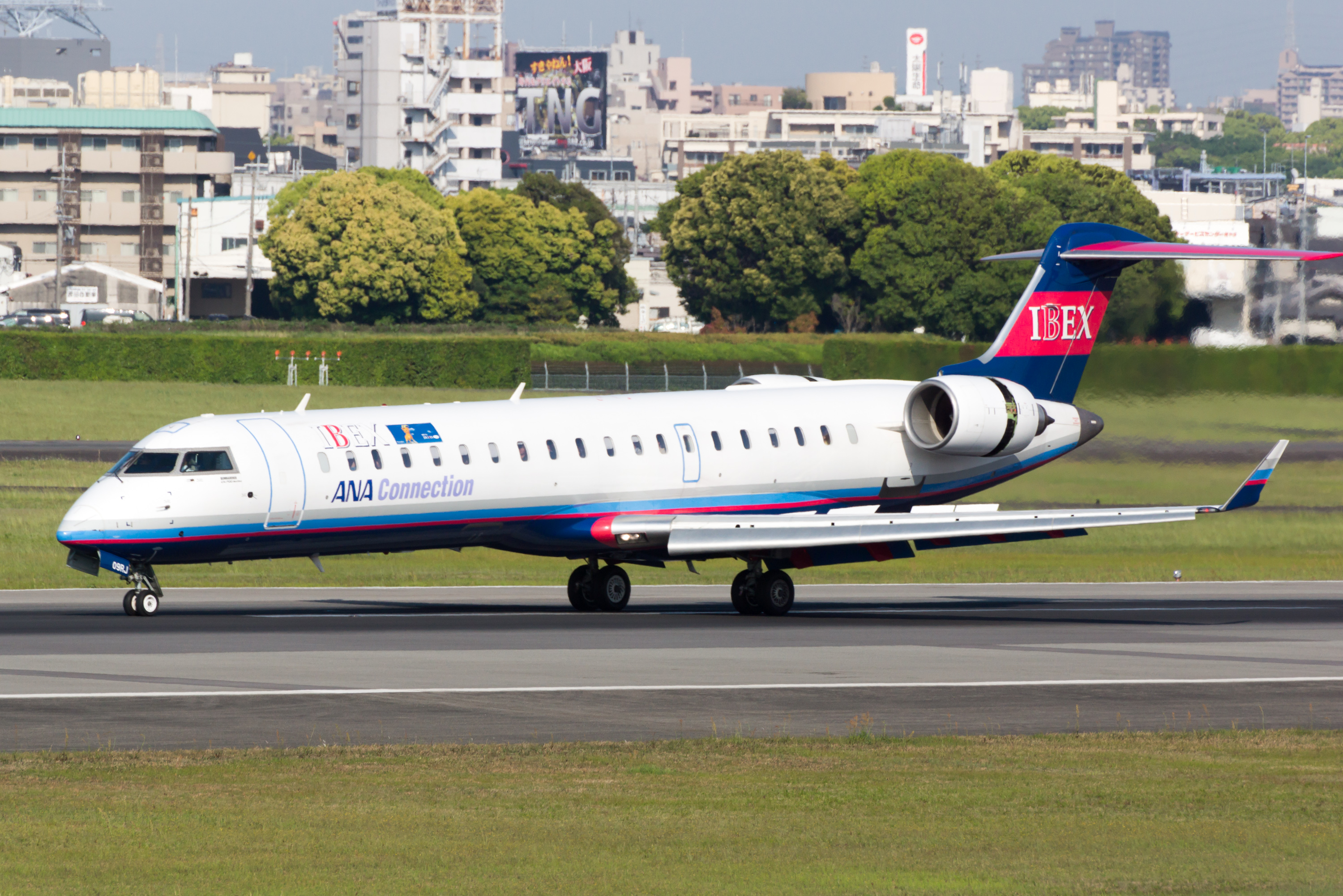
低騒音機枠のボンバルディア CRJ-700

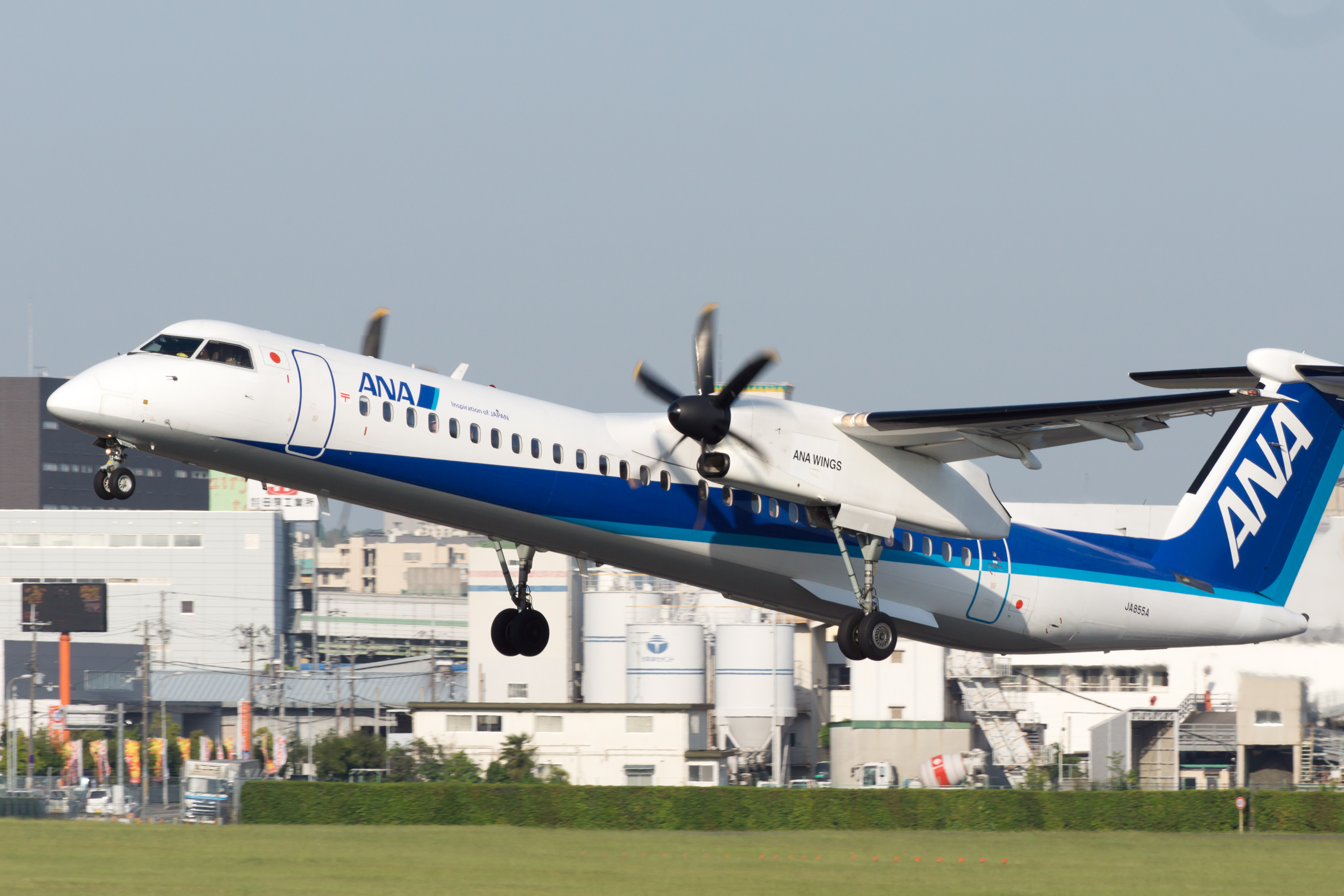
低騒音機枠のデ・ハビランド・カナダ DHC-8-Q400

低騒音ジェット機および、プロペラ機の運航が可能な枠で、1日170枠である。航空機が低騒音ジェット機に該当するかどうかについての判断は、空港運営事業者である関西エアポートが実施する。2013年夏ダイヤから設定された。後述のプロペラ機枠を段階的に転換する事で設定されたため、大阪国際空港での代表的なプロペラ機であるDHC-8-Q400と騒音が同程度以下のジェット機が低騒音ジェット機とされており、以下の一覧の機材が該当する。プロペラ機枠の低騒音機枠への転換によって、ジェット機の運用拡大が実現し、機材の大型化にともなう大阪国際空港の利用者増へとつながるなどの成果を上げている。
低騒音ジェット機
- エアバスA350-900☆ : JAL
- ボーイング787-8☆ : JAL / ANA
- ボーイング787-9☆ : ANA
- ボーイング787-10☆ : ANA
- エアバスA320neo☆※ : ANA
- エアバスA321ceo☆※ : ANA
- エアバスA321neo☆※ : ANA
- ボーイング737-800☆※ : JAL / ANA / AKX
- エンブラエル E170 : JLJ
- エンブラエル E190 : JLJ
- ボンバルディア CRJ-700 : IBX

プロペラ機
- ATR 42-600 : JAC / AHX
- デ・ハビランド・カナダ DHC-8-Q400 : AKX

### 経緯

#### 発着枠の制限
1971年8月の時点では、1時間枠36回、3時間枠93回という枠であった。利用時間は午前6時 - 午後11時。翌1972年の4月、総発着枠450（うちジェット枠260）、利用時間午前7時 - 午後10時という規制が行われた。その後も段階的な減枠と、定期路線の21時以前への繰り上げ（国内線は1975年12月、国際線は翌7月）があり、1977年の減枠 により、現行の総枠370枠（うちジェット枠200）となった。

#### プロペラ機枠
ジェット機はプロペラ機に比べて、一般に大型であるため、大量の旅客を輸送することが可能であり、また、巡航速度も速い。その反面、ジェット機は騒音が大きいという欠点を抱える。そのため、大阪国際空港では、空港周辺に与える騒音等の影響を勘案しながら、航空機の種別をジェット機枠とターボプロップエンジンを搭載したプロペラ機枠に分け、このような発着回数制限を規定していた。
ジェット機枠は長年満杯であったが、プロペラ機枠にはまだ若干の余裕があったため、航空旅客からの大阪国際空港の高い支持に後押しされるように、各社ともプロペラ機（松山・福岡方面などが中心）での増便に力を入れていた。
なおYS-11代替枠 やCRJ枠 など、YS-11互換機やCRJをプロペラ機枠扱いで運用させる、代替ジェット枠の暫定措置も取られていた。
2013年夏ダイヤより、段階的に低騒音機枠に転換された。

#### 長距離国内線の規制
1994年の関西国際空港開港に伴い、新千歳便、函館便および那覇便等の長距離路線（1,000 km超の路線）も展開しないとされた。その後、2000年2月に若干緩和され、ジェット機枠中4便（8回/日）は就航が認められた。

#### 経営統合と規制緩和
2012年7月の関西国際空港との経営統合を機に、大阪国際空港の各種の規制が見直されることになった。この見直しにより、長距離国内線の規制撤廃と、プロペラ機枠の低騒音機枠への段階的な転換が行われた。
まず長距離国内線については、統合時から規制撤廃となった。
低騒音機枠への移行については2012年6月22日に公示された「関西国際空港及び大阪国際空港の一体的かつ効率的な設置及び管理に関する基本方針」で、段階的な意向を表明し 国土交通省、新関西国際空港株式会社、10市協 の間で協議会が開かれた。この協議で三者は、大阪国際空港の運用について、2013年3月末にはじまる夏季ダイヤより、順次プロペラ機枠を低騒音ジェット機にも開放することで合意した。具体的な移行期日は以下の通り。
- 2013年3月31日 - 50枠
- 2014年3月30日 - 50枠（計100枠）
- 2015年3月29日- 40枠+30枠（CRJ枠）（計170枠）

## 要人の利用
関西国際空港利用開始後も、アメリカ合衆国からの要人が大阪国際空港を利用する例が見られる。2005年にはジョージ・W・ブッシュ大統領（当時）、2015年にはミシェル・オバマ大統領夫人（当時）、2019年にはG20首脳会議に出席したドナルド・トランプ大統領（当時）が利用し、実際に大統領専用機（VC-25）が発着を行った。G20首脳会議に出席した要人の多くが関西国際空港を利用している中、アメリカ側が伊丹を利用を選択した理由として、警備上の都合などが考えられている。

## 交通
京阪神都市圏のほぼ中央にあることから、空港事業者や地元自治体および多くの論評は「大阪国際空港は利用者にとって利便性が高い空港である」と評価している。なお、近畿2府4県の人口約2,100万人のうち約1,500万人が、大阪国際空港へ1時間以内に到達することができるとされる。
鉄道による交通手段として、大阪モノレール（本線）が空港へ直接乗り入れている。阪急電鉄は蛍池駅に急行を停車させて大阪モノレールとの連携を強化し、大阪梅田との所要時間を短縮している。
バスによる大阪市内近畿一円への交通も盛んであり、乗り換え無しで大阪市内中心部に行けることや所要時間での優位を活かして、大阪モノレール線開業後の現在においても、市内への輸送の主力である。空港バスが通る阪神高速道路11号池田線は渋滞が慢性化しているが、ラッシュ時においては渋滞に巻き込まれないよう、高速と一般道路の使用路線を柔軟に切り替えるなどして遅延を極力避けるように運行されている。
※ 各交通機関の利用の詳細は、下記の各該当項目や公式サイトなどを参照。

### 鉄道
- 大阪モノレール
  - 本線（大阪空港駅)

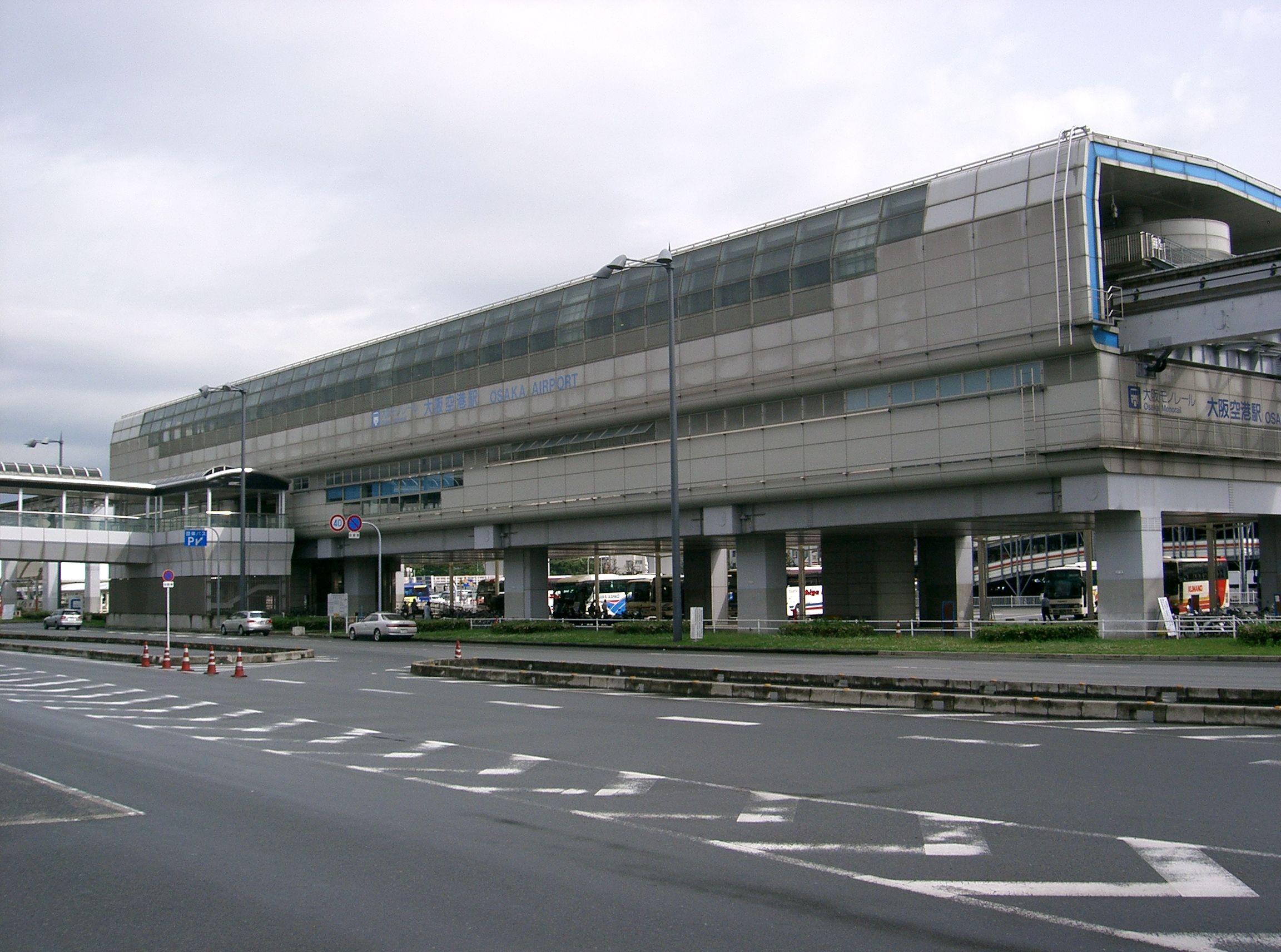
ターミナルビルから望む大阪モノレールの大阪空港駅

大阪国際空港の空港連絡鉄道は大阪モノレールが整備されている。大阪モノレール本線は、大阪空港駅を起点に東進して大阪府北部を貫いており、下記の5社7路線と接続して近畿一円の鉄道と連携している。大阪市中心部（梅田）へのアクセスは、モノレールから阪急宝塚本線への乗り換えが最も短時間で済むため一般的だが、淀屋橋、本町といったビジネス街や、市南部の難波、天王寺へは千里中央駅からOsaka Metro御堂筋線へ直通する北大阪急行線への乗り換えも多く、左記を含めて市内へ向かう路線への接続は合計6箇所あり、これらは目的地によって使い分けられる。大阪空港駅開業以前の最寄り駅は、阪急宝塚本線蛍池駅であり、同駅には「大阪国際空港前」という副駅名も付けられていた。現在、蛍池駅はモノレールとの乗換駅である。もっとも、梅田駅などから阪急宝塚線を利用して蛍池駅までの移動時、大阪モノレール線の利用区間は蛍池-大阪空港駅間の曲線的な1区間のみである。そのため、蛍池駅から大阪国際空港へ徒歩15分ほどで向かう手段も場合によっては実用的である。この経路は「梅田駅から230円の格安アクセス手段」であるとして紹介されている。

#### 大阪モノレール本線との接続路線
同社内の彩都線を含め、モノレール本線との接続路線とその直通運転の状況について示す。（）内はモノレール本線での接続駅である。
- 阪急電鉄
  - 宝塚本線（蛍池駅）
  - 千里線（山田駅） - 阪急京都本線・Osaka Metro堺筋線と相互直通運転
  - 京都本線（南茨木駅） - 阪急千里線・Osaka Metro堺筋線と相互直通運転

- 北大阪急行電鉄
  - 南北線（千里中央駅） - Osaka Metro御堂筋線と相互直通運転

- 大阪モノレール
  - 彩都線（万博記念公園駅）

- Osaka Metro
  - 谷町線（大日駅）

- 京阪電気鉄道
  - 京阪本線（門真市駅） - 鴨東線・中之島線へ直通運転

#### 大阪国際空港広域レールアクセス構想
西日本旅客鉄道（JR西日本）は伊丹駅から空港への支線を分岐させるJR福知山線分岐線構想を有し、実現すれば空港と兵庫県側とのアクセスの改善が期待される。しかし、線路の敷設費用の問題やJR宝塚線のダイヤ編成などの問題 等から、支線の延長は計画段階のままである。この区間については、2007年に兵庫県は空港と伊丹駅 (JR西日本)を次世代型路面電車（LRT）で結ぶ計画の検討を始めた。採算性の調査費として750万円を2008年度予算案に盛り込み、伊丹駅 (阪急)への延伸も検討しているとされる。しかし採算の目処がたたず、2008年以降調査予算は計上されていない。

#### 大阪空港線構想
阪急電鉄もかつては大阪国際空港への接続線を建設する構想を持っていたが、こちらも阪急宝塚本線の輸送力が飽和状態のため実現しなかった。しかし、2017年9月1日には、阪急電鉄が宝塚本線の曽根駅から分岐して乗り入れる新線を検討していると報じられた。
なにわ筋線の事業化に向けて関係者の協議が進展し、なにわ筋線と関連する複数の新線構想が提起されている状況を踏まえ、国土交通省は、2017年7月に検討会を立ち上げて、「なにわ筋連絡線」「新大阪連絡線」「西梅田・十三連絡線」「大阪空港線」の需要推計・費用便益分析・収支採算性などの調査を行った。そして、2018年4月11日に「近畿圏における空港アクセス鉄道ネットワークに関する調査」の結果が発表された。大阪空港線は、阪急宝塚線を介して大阪都心部と空港とを直結し、バスから鉄道への転換を促進する路線と位置付けられた。梅田-空港間の移動時間が約6分短縮され、蛍池駅での乗り換えが無くなり、一時間以内に空港に着く60分圏人口が約122万人増えると見込まれている。向こう40年間で黒字転換する可能性は低く、採算性向上策の検討が必要であるが、費用便益比は1.4となり良好とされた。建設費は約700億円、輸送人員は一日当たり2.5万人と推計された。なにわ筋連絡線、新大阪連絡線、大阪空港線も整備すると、なにわ筋線の利用者がさらに増える相乗効果が出る可能性がある。なにわ筋線内の運転本数が毎時4本増えると、大阪空港線の輸送人員も0.3万人増えると推計された。

### バス

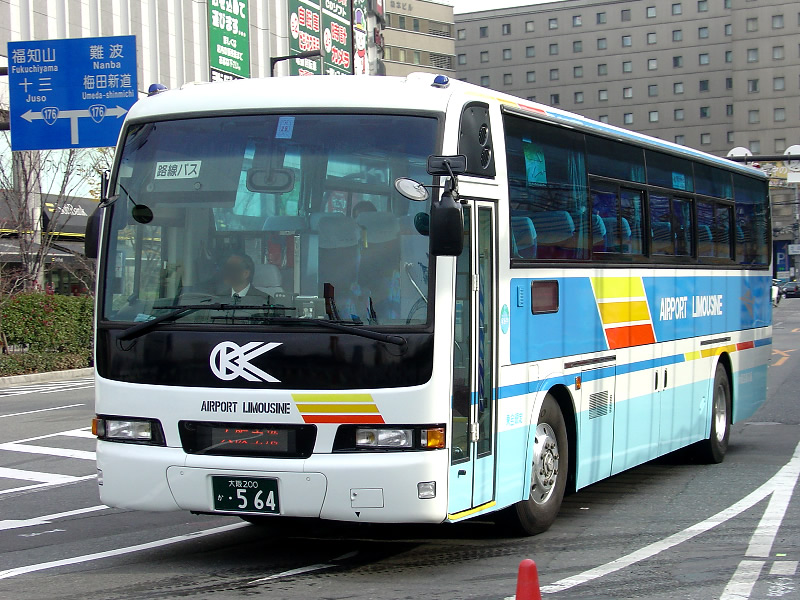
大阪国際空港のアクセスの要である阪急観光バス（旧・大阪空港交通）のリムジンバス。大阪駅・梅田駅近くのヨドバシ梅田前にて

大阪国際空港を発着するバス路線網は、路線バスとリムジンバスから構成される。
西日本の広い範囲をカバーしており、主に近距離は路線バス、中長距離はリムジンバスが、それぞれ役割分担をしている。
大阪国際空港からの高速バス、路線バスの行先とのりば等の詳細情報は、運行会社に関係なく、Webサイト に記載されている。
阪急観光バス・阪神バス・共同運行各社
- 近畿各地の主要駅・ターミナルなどに発着している（詳細は大阪空港交通の項を参照）。関西国際空港発着の便もある。

阪急バス
- 阪急池田駅発着便（阪急石橋北口経由）

伊丹市交通局
- JR伊丹駅発着便（阪急伊丹駅経由）

京都交通
- 大阪 - 舞鶴線 舞鶴営業所発着便（西舞鶴駅前・東舞鶴駅前経由）

日本交通 (大阪府)・日交シティバス・日本交通 (鳥取県)
- 山陰特急バス 鳥取駅発着便
- 山陰特急バス 米子営業所発着便（米子駅経由）

両備バス
- リョービエクスプレス 岡山駅・倉敷駅・高速宇野築港銀座（宇野駅）発着便（岡山IC・山陽IC経由）

近鉄バス
- 神戸三田プレミアム・アウトレット

神姫バス
- ゆりのき台4丁目（フラワータウンセンター・えるむプラザ前経由）
- 関西学院大学(神戸三田キャンパス)
- 姫路駅（八多・淡河・志染・久留美経由）

近鉄バス・福井鉄道
- わかさライナー 若狭フィッシャーマンズワーフ発着便（小浜駅・若狭和田駅経由）

近鉄バス・中国バス
- びんごライナー 三成（尾道営業所）発着便（福山駅・尾道駅経由）
- びんごライナー 府中営業所発着便（福山駅・福山平成大学経由）

海部観光
- マイ・エクスプレス 阿南津乃峰営業所発着便（小松島・徳島駅・松茂・新神戸・三宮・大阪駅経由）

西日本ジェイアールバス
- 百万石ドリーム大阪号 金沢駅発着便
- かけはしニジゲンノモリ大阪号・かけはしニジゲンノモリ洲本温泉号 洲本バスセンター・洲本温泉発着便（本四海峡バスと共同運行）

大阪バス・クリスタル観光バス
- 和歌山特急ニュースター号[162][163] 和歌山駅発着便

### タクシー
日本のタクシーには市町村などを基準とした営業区域が設定されているが、大阪国際空港の所在地である3市は、本来の営業区域では伊丹市が神戸市域交通圏、豊中市が大阪市域交通圏、池田市が北摂交通圏とばらばらに分かれている。
しかし、大阪国際空港は大きな需要地であること、また後述のように飛地すら存在するほど境界線が錯綜していることもあり、空港敷地内は3つの営業区域が重複設定されている。

### 道路
空港アクセスには高速道路も整備されており、大阪国際空港へ通じる複数のインターチェンジは、近畿の主要高速道路である阪神高速と西日本の幹線高速道路であるNEXCO西日本の両道路網に組み込まれている。また、一般道路とも接続しているため、徒歩・自転車・原付等でアクセスすることも可能である。
阪神高速道路
- 阪神高速11号池田線 大阪空港出入口

西日本高速道路（NEXCO西日本）
- 中国自動車道 中国池田インターチェンジ（広島方面からの出口・広島方面への入口のみ）・中国豊中インターチェンジ（吹田方面からの出口・吹田方面への入口のみ）の各ハーフインターチェンジより

一般道路（国道・都道府県道）
- 大阪府道11号大阪国際空港線
  - 国道176号: 空港入口交差点で府道11号と接続
  - 大阪府道10号・兵庫県道100号大阪池田線: 空港前交差点で府道11号と接続

## 眺望ポイント
大阪国際空港は大都市圏内にある内陸型の大規模空港として、国土交通省、大阪府、兵庫県、伊丹市などが周辺整備事業を行ってきた。そのため、空港の近辺には、空港や航空機の眺望に適した公園などが多く存在する。これらの眺望ポイントは写真等の撮影にも適しており、空港を周囲の様々な角度から見通せ、そこからの航空機との距離も相当に近く、大空港としては「最高の撮影環境」、「旅客機ウォッチングの聖地」、「撮影の楽園」 と評される。また、東京国際空港や関西国際空港のような海上空港でないため、航空機の観測地へのアクセスも容易である。本節では、それらを紹介する。

### ターミナルビル

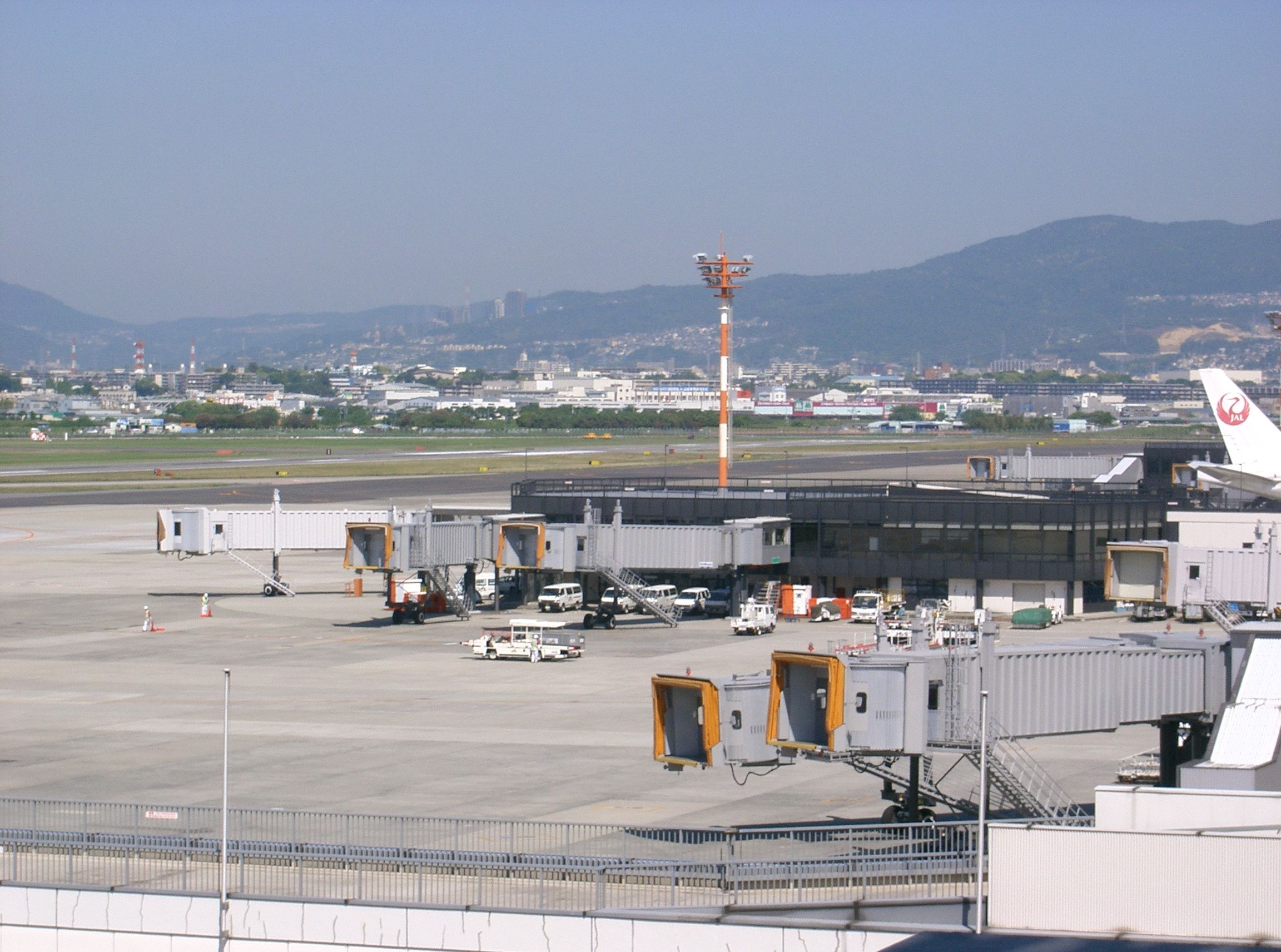
ターミナル近辺

空港ターミナルビルの4階のテラスは、展望デッキ（ラ・ソーラ）であり、多くの空港利用者や航空ファンが訪れる。南北ターミナルと中央ブロックの屋上の広大な領域が、展望用の施設として整備されている。日よけのルーフが存在するものの、金網などの視界をさえぎるものは皆無であることから、航空機を観るだけでなく、撮影に関する制約も比較的少ない。2本の滑走路を含む空港のほぼ全体を見渡すことができるほか、駐機場が間近であるため、地上スタッフの様子なども見学することができる。また、テラス内外の飲食店では食事をとりながら展望を楽しむことができる。
ラ・ソーラ以外にもターミナルビルの内外には、かつては航空機を比較的至近から見学できる場所がいくつかあったが、空港の改築やアメリカ同時多発テロ事件発生以降の空港警備強化などにより、のちにはほとんど入ることができなくなった。ターミナルビルから突き出したフィンガー部分の屋上は、1970年までおよび1999年から2001年9月11日（アメリカ同時多発テロ事件発生日）までは立ち入りが可能だったが、以降は基本的に不可能となった。他にも、北ターミナルの屋上（現在はインテリアショップのACTUS となっている場所）、かつてYS-11が駐機していたエプロン、南ターミナルの一部（現在は新管制塔が立地する付近）などが、現在は、立入禁止区域となっている。

### 伊丹スカイパーク

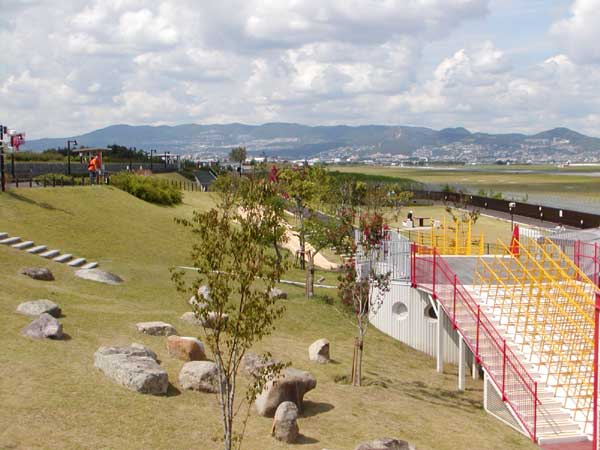
伊丹スカイパーク

かつて国際線が乗り入れていた頃に、滑走路脇の写真撮影ポイントの一つだった場所を、国土交通省などが造成して設置した公園である。滑走路にそって造られた防音用の土手の上から、32Lからのエアボーンの瞬間などを至近距離でウォッチング・撮影できる。2006年7月9日に一部開業、2008年7月12日に全面開業した。ここでは空港をグランドレベルそして至近距離で見渡すことができる。子供連れの家族やカップル、スポッター等の航空ファンらが、ピクニックからウォッチングなどに幅広く利用している。

### スカイランドHARADA

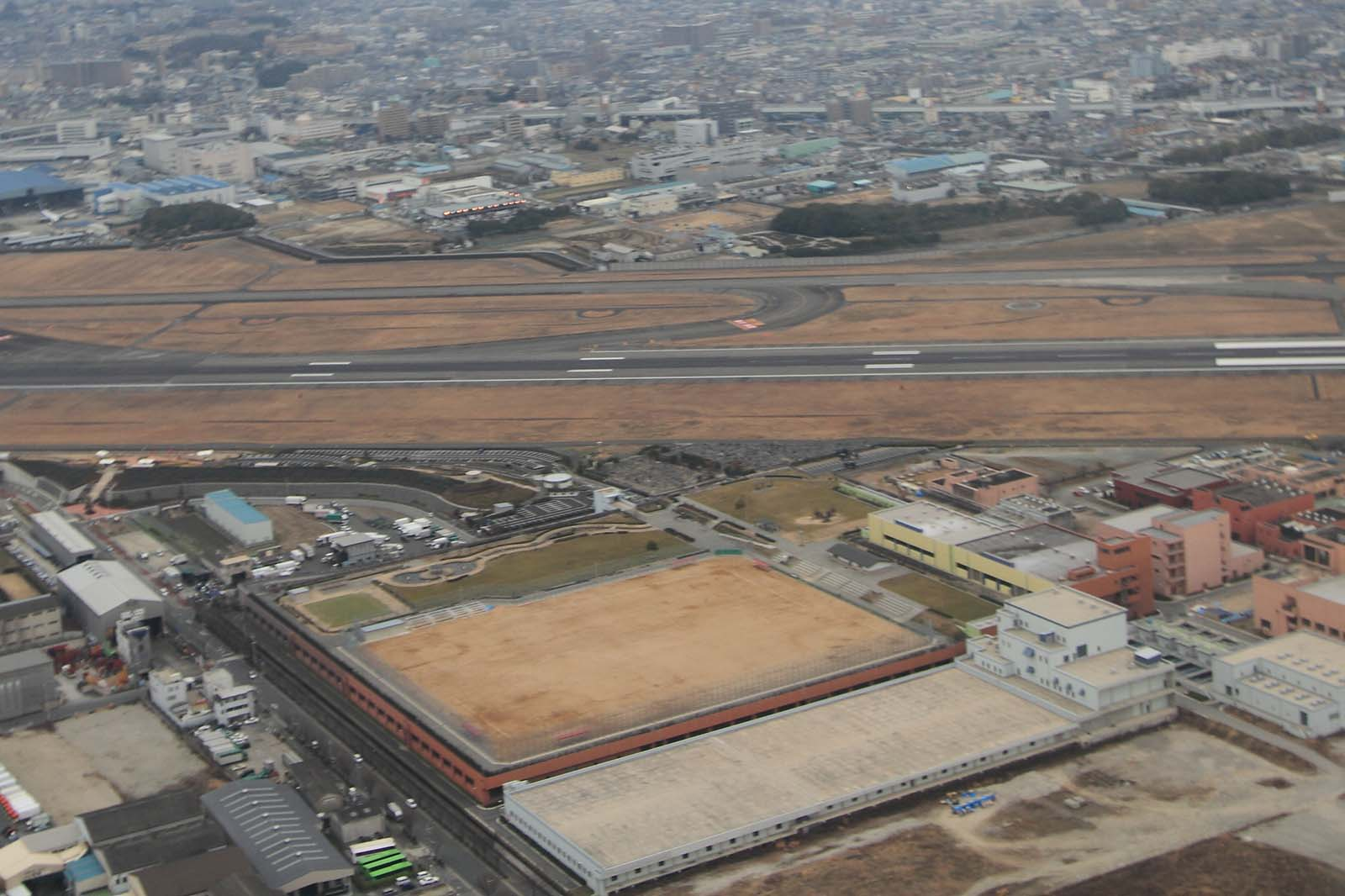
スカイランドHARADA

2003年4月にオープンした多目的施設である。豊中市の原田下水処理場の水処理棟の屋上部を一般開放したものである。多目的運動広場をはじめ、せせらぎ広場、芝生広場、ジョギングコース等が整備され、スポーツだけでなく憩いの場としても利用される。B滑走路(14R/32L)に隣接し、空港を高い位置から、フェンスなどを気にすることなく見渡すことができる。特に14Rからの離陸・32Lへの着陸は、その瞬間を目の前で見られる。ここには、ごみ箱は全く設置されておらず、個人で出たゴミは各自で持ち帰らなければならない。
スカイランドHARADAが開業するまでは、「墓場ポイント」と呼ばれる集合墓地が、この付近の主要ウォッチングポイントだった。標高はほぼ滑走路と同じで、高いフェンスがあるため、撮影などには高い脚立が必要だった。墓地自体は、スカイランドHARADAの北西に現在も存在する。

### 千里川原田進入灯橋付近

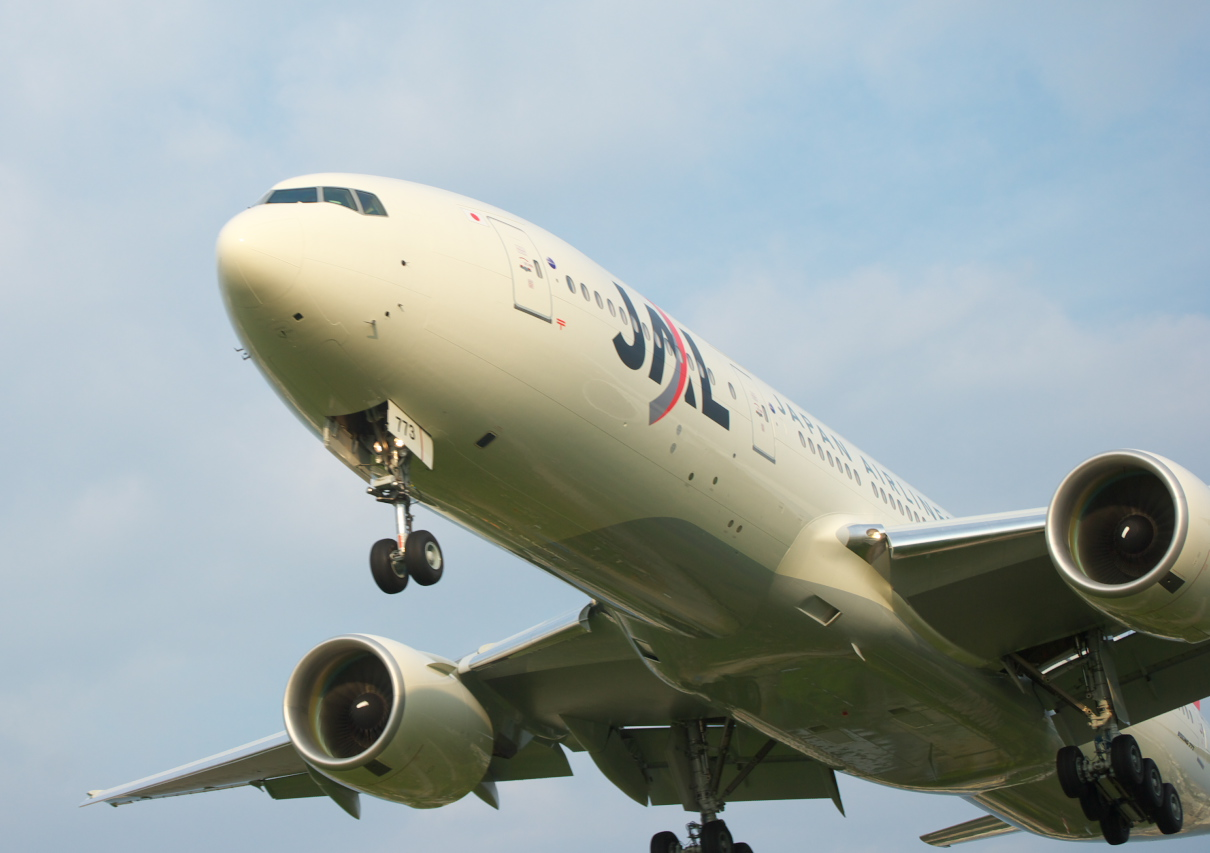
千里川原田進入灯付近から見る、着陸直前のボーイング777-200型機

千里川にかかる原田進入灯橋の付近は、川の護岸（土手）沿いの一般道路であり、有名なウォッチングポイントである。滑走路32Lの延長線上の護岸は、着陸寸前の航空機がすぐ頭上を越えていくポイントであり、この眺望ポイントは「世界有数」 と評されている。
この場所は、単に千里川とも呼ばれる。川の土手部分であり、かつては柵が一つもなかったため、ジェット機発着時の噴射による風で転落する恐れもある危険な場所だった。現在も大阪国際空港長による注意書きには「この付近では航空機の噴射で危険ですから立ち止まらないで下さい」とある。現在は、当該箇所の川の両岸ともに緑色のフェンスが設置され、安全に飛行機を見ることができる。
この場所自体は、整備された施設ではないが、滑走路32Lの端から数十メートルの距離にあり、滑走路32Lに着陸する航空機が真上の至近距離（高度数十メートル程度）を通過し、離陸のため滑走路32Lに入る航空機や滑走路32Rに着陸進入する航空機も間近で見ることができる。そのため、多くの航空ファンや家族連れが足を運ぶ。桂小米朝らの著書によって、この場所が紹介されており、「大阪の観光名所のひとつであり、周辺道路を駐車禁止にするなら、スカイランドHARADAの駐車場と連携して観光客を呼び込むべきだ」という旨の発言をしている。

### エアフロントオアシス下河原

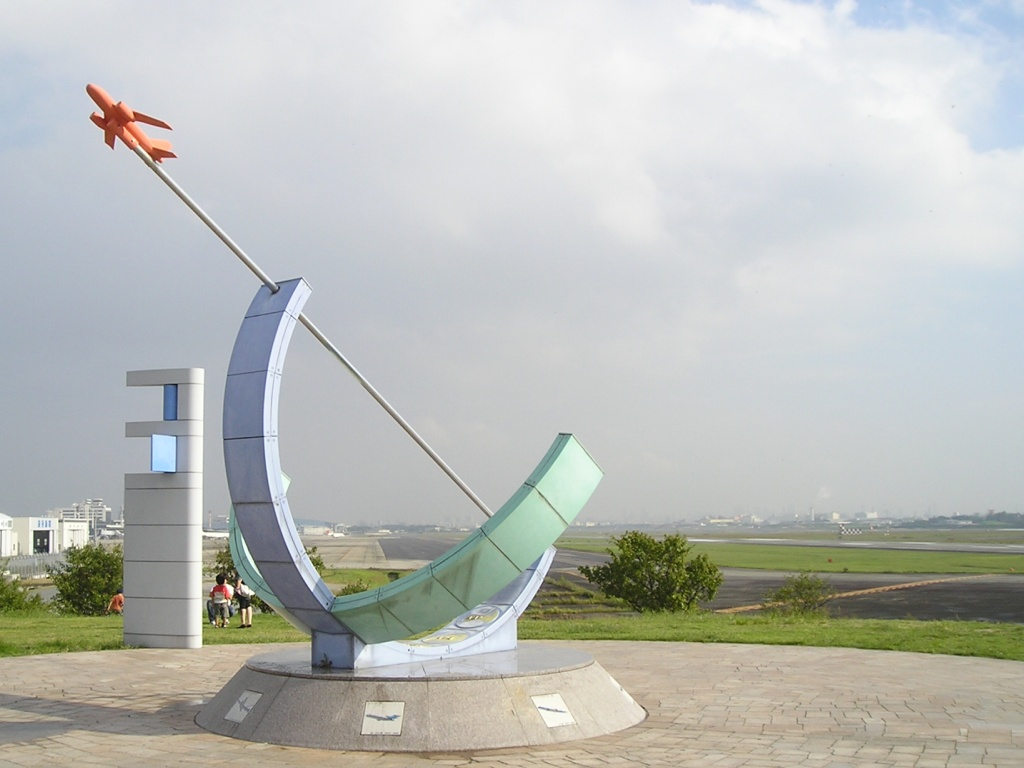
エアフロントオアシス下河原

滑走路14Lの北端近くに国土交通省が作ったエアフロントオアシス下河原と伊丹市が造成した下河原緑地が並んでいる。緑の芝生の広がる公園で天気の良い休日には家族連れでにぎわう。

### 周辺の山岳

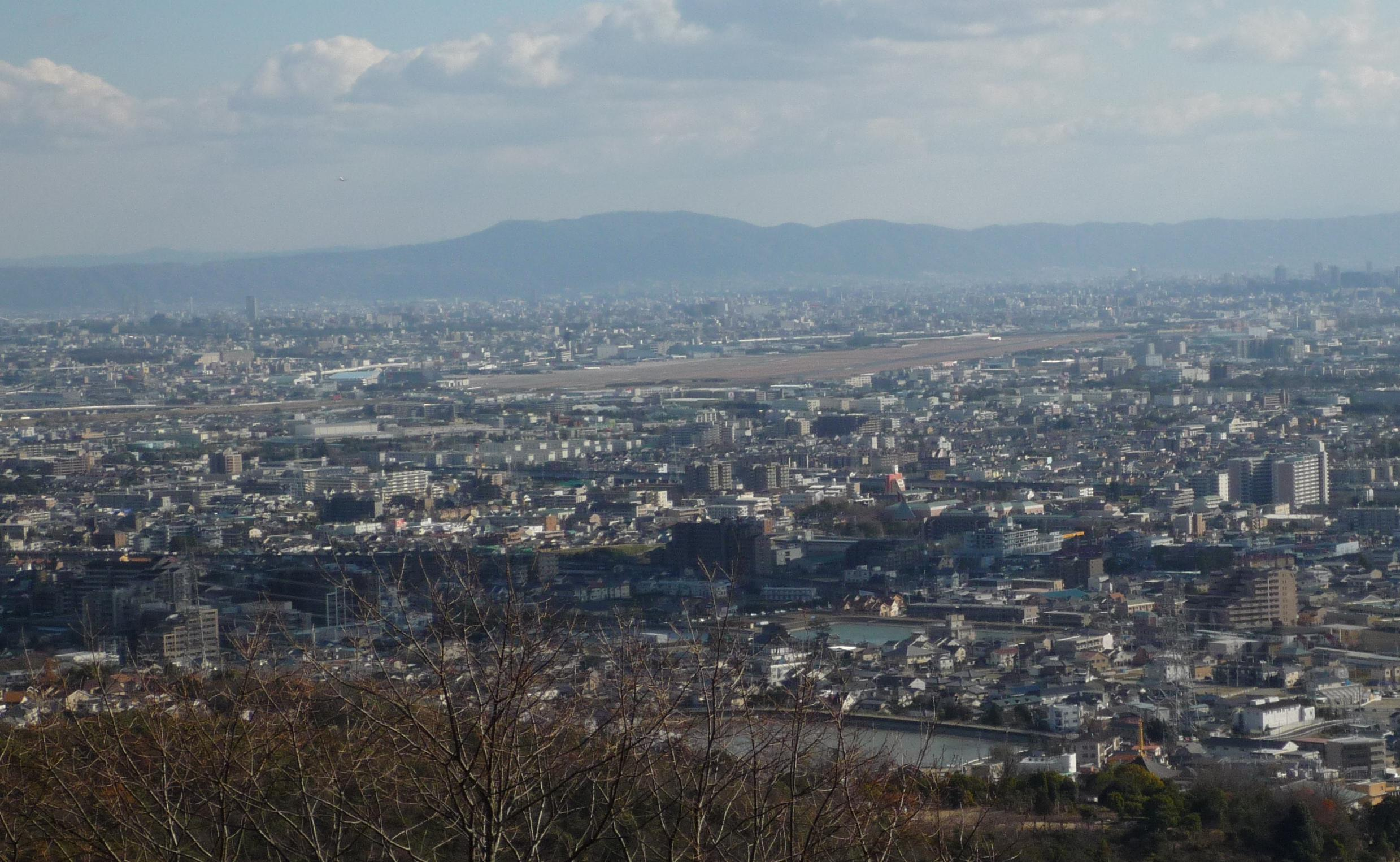
中山より望む伊丹市街と大阪国際空港

大阪国際空港から数km離れた北西側は山岳地帯（長尾連山、六甲山など）である。これらの山からは大阪国際空港の全景を望むことができる。空港内のみならず、空港周辺を飛行する航空機の様子もうかがうことができる。具体的には大阪府池田市・箕面市の五月山 や兵庫県宝塚市の中山 などが知られる。

### その他

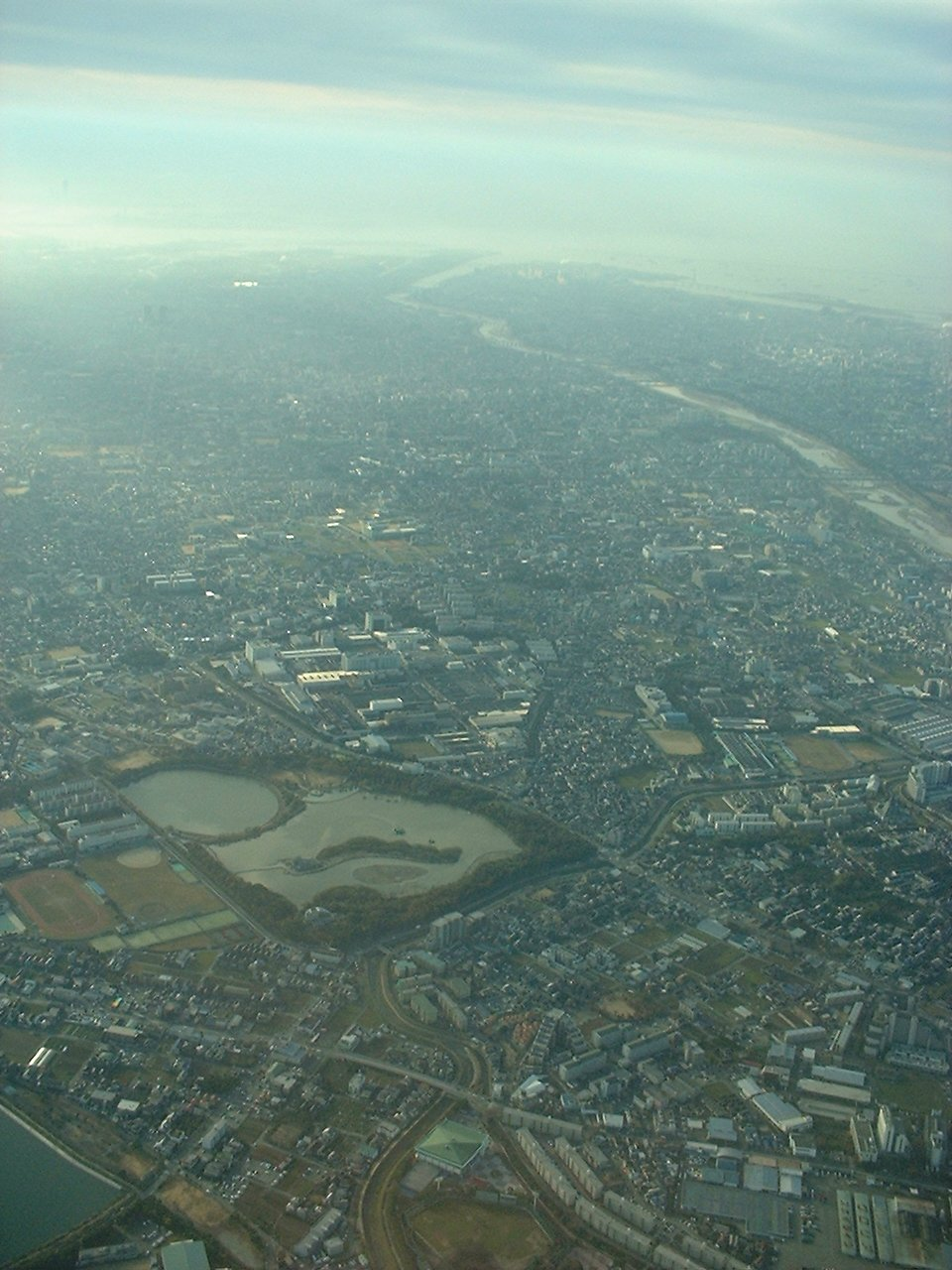
昆陽池公園の昆陽池を上空より望む。池に造成された日本列島型の人工島群が見られる。奥を流れる川は武庫川である。

- 猪名川: 滑走路14R・14L端の周辺を流れる川で、この土手からは空港を一望できるポイントがある。千里川と双璧をなす有名なウオッチングポイントである。ここからは例として滑走路32Rからの離陸を真横から、滑走路32Lからの離陸機を真正面そして真上を通過する光景が見られ、さらに稀有だが滑走路14Rへの着陸シーンを至近距離で見ることができる。
- 昆陽池公園・端ヶ池公園: 大阪国際空港では離着陸は主に滑走路32L・32Rを利用するが、離陸直後、伊丹市近郊の上空で180度旋回を行い、空港を9時の方向に見て飛行する。特に滑走路32Lからの離陸機の旋回シーンを真下で見ることができるポイントである。超望遠レンズ等を持ってウオッチングをする光景も見られる。なお、公園内の昆陽池の中程には日本列島の形をした人工島群が造成されており、同空港の滑走路32L・32Rを離陸した飛行機の左側の機窓にて上空から見ることで、その全貌を望むことができる[174]。
- ふれあい緑地: 1997年に豊中市が騒音等緩和のための緑地を公園に再整備したもの。空港に近く、滑走路32Lの最終着陸コース直下にあり、同滑走路を利用する航空機を見ることができる[175][176]。
- 兵庫県道・大阪府道99号伊丹豊中線空港地下道 東側出入口付近: 整備された施設ではないが、滑走路32Rへの着陸機やB誘導路を経由して滑走路32Lへ向かう航空機を近くで見ることができる。
- 大阪港湾空港整備事務所前: 整備された施設ではないが、ターミナル南側と全日空整備の間の駐機場の様子を近くから観ることができる。
- 新梅田シティ梅田スカイビル空中庭園展望台: 視程が良ければ、地上173 mの高さから大阪国際空港方面を望むことができる。特に、空港南東側からILSアプローチをする航空機をよく見ることができる[177]。

## 対策協議会
大阪国際空港の地元自治体の窓口として、周辺自治体による大阪国際空港周辺都市対策協議会（通称、10市協）が組織されている。参加している自治体は豊中市、池田市、箕面市、吹田市、西宮市、宝塚市、川西市、芦屋市、伊丹市、尼崎市である。

### 対策協議会の歴史
- 1964年: ジェット機の騒音対策として周辺8市で結成された。通称は「8市協」であった。
- 1971年: 3市（吹田・大阪・芦屋）が加わり、「11市協」となった。
- 2005年: 地元商工会議所でつくる大阪国際空港及びその周辺地域活性化促進協議会（空港活性協）の申入れなどにより、騒音災害を理由とした空港廃止から、経済振興の観点からの空港存続への政策転換に対応して、名称を「大阪国際空港騒音対策協議会」から「大阪国際空港周辺都市対策協議会」に変更した。
- 2009年6月: 中川智子宝塚市長は、社民党時代は批判的だった大阪国際空港について「当時は色々な活動をしたが、今は無くなったら市民が困る」と増便など活性化に力を尽くす考えを示した[87]。

## 事件・事故
- 1957年9月30日: 日本航空のDC-4「雲仙号」が離陸直後にエンジントラブルにより不時着。けが人7名。

- 1959年7月14日: 全日空のDC-3が滑走路をオーバーラン[要出典]。
- 1963年6月5日: 全日空のDC-3（貨物便）が離陸滑走中に滑走路を逸れ、駐機場にいた同社のDC-3と衝突[要出典]。
- 1964年2月18日: 日東航空のグラマン マラードが離陸直後に不時着。死者2名。けが人8名[要出典]。
- 1975年5月28日: 全日空のYS-11が胴体着陸（機体は修復して復帰した）[要出典]。
- 1978年6月2日: 日本航空の東京発大阪行115便ボーイング747SR-100(機体記号:JA8119)が大阪国際空港へ着陸しようとした際、滑走路に機体尾部を接触させる「しりもち事故」を起こした。ケガ人3名。この事故で圧力隔壁を破損したが、この時のボーイング社における修理ミスが7年後に同じ機体で発生した墜落事故の引き金になったとされている。東京（羽田）発大阪（伊丹）行の運航において、2度の事故（1978年115便・1985年123便）に遭った日本航空のボーイング747SR-100 （JA8119）

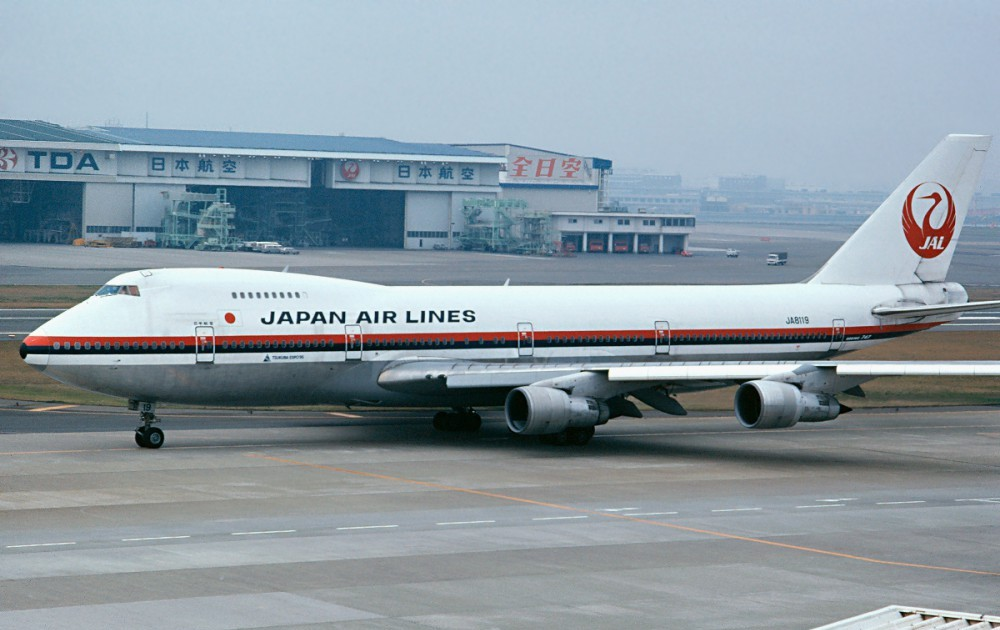
東京（羽田）発大阪（伊丹）行の運航において、2度の事故（1978年115便・1985年123便）に遭った日本航空のボーイング747SR-100 （JA8119）

- 1988年1月18日：全日空の大阪発千歳行き779便ロッキード L-1011(JA8508)が千歳空港に夜間着陸の際に滑走路を見失い、滑走路接地後に再浮上してオーバーランし滑走路を右側に飛び出して停止した。機体下面やエンジン下部を損傷するなど中破した[178]。
- 1994年9月7日：関西国際空港開港の翌々日の夜8時頃から深夜にかけて、空港周辺の豊中市や伊丹市など大阪北摂地域の一部に激しい雷を伴う局地集中豪雨があり、空港施設や機器、関連施設が浸水し一時空港が使用不能となった[179]。
- 1995年1月17日：阪神・淡路大震災が発生。滑走路・誘導路と空港ターミナルビルなどが損傷。航空機の運航には支障は出なかった[180]。

## 空港内の飛地
本節「空港内の飛地」では、後の大阪国際空港が設置される前の、現在の大阪府豊中市・池田市と兵庫県伊丹市の境界付近の地域の歴史について、飛地が生まれた経緯などを中心に、解説する。

### 近世以前
奈良時代には、本地域は摂津国に属していた。当時は一帯は田園地帯であった。これらの田畑は、条里制のもとに管理されており、一帯の農地は直線状に張り巡らされた用水路などによって区画整理されていた。なお、条里制によるこの区画整理の名残が、今日の飛地の境界線が直線による矩形状になっていることの由来であるとされている。これらの農地が飛地となる転機は、安土桃山時代の太閤検地であった。太閤検地では、農地からの徴税システムを管理しやすくするために、農地の所有者や所属惣村の確定作業が行われた。このとき、農地管理の都合上、大きな村が細かく小さな多数の村に分割されることになった。ある農地の所有者は、この太閤検地の結果、所有する田畑が別の村の所属になることもあった。このような別の村の田畑になってしまった土地を代々相続していくうちに、これらが飛地となってしまったとみられている。この状況に加え、飛地の発生に一層の拍車をかけたのは、江戸時代の村の合併であった。太閤検地で大きな村が分割された際に、無数にできた小さな村は、似たような名称をもっていた。この名称が混乱をもたらした原因であった。例えば、現在の池田市である場所には、西今在家村と東今在家村が存在し、これらが江戸時代に合併して、今在家村になった。ところが、現在の豊中市である場所にも、同名の今在家村があった。そのため、2つの今在家村が存在することになった。これらの村境の管理も曖昧で、その結果、さらに飛地を生み出す結果となった。なお、混乱解消のために当時には、現池田市の今在家村は北今在家村、現豊中市の今在家村は南今在家村に改名した。左記の例を含むこのような合併による土地の再編成が、当時は繰り返されたという。その結果生まれた飛地は、江戸時代や明治時代の文献で確認されている。例えば、池田市にある正智寺所蔵の絵図の「享保十六年小坂田村絵図」には、1731年時点の小坂田村（現・伊丹市）の飛地が示されている。

### 近代以後
このようにして生まれた飛地を有する村々は、近代には現在の豊中・池田・伊丹の3市に合併していき、飛地も継承されていった。これら3市への合併当時も、市境の管理は曖昧なままであったが、これを確定させたのは現代になってからである。大阪国際空港が建設され、その拡張工事が実施された1967年に、必要に迫られて境界を確定させて、ようやく現在の姿になった。
現在の飛地は、すべて豊中市の内部および辺縁部にあり、そこには、池田市の飛地が6箇所と伊丹市の飛地が1箇所ある。池田市の飛地の中には、豊中市の二重飛地も1箇所存在する。一般的に飛地の居住者の一部は、行政サービスの水準などが「本土（飛び地以外の地域）」の居住者より低下することがある。また、固定資産税などの管理も飛地では複雑となる。しかしながら、大阪国際空港には官民を含む多くの労働者はいるが、空港に居を構える者はおらず、境界確定当時の大阪国際空港の土地は国有地だったので、固定資産税なども発生しなかった。これらの事情から、豊中・池田・伊丹の3市は、これらの複雑な境界線や飛地を解消しようとはしなかったのである。2012年に、大阪国際空港の土地は新関西国際空港が所有する私有地となり、これら3市に対して固定資産税が発生することになったが、現在も飛地はそのままである。なお、空港管理事務所によると、このような飛地の存在による航空機等の運航への支障はない。
余談だが、関西国際空港も飛地を抱えている。関西国際空港島の対岸の3自治体（大阪府泉佐野市・田尻町・泉南市）の境界線が、海を越えて空港島まで延長されて、関西国際空港を直線的に3分割している。これは、泉佐野・田尻・泉南の3市町が固定資産税などを公平に徴収するためなどに、このような措置が取られているとされる。